# آمار و رکوردهای باشگاه فوتبال استقلال

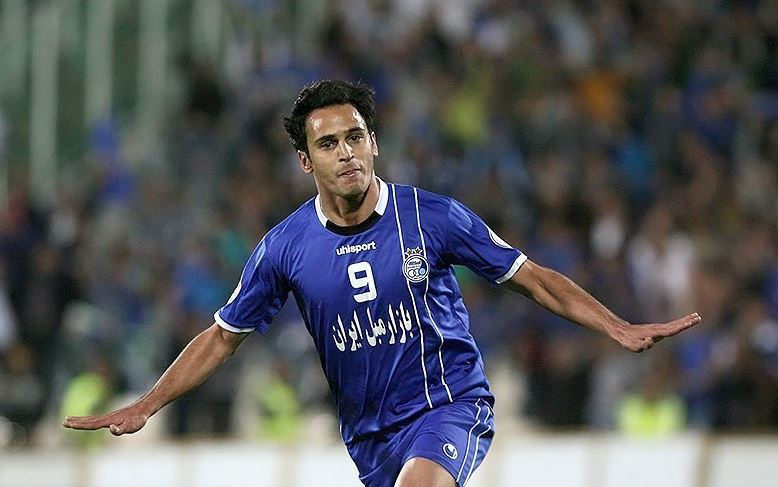
آرش برهانی با ۱۰۷ گل، برترین گلزن تاریخ باشگاه استقلال است.

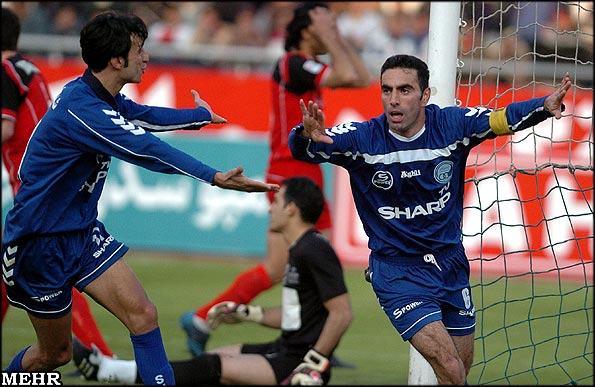
محمود فکری با ۳۴۵ بازی، رکورددار تعداد بازی در تاریخ باشگاه استقلال است.

باشگاه فوتبال استقلال در ۱۸ مهر ماه سال ۱۳۲۳ با نام دوچرخه‌سواران پی‌ریزی شد و ابتدا با رشته دوچرخه‌سواری کار خود را آغاز کرد و به مرور به رشته‌های این باشگاه افزوده شد، مؤسسان باشگاه به فکر اضافه کردن رشته فوتبال به سایر رشته‌های باشگاه شدند و از این رو یک سال بعد از تأسیس باشگاه، در سال ۱۳۲۴ تیم فوتبال دوچرخه‌سواران نیز به جمع سایر رشته‌های این باشگاه اضافه شد، تیم فوتبال دوچرخه‌سواران از همان بدو تأسیس نسبت به سایر رشته‌های این باشگاه محبوبیت بسیار خوبی به‌دست‌آورد و روز به روز به تعداد هوادارانش افزوده می‌شد، در همان سال‌های اولیه تیم فوتبال دوچرخه‌سواران به یکی از تیم‌های پرقدرت باشگاه‌های تهران تبدیل شد، پرویز خسروانی از قهرمانان دوچرخه‌سواری و از مؤسسان اصلی باشگاه که با خرید امتیاز باشگاه مالک و صاحب امتیاز صددرصد باشگاه محسوب می‌شد به دلیل گسترش دامنهٔ فعالیت‌های باشگاه در سایر رشته‌های ورزشی از جمله: فوتبال، پینگ پنگ، وزنه‌برداری و…، طی نامه‌نگاری‌های ایشان و سپس پیشنهاد «انجمن ملی تربیت‌بدنی و پیشاهنگی» به مقامات بالای وقت کشور، سرانجام در ۲۲ بهمن ۱۳۲۸ به «تاج» تغییر نام داد و لوگویی با الهام از تاج پهلوی و دو حلقه در هم تنیده در دو طرفش برای این باشگاه طراحی شد.
استقلال تیم اول فوتبال ایران، قدیمی‌ترین و کهن‌ترین باشگاه حال حاضر فوتبال ایران محسوب می‌شود.
استقلال با ۳۹ عنوان قهرمانی رسمی در طول تاریخ خود، از پر افتخارترین تیم‌های تاریخ فوتبال ایران است و با ۲ عنوان قهرمانی، ۲ جایگاه نایب قهرمانی و ۳ مقام سومی در لیگ قهرمانان آسیا، به عنوان پرافتخارترین تیم ایرانی در تاریخ این رقابت‌ها و چهارمین تیم برتر قارهٔ آسیا شناخته می‌شود.
۲ قهرمانی در لیگ قهرمانان آسیا، ۱۰ قهرمانی در لیگ‌های فوتبال ایران، ۸ قهرمانی در جام حذفی ایران، ۱ قهرمانی در سوپر جام ایران، ۱۳ قهرمانی در جام باشگاه‌های تهران، ۴ قهرمانی در جام حذفی تهران و ۱ قهرمانی در سوپر جام تهران از افتخارات رسمی داخلی و بین‌المللی این تیم هستند. استقلال تنها باشگاه ایرانی است که در تمامی لیگ‌ها و جام‌های داخلی و رقابت‌های سطح بالای کشوری به مقام قهرمانی دست پیدا کرده است.
استقلال با ۱۰ قهرمانی، دومین تیم پرافتخار لیگ‌های فوتبال ایران و با ۸ قهرمانی پرافتخارترین تیم جام حذفی ایران است. آبی‌های تهرانی ۱۰ بار فاتح فرمت‌های مختلف لیگ سراسری فوتبال ایران شده‌اند که می‌توان به ۱ قهرمانی در جام قهرمانی ایران، ۱ قهرمانی در جام منطقه‌ای ایران، ۱ قهرمانی در جام تخت جمشید، ۱ قهرمانی در جام قدس، ۲ قهرمانی در جام آزادگان و ۴ قهرمانی در لیگ برتر خلیج فارس اشاره کرد.
در آسیا، استقلال نخستین باشگاه ایرانی است که به جام قهرمانی باشگاه‌های این قاره دست پیدا کرده است. استقلال تا به امروز در لیگ قهرمانان آسیا، ۲ عنوان قهرمانی در سال‌های ۱۳۴۹ (۱۹۷۰ میلادی) و ۷۰–۱۳۶۹ (۹۱–۱۹۹۰ میلادی)، ۲ جایگاه نایب قهرمانی در سال‌های ۱۳۷۰ (۱۹۹۱ میلادی) و ۷۸–۱۳۷۷ (۹۹–۱۹۹۸ میلادی)، ۳ مقام سومی و ۱ مقام سومی مشترک (بدون بازی رده‌بندی) کسب کرده است. همچنین آبی‌های تهرانی ۸ بار به مرحله نیمه نهایی لیگ قهرمانان آسیا راه یافته‌اند. باشگاه استقلال موفق‌ترین نمایندهٔ فوتبال ایران در تاریخ مسابقات لیگ قهرمانان آسیا تاکنون است. آبی‌های پایتخت همچنین به‌عنوان پرافتخارترین تیم ایران در آسیا شناخته می‌شوند و جایگاه چهارمین تیم پرافتخار تاریخ قارهٔ آسیا را در اختیار دارند. باشگاه استقلال از سوی فدراسیون بین‌المللی تاریخ و آمار فوتبال به عنوان سومین باشگاه برتر قرن بیستم در قارهٔ آسیا و برترین باشگاه ایرانی شناخته شده است. فدراسیون بین‌المللی تاریخ و آمار فوتبال باشگاه استقلال را پس از الهلال عربستان و یوکوهاما مارینوس ژاپن سومین باشگاه برتر فوتبال آسیا در قرن بیستم انتخاب کرد.
استقلال اکنون در لیگ برتر فوتبال ایران بازی می‌کند و با چهار مقام قهرمانی و شش نایب‌قهرمانی، سومین تیم موفق دوره‌های لیگ برتر خلیج فارس است. این تیم در مجموع امتیازهای تیم‌ها در تاریخ لیگ‌های سراسری ایران، در رتبهٔ نخست قرار دارد و در مجموع تمام دوره‌های لیگ برتر ایران صاحب بیشترین گل زده و بیشترین برد است. همچنین از لحاظ حضور در بین سه تیم بالای جدول با ۱۸ بار حضور رکوردار است.

## افتخارات
استقلال با کسب ۳۹ عنوان قهرمانی رسمی در جام‌های قاره‌ای، کشوری و استانی (بالاترین سطح) پرافتخارترین تیم تاریخ فوتبال ایران است.
| جام‌های رسمی باشگاه استقلال | جام‌های رسمی باشگاه استقلال | جام‌های رسمی باشگاه استقلال | جام‌های رسمی باشگاه استقلال | جام‌های رسمی باشگاه استقلال | جام‌های رسمی باشگاه استقلال                                                            | جام‌های رسمی باشگاه استقلال | جام‌های رسمی باشگاه استقلال                                                                  |
| نوع                        | نوع                        | رقابت‌ها                    | رقابت‌ها                    | قهرمانی                    | فصل‌های قهرمانی                                                                        | نایب قهرمانی               | فصل‌های نایب قهرمانی                                                                         |
| -------------------------- | -------------------------- | -------------------------- | -------------------------- | -------------------------- | ------------------------------------------------------------------------------------- | -------------------------- | ------------------------------------------------------------------------------------------- |
| داخلی                      | کشوری                      | لیگ‌های سراسری ایران        | لیگ‌های سراسری ایران        | ۱۰                         | ۱۳۳۶، ۱۳۴۹، ۱۳۵۳، ۶۹–۱۳۶۸، ۷۷–۱۳۷۶، ۸۰–۱۳۷۹، ۸۵–۱۳۸۴، ۸۸–۱۳۸۷، ۹۲–۱۳۹۱، ۰۱–۱۴۰۰       | **۱۱                       | ۱۳۵۲، ۷۱–۱۳۷۰، ۱۳۷۳، ۷۸–۱۳۷۷، ۷۹–۱۳۷۸، ۸۱–۱۳۸۰، ۸۳–۱۳۸۲، ۹۰–۱۳۸۹، ۹۶–۱۳۹۵، ۹۹–۱۳۹۸، ۰۳–۱۴۰۲ |
| داخلی                      | کشوری                      | جام حذفی ایران             | جام حذفی ایران             | **۸                        | ۵۷–۱۳۵۶، ۷۵–۱۳۷۴، ۷۹–۱۳۷۸، ۸۱–۱۳۸۰، ۸۷–۱۳۸۶، ۹۱–۱۳۹۰، ۹۷–۱۳۹۶، ۰۴–۱۴۰۳                | **۷                        | ۱۳۶۹، ۷۸–۱۳۷۷، ۸۳–۱۳۸۲، ۹۵–۱۳۹۴، ۹۹–۱۳۹۸، ۰۰–۱۳۹۹، ۰۲–۱۴۰۱                                  |
| داخلی                      | کشوری                      | سوپر جام ایران             | سوپر جام ایران             | ۱                          | ۱۴۰۱                                                                                  | ۲                          | ۱۳۹۷، ۱۴۰۴                                                                                  |
| داخلی                      | استانی (بالاترین سطح)      | جام باشگاه‌های تهران        | جام باشگاه‌های تهران        | **۱۳                       | ۱۳۲۸، ۱۳۳۱، ۱۳۳۵، ۱۳۳۶، ۱۳۳۸، ۴۰–۱۳۳۹، ۱۳۴۱، ۴۸–۱۳۴۷، ۵۰–۱۳۴۹، ۱۳۵۱، ۱۳۶۲، ۱۳۶۴، ۱۳۷۰ | ۶                          | ۱۳۲۵، ۱۳۳۰، ۱۳۴۸، ۱۳۶۱، ۱۳۶۸، ۱۳۶۹                                                          |
| داخلی                      | استانی (بالاترین سطح)      | جام حذفی تهران             | جام حذفی تهران             | ۴                          | ۲۷–۱۳۲۶، ۱۳۳۰، ۳۸–۱۳۳۷، ۱۳۳۹                                                          | **۳                        | ۱۳۲۵، ۳۷–۱۳۳۶، ۱۳۴۹                                                                         |
| داخلی                      | استانی (بالاترین سطح)      | لیگ قهرمانان آسیا          | لیگ قهرمانان آسیا          | ***۲                       | ۱۳۴۹ (۱۹۷۰ میلادی)، ۷۰–۱۳۶۹ (۹۱–۱۹۹۰ میلادی)                                          | ***۲                       | ۱۳۷۰ (۱۹۹۱ میلادی)، ۷۸–۱۳۷۷ (۹۹–۱۹۹۸ میلادی)                                                |
| مجموع                      | مجموع                      | مجموع                      | مجموع                      | ۳۹ قهرمانی                 | ۳۹ قهرمانی                                                                            | ۳۱ نایب قهرمانی            | ۳۱ نایب قهرمانی                                                                             |

- قهرمانی
- ** رکورد
- * رکورد مشترک
- *** رکورد ایران
- نایب قهرمانی
- ** رکورد
- * رکورد مشترک
- *** رکورد ایران

### مرور کلی
سهم هر رقابت از مجموع ۳۹ جام قهرمانی:

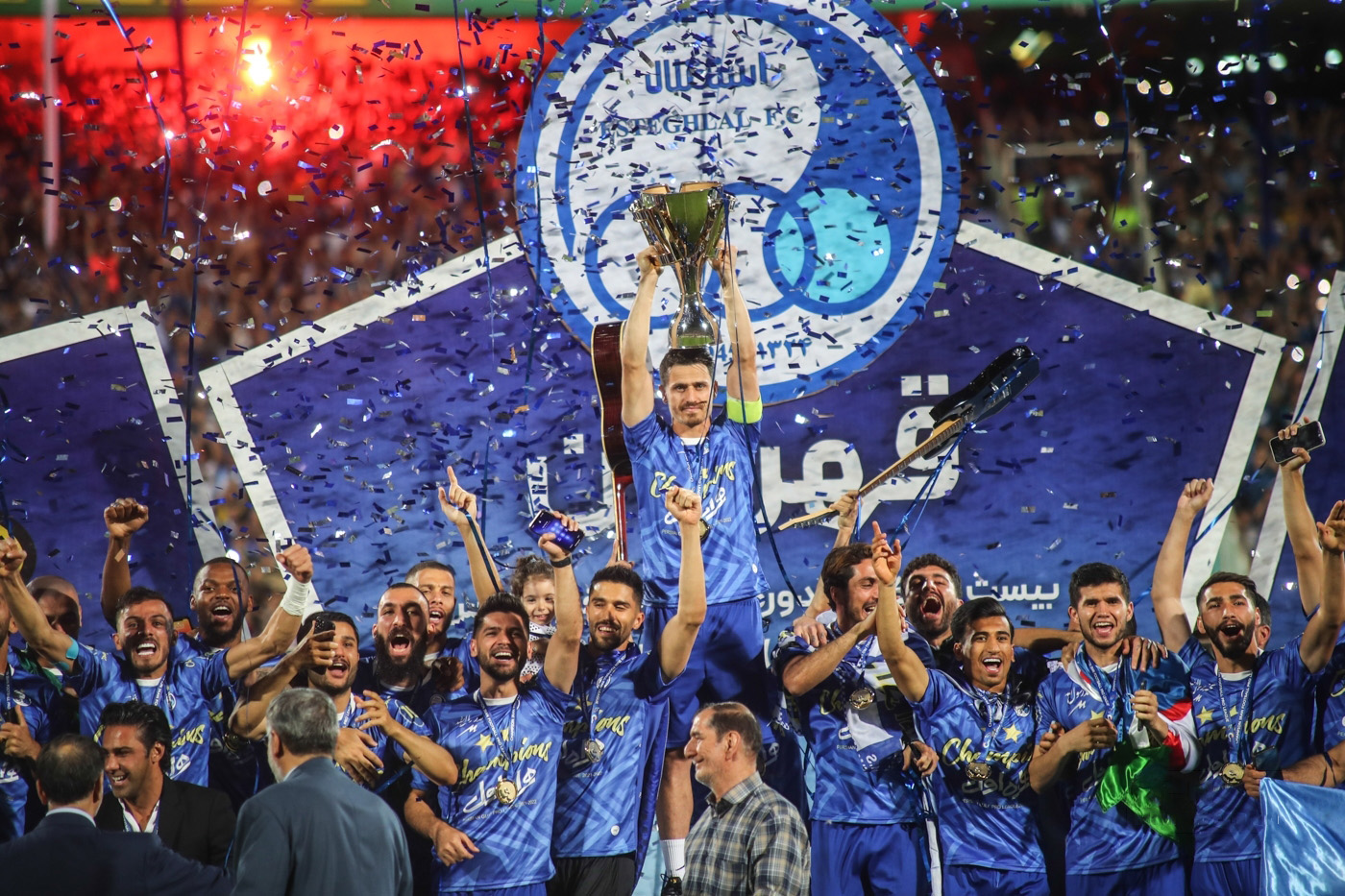
باشگاه استقلال در پایان لیگ برتر ایران ۰۱–۱۴۰۰ بدون هیچ شکستی، قهرمان شد و به اولین باشگاه ایرانی تبدیل شد که به این رکورد دست پیدا کرده است.

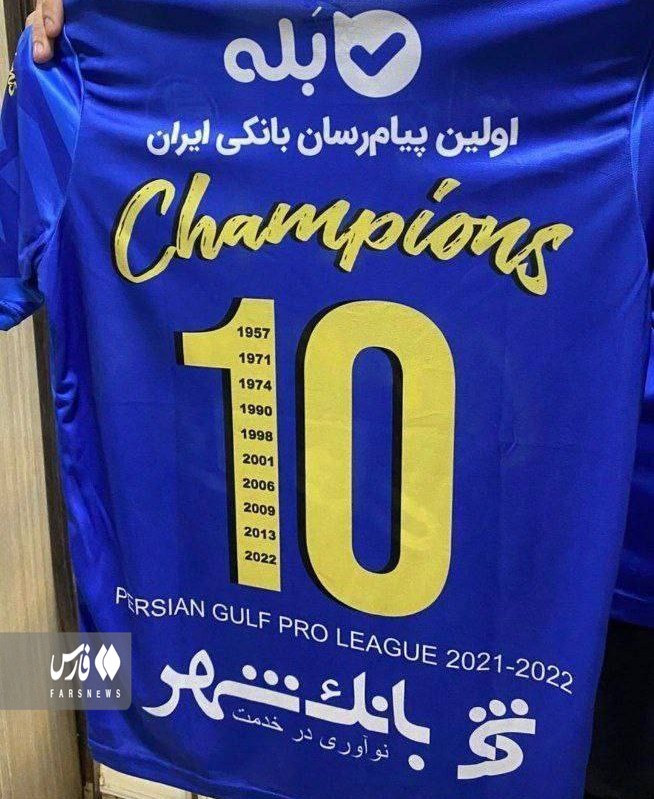
پیراهن اختصاصی باشگاه استقلال در جشن قهرمانی لیگ برتر ایران ۰۱–۱۴۰۰ به مناسبت دهمین قهرمانی تاریخ لیگ‌های فوتبال ایران

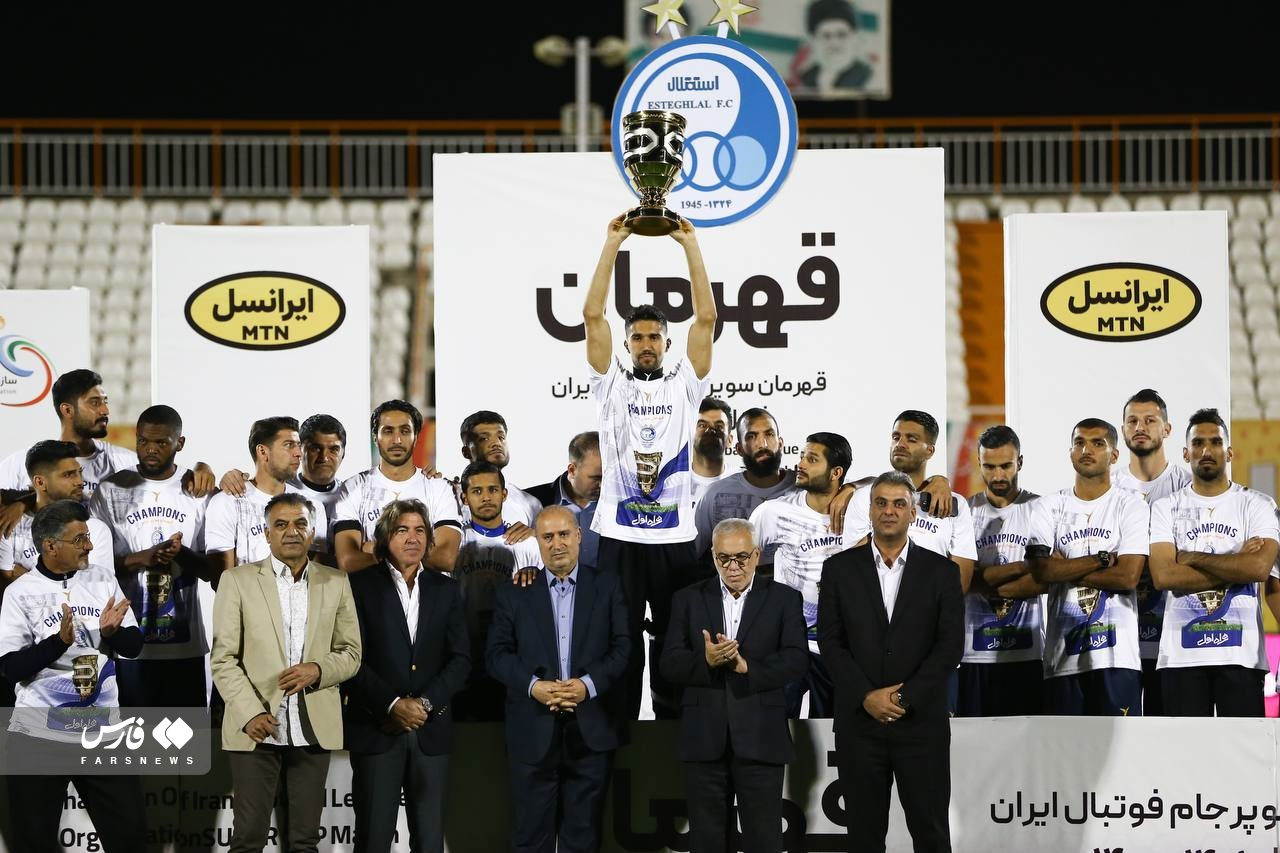
بازیکنان و کادر فنی باشگاه استقلال پس از قهرمانی در سوپر جام ایران ۱۴۰۱، مراسم قهرمانی و بالا بردن جام را برای همبستگی با اعتراضات سراسری ایران بدون شادی برگزار کردند.

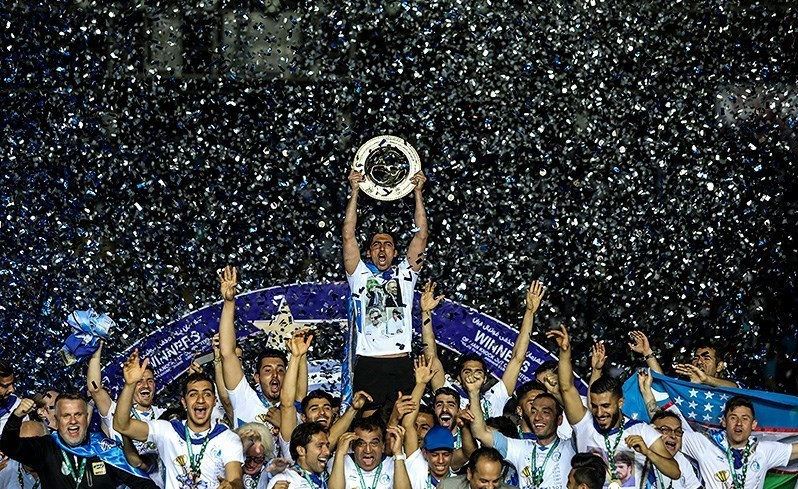
باشگاه استقلال قهرمان جام حذفی ایران ۹۷–۱۳۹۶

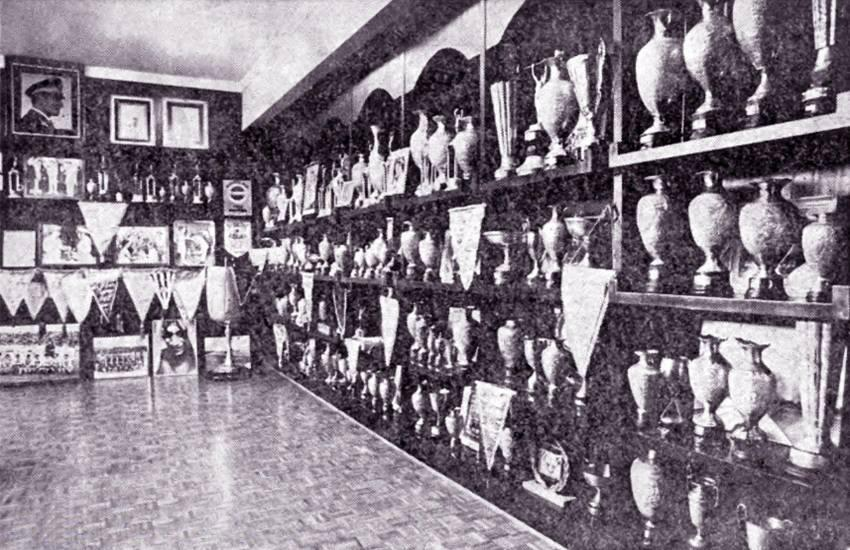
موزه افتخارات باشگاه تاج (استقلال) که بعد از انقلاب ۱۳۵۷ مورد دستبرد واقع شد.

تالار افتخارات باشگاه استقلال

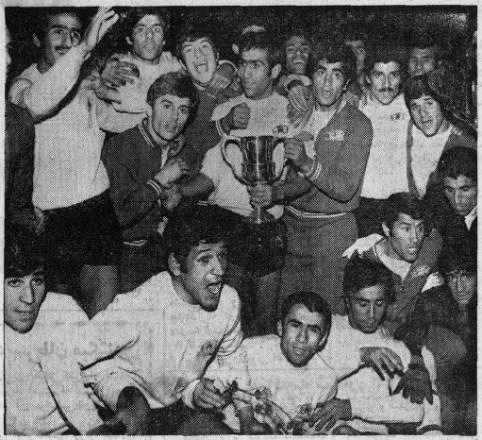
اولین قهرمانی باشگاه تاج (استقلال) در جام باشگاه‌های آسیا ۱۹۷۰

دومین قهرمانی باشگاه استقلال در جام باشگاه‌های آسیا ۹۱–۱۹۹۰

استقلال با ۳۹ عنوان قهرمانی رسمی در طول تاریخ خود، پرافتخارترین تیم تاریخ فوتبال ایران است و با ۲ عنوان قهرمانی، ۲ جایگاه نایب قهرمانی و ۳ مقام سومی در لیگ قهرمانان آسیا، به عنوان پرافتخارترین تیم ایرانی در تاریخ این رقابت‌ها و چهارمین تیم برتر قارهٔ آسیا شناخته می‌شود.
۲ قهرمانی در لیگ قهرمانان آسیا، ۱۰ قهرمانی در لیگ‌های فوتبال ایران، ۸ قهرمانی در جام حذفی ایران، ۱ قهرمانی در سوپر جام ایران، ۱۳ قهرمانی در جام باشگاه‌های تهران، ۴ قهرمانی در جام حذفی تهران و ۱ قهرمانی در سوپر جام تهران از افتخارات رسمی داخلی و بین‌المللی این تیم هستند.
در هشتم خرداد سال ۱۳۲۷ باشگاه استقلال موفق به فتح جام حذفی تهران شد تا نخستین عنوان رسمی خود را کسب کند. از آن زمان تاکنون باشگاه استقلال جام باشگاه‌های تهران را ۱۳ بار، جام حذفی تهران را ۴ بار و سوپر جام تهران را ۱ بار فتح کرده است که در جام باشگاه‌های تهران و سوپر جام تهران رکورددار تعداد قهرمانی می‌باشد.
در سال ۱۳۳۶ باشگاه استقلال قهرمان نخستین دوره جام قهرمانی فوتبال ایران شد و نخستین جام کشوری و اولین لیگ سراسری خود را کسب کرد. استقلال تنها باشگاه ایرانی است که در تمامی لیگ‌ها و جام‌های داخلی و رقابت‌های سطح بالای کشوری به مقام قهرمانی دست پیدا کرده است.
آبی‌های تهرانی همچنین ۱۰ بار فاتح فرمت‌های مختلف لیگ سراسری فوتبال ایران شده‌اند که می‌توان به ۱ قهرمانی در جام قهرمانی ایران، ۱ قهرمانی در جام منطقه‌ای ایران، ۱ قهرمانی در جام تخت جمشید، ۱ قهرمان در جام قدس، ۲ قهرمانی در جام آزادگان و ۴ قهرمانی در لیگ برتر خلیج فارس اشاره کرد. استقلال تنها تیم ایران است که بدون باخت قهرمان لیگ برتر خلیج فارس شده است.
در جام حذفی ایران، استقلال با ۱۵ بار راه‌یابی به دیدار پایانی و ۸ قهرمانی، پیشتاز و رکورددار باشگاه‌های ایرانی است. آن‌ها ۱ بار نیز قهرمان سوپر جام ایران شده‌اند.
در آسیا، استقلال نخستین باشگاه ایرانی است که به جام قهرمانی باشگاه‌های این قارهٔ دست پیدا کرده است. استقلال تا به امروز در لیگ قهرمانان آسیا، ۲ عنوان قهرمانی در سال‌های ۱۳۴۹ (۱۹۷۰ میلادی) و ۷۰–۱۳۶۹ (۹۱–۱۹۹۰ میلادی)، ۲ جایگاه نایب قهرمانی در سال‌های ۱۳۷۰ (۱۹۹۱ میلادی) و ۷۸–۱۳۷۷ (۹۹–۱۹۹۸ میلادی) و ۳ مقام سومی کسب کرده است. همچنین آبی‌های تهرانی ۷ بار به مرحله نیمه نهایی لیگ قهرمانان آسیا راه یافته‌اند. باشگاه استقلال موفق‌ترین نمایندهٔ فوتبال ایران در تاریخ مسابقات لیگ قهرمانان آسیا تاکنون است. آبی‌های پایتخت همچنین به عنوان پرافتخارترین تیم ایران در آسیا شناخته می‌شوند و جایگاه چهارمین تیم پرافتخار تاریخ قارهٔ آسیا را در اختیار دارند. استقلال ایران از سال ۱۹۹۱ تا ۲۰۰۰ به تنهایی پرافتخارترین تیم فوتبال آسیا بود؛ همچنین از سال ۲۰۰۰ تا ۲۰۰۹ نیز این عنوان را مشترکاً با باشگاه الهلال در اختیار داشت. در ادامه باشگاه پوهانگ استیلرز در این سال به سومین قهرمانی خود رسید و این عنوان مهم را پس از ۱۸ سال در اختیار گرفت.
بالاترین جایگاه یک تیم ایرانی در رده‌بندی جهانی: با اعلام فدراسیون جهانی تاریخ و آمار فوتبال در ماه سپتامبر سال ۲۰۱۳، باشگاه استقلال در رده‌بندی برترین باشگاه‌های جهان در جایگاه سوم آسیا و ۵۵ جهان قرار گرفت که این رتبه بالاترین جایگاه یک تیم ایرانی در این رده‌بندی محسوب می‌شود.

### رقابت‌های داخلی

#### رقابت‌های کشوری
- لیگ‌های فوتبال ایران (شامل: جام قهرمانی ایران، جام منطقه‌ای، لیگ تخت جمشید، لیگ قدس، لیگ آزادگان، لیگ برتر خلیج فارس)[۳۰]
  -  قهرمانی (۱۰): ۱۳۳۶، ۱۳۴۹، ۱۳۵۳، ۶۹–۱۳۶۸، ۷۷–۱۳۷۶، ۸۰–۱۳۷۹، ۸۵–۱۳۸۴، ۸۸–۱۳۸۷، ۹۲–۱۳۹۱، ۰۱–۱۴۰۰
  -  نایب قهرمانی (۱۱): ۱۳۵۲، ۷۱–۱۳۷۰، ۱۳۷۳، ۷۸–۱۳۷۷، ۷۹–۱۳۷۸، ۸۱–۱۳۸۰، ۸۳–۱۳۸۲، ۹۰–۱۳۸۹، ۹۶–۱۳۹۵، ۹۹–۱۳۹۸، ۰۳_۱۴۰۲ (رکورد)
- جام حذفی ایران (رکورد)[۳۱]
  -  قهرمانی (۸): ۵۷–۱۳۵۶، ۷۵–۱۳۷۴، ۷۹–۱۳۷۸، ۸۱–۱۳۸۰، ۸۷–۱۳۸۶، ۹۱–۱۳۹۰، ۹۷–۱۳۹۶، ۰۴–۱۴۰۳ (رکورد)
  -  نایب قهرمانی (۷): ۱۳۶۹، ۷۸–۱۳۷۷، ۸۳–۱۳۸۲، ۹۵–۱۳۹۴، ۹۹–۱۳۹۸، ۱۴۰۰–۱۳۹۹، ۱۴۰۲–۱۴۰۱ (رکورد)
- سوپر جام ایران
  -  قهرمانی (۱): ۱۴۰۱
  -  نایب قهرمانی (۲): ۱۳۹۷، ۱۴۰۴

#### رقابت‌های استانی (بالاترین سطح)
- جام باشگاه‌های تهران (رکورد)[۳۲]
  -  قهرمانی (۱۳): ۱۳۲۸، ۱۳۳۱، ۱۳۳۵، ۱۳۳۶، ۱۳۳۸، ۴۰–۱۳۳۹، ۱۳۴۱، ۴۸–۱۳۴۷، ۵۰–۱۳۴۹، ۱۳۵۱، ۱۳۶۲، ۱۳۶۴، ۱۳۷۰ (رکورد)
  -  نایب قهرمانی (۶): ۱۳۲۵، ۱۳۳۰، ۱۳۴۸، ۱۳۶۱، ۱۳۶۸، ۱۳۶۹
- جام حذفی تهران[۲۳][۳۲]
  -  قهرمانی (۴): ۲۷–۱۳۲۶، ۱۳۳۰، ۳۸–۱۳۳۷، ۱۳۳۹
  -  نایب قهرمانی (۳): ۱۳۲۵، ۳۷–۱۳۳۶، ۱۳۴۹ (رکورد)
- سوپر جام تهران (رکورد مشترک)[۲۳]
  -  قهرمانی (۱): ۱۳۷۳ (رکورد مشترک)

### رقابت‌های قاره‌ای
- لیگ قهرمانان آسیا (رکورد ایران)[۲۳][۳۳][۳۴][۳۵][۳۶][۳۷][۳۸][۳۹]
  -  قهرمانی (۲): ۱۳۴۹ (۱۹۷۰ میلادی)، ۷۰–۱۳۶۹ (۹۱–۱۹۹۰ میلادی) (رکورد ایران)
  -  نایب قهرمانی (۲): ۱۳۷۰ (۱۹۹۱ میلادی)، ۷۸–۱۳۷۷ (۹۹–۱۹۹۸ میلادی) (رکورد ایران)
  -  مقام سومی (۳): ۱۳۵۰ (۱۹۷۱ میلادی)، ۸۱–۱۳۸۰ (۰۲–۲۰۰۱ میلادی)، ۹۲–۱۳۹۱ (۲۰۱۳ میلادی) (رکورد ایران)
  -  حضور در نیمه‌نهایی بدون رتبه‌بندی (۱): ۹۳_۱۳۹۲ (۱۴_۲۰۱۳ میلادی)

### نمای کلی
| لیگ نخبگان آسیا     | ۲  | ۲  |
| لیگ‌های فوتبال ایران | ۱۰ | ۱۱ |
| جام حذفی ایران      | ۸  | ۷  |
| سوپر جام ایران      | ۱  | ۲  |
| جام باشگاه‌های تهران | ۱۳ | ۶  |
| جام حذفی تهران      | ۴  | ۳  |
| سوپر جام تهران      | ۱  | ۰  |
| مجموع               | ۳۹ | ۳۱ |

### دوگانه‌ها و سه‌گانه‌ها
باشگاه استقلال در تاریخ خود، شش بار موفق به کسب دوگانه شده است.
(اصطلاح دوگانه به معنای قهرمانی در دو جام در طول یک فصل فوتبال می‌باشد)
- لیگ فوتبال ایران و جام باشگاه‌های تهران
  - فصل ۳۷–۱۳۳۶
- جام باشگاه‌های تهران و جام حذفی تهران
  - فصل ۳۸–۱۳۳۷
  - فصل ۴۰–۱۳۳۹
- لیگ قهرمانان آسیا و لیگ فوتبال ایران
  - فصل ۱۳۴۹
- لیگ قهرمانان آسیا و جام باشگاه‌های تهران
  - فصل ۷۱–۱۳۷۰
- لیگ فوتبال ایران و سوپرجام فوتبال ایران
  - فصل ۰۱–۱۴۰۰

باشگاه استقلال در تاریخ خود، یک بار موفق به کسب سه‌گانه شده است.
(اصطلاح سه‌گانه به معنای قهرمانی در سه جام در طول یک فصل فوتبال می‌باشد)
- لیگ قهرمانان آسیا، لیگ فوتبال ایران و جام باشگاه‌های تهران
  - فصل ۱۳۴۹

### دیگر رقابت‌ها

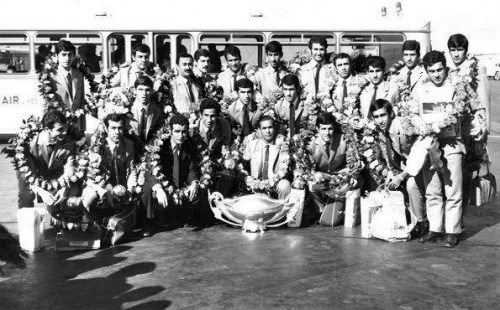
بازیکنان و کادر فنی باشگاه تاج پس از قهرمانی در جام میلز سال ۱۳۴۸

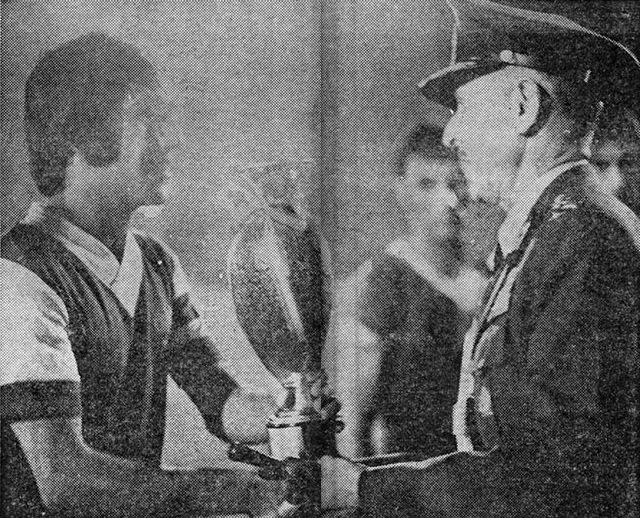
علی جباری کاپیتان باشگاه تاج، عنوان قهرمانی جام دوستی را از علی حجت کاشانی رئیس سازمان تربیت بدنی، دریافت می‌کند.

باشگاه استقلال در طی تاریخ خود در ۱۶ جام غیررسمی، دوستانه و سطح پایین به مقام قهرمانی رسیده است. نخستین قهرمانی این تیم در رقابت‌های دوستانه در جام تاج که با حضور ۴ شعبه مختلف تیم تاج در ۱۳۳۷ برگزار شد، به دست آمد. نخستین عنوان قهرمانی تاج در خارج از ایران نیز در جام میلز سال ۱۳۴۸ (۱۹۶۹ میلادی) ثبت شد. جدیدترین قهرمانی غیررسمی استقلال در مسابقات جام صلح و دوستی تهران در سال ۱۳۸۴ رقم خورد.

#### بین‌المللی
- جام میلز[۲۳]
  -  قهرمانی (۴): ۱۳۴۸، ۱۳۴۹، ۱۳۵۰، ۱۳۶۸
- جام بوردولوی[۴۱]
  -  قهرمانی (۱): ۱۳۶۸
- جام استقلال قطر[۲۳]
  -  قهرمانی (۱): ۱۳۷۰
- جام پرزیدنت ترکمنستان[۴۲]
  -  قهرمانی (۱): ۱۳۷۶
- جام بین‌المللی خزر[۴۳]
  -  قهرمانی (۱): ۱۳۷۶

#### داخلی
- جام تاج[۴۴]
  -  قهرمانی (۱): ۱۳۳۷
- جام دوستی[۴۵]
  -  قهرمانی (۱): ۱۳۵۱
- جام اتحاد
  -  قهرمانی (۱): ۱۳۵۲
- جشنواره بسیج[۴۶]
  -  قهرمانی (۱): ۱۳۷۱
- لیگ آزادگان دسته سوم[پانویس ۱][۲۳]
  -  قهرمانی (۱): ۱۳۷۲
- جام کیش[۴۷]
  -  قهرمانی (۱): ۱۳۸۰
- جام اتحادیه باشگاه‌های ایران[۴۸]
  -  قهرمانی (۱): ۱۳۸۱
- جام صلح و دوستی تهران[۴۹]
  -  قهرمانی (۱): ۱۳۸۴

## آمارها و رکوردهای دیگر

### بازیکنان با شماره پیراهن‌های ماندگار

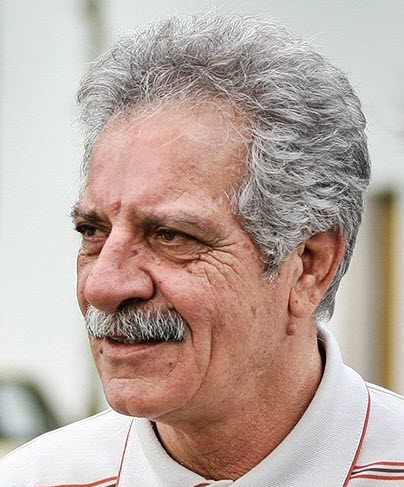
منصور پورحیدری تنها مربی که بیش از ۳۰۰ بار هدایت استقلال را بر عهده داشته است.

| شماره | نام              | پست بازی  | شماره | نام              | پست بازی  |
| ----- | ---------------- | --------- | ----- | ---------------- | --------- |
| ۱     | ناصر حجازی       | دروازه‌بان | ۱     | سید مهدی رحمتی   | دروازه‌بان |
| ۲     | منصور پورحیدری   | مدافع     | ۲     | جواد زرینچه      | مدافع     |
| ۲     | خسرو حیدری       | مدافع     | ۳     | عزت جانملکی      | مدافع     |
| ۳     | صادق ورمزیار     | مدافع     | ۴     | اکبر کارگرجم     | مدافع     |
| ۴     | رضا حسن‌زاده      | مدافع     | ۵     | عارف قلی‌زاده     | مدافع     |
| ۵     | نصرالله عبداللهی | مدافع     | ۵     | شاهین بیانی      | مدافع     |
| ۶     | بهتاش فریبا      | هافبک     | ۶     | محمود فکری       | هافبک     |
| ۷     | مجید نامجومطلق   | هافبک     | ۷     | فرهاد مجیدی      | هافبک     |
| ۸     | علی جباری        | هافبک     | ۸     | امیر قلعه‌نویی    | هافبک     |
| ۸     | مجتبی جباری      | هافبک     | ۹     | غلامحسین مظلومی  | مهاجم     |
| ۹     | علی سامره        | مدافع     | ۹     | آرش برهانی       | مهاجم     |
| ۱۰    | حسن روشن         | مهاجم     | ۱۰    | شاهرخ بیانی      | مهاجم     |
| ۱۰    | علیرضا منصوریان  | مهاجم     | ۱۱    | محمدرضا عادلخانی | مهاجم     |
| ۱۱    | رضا عنایتی       | مهاجم     |       |                  |           |

### نخستین‌ها
- بیشترین هوادار در ایران و آسیا: باشگاه استقلال بر اساس گزارش کنفدراسیون فوتبال آسیا پرطرفدارترین تیم ایران و آسیا می‌باشد.
- نخستین قهرمان ایرانی یک جام بین‌المللی: تیم تاج در سال ۱۳۴۸ در جام میلز در کشور هند شرکت کرد و موفق به کسب عنوان قهرمانی شد تا برای نخستین بار یک تیم باشگاهی ایرانی موفق به کسب عنوان قهرمانی در یک جام بین‌المللی شود.
- نخستین باشگاه فوتبال ایرانی با نشریه اختصاصی: باشگاه تاج در فروردین ۱۳۲۸ دست به انتشار نشریه اختصاصی دوچرخه‌سواران زد که در این زمینه در میان باشگاه‌های ایرانی پیشگام است.
- سومین باشگاه برتر آسیا در قرن بیستم: در رده‌بندی اعلام شده از سوی فدراسیون جهانی تاریخ و آمار فوتبال، در میان ۱۰۰ باشگاه برتر آسیایی در قرن بیستم، باشگاه استقلال پس از تیم‌های الهلال عربستان و یوکوهاما مارینوس ژاپن به عنوان سومین تیم برگزیده شد.
- بالاترین جایگاه یک تیم ایرانی در رده‌بندی جهانی: با اعلام فدراسیون جهانی تاریخ و آمار فوتبال در ماه سپتامبر سال ۲۰۱۳، باشگاه استقلال در رده‌بندی برترین باشگاه‌های جهان در جایگاه سوم آسیا و ۵۵ جهان قرار گرفت که این رتبه بالاترین جایگاه یک تیم ایرانی در این رده‌بندی محسوب می‌شود.
- پرسابقه‌ترین باشگاه ایران در جام باشگاه‌های آسیا: باشگاه استقلال با ۲۱ دوره حضور در تاریخ آسیا در این زمینه در میان تیم‌های ایرانی رکورددار است.
- قهرمانی در هشت دهه مسابقات لیگ سراسری در ایران: از سال ۱۳۳۶ که نخستین دوره مسابقات لیگ سراسری در ایران و تحت عنوان جام قهرمانی ایران برگزار شد تا به حال استقلال در هر دهه حداقل یک بار قهرمان ایران شده است، بدین گونه که در دهه ۳۰ و سال ۱۳۳۶، در دهه ۴۰ و سال ۱۳۴۹، در دهه ۵۰ و سال ۱۳۵۳، در دهه ۶۰ و سال ۶۹–۱۳۶۸، در دهه ۷۰ و سال ۷۷–۱۳۷۶، در دهه ۸۰ و سال‌های ۸۰–۱۳۷۹، ۸۵–۱۳۸۴، ۸۸–۱۳۸۷، در دهه ۹۰ و سال ۹۲–۱۳۹۱ و در دهه اول قرن جدید و سال ۰۱–۱۴۰۰ به مقام قهرمانی لیگ‌های سراسری فوتبال ایران رسید؛ بدین ترتیب استقلال تنها تیم ایرانی‌ست که ۸ دهه مختلف قهرمان لیگ ایران شده است.
- قهرمانی در بالاترین سطح لیگ ایران: استقلال با ۲۳ قهرمانی در بالاترین سطح لیگ ایران رکورددار است.
- بیشترین قهرمانی پیاپی در بالاترین سطح لیگ ایران: استقلال در فاصله سال‌های ۱۳۳۶ تا ۱۳۴۰ ۵ دوره پیاپی قهرمان بالاترین سطح لیگ ایران شد.
- بیشترین قهرمانی در جام حذفی: استقلال با ۸ عنوان قهرمانی جام حذفی ایران و ۴ عنوان جام حذفی تهران و مجموعاً با ۱۱ عنوان حذفی رکورددار است.
- بیشترین قهرمانی در لیگ تهران: استقلال با ۱۳ عنوان قهرمانی در لیگ تهران پر افتخارترین تیم این جام است.
- بیشترین قهرمانی قاره در میان تیم‌های ایرانی: استقلال با دو عنوان قهرمانی آسیا رکورددار قهرمانی آسیا در ایران و چهارمین تیم پرافتخار این رقابت هاست.
- بیشترین حضور در فینال جام باشگاه‌های آسیا به عنوان یک تیم ایرانی: استقلال با ۴ حضور در فینال جام باشگاه‌های آسیا در بین تیم‌های ایرانی رکورددار و دومین تیم برتر آسیا از این حیث است.
- بیشترین قهرمانی در سوپرجام تهران: استقلال با یک عنوان قهرمانی سوپرجام تهران رکورددار این جام است.
- بیشترین حضور در میان ۴ تیم برتر آسیا به عنوان یک تیم ایرانی: استقلال با ۷ حضور در بین ۴ تیم برتر آسیا در بین تیم‌های ایرانی رکورددار و بعد از الهلال در آسیا دوم است.
- بیشترین صعود از مرحله گروهی جام باشگاه‌های آسیا در بین تیم‌های ایرانی: استقلال با ۱۴ صعود از مرحله گروهی جام باشگاه‌های آسیا در بین تیم‌های ایرانی رکورددار است.
- بیشترین حضور در جام باشگاه‌های آسیا به عنوان یک تیم ایرانی: استقلال با ۱۸ حضور در جام باشگاه‌های آسیا در بین تیم‌های ایرانی رکورددار است.
- بیشترین برد، گل زده و امتیاز در جام باشگاه‌های آسیا به عنوان یک تیم ایرانی: استقلال در میان تیم‌های ایرانی حاضر در لیگ قهرمانان آسیا بیشترین بازی، برد، گل زده و امتیاز را دارد.
- صدر نشین کلی جدول لیگ برتر ایران: استقلال در جدول کلی لیگ برتر ایران با اقتدار صدرنشین است.
- بیشترین برد در تاریخ لیگ برتر: استقلال با بیش از ۳۰۰ برد در تاریخ لیگ برتر رکورددار است.
- بیشترین گل زده در تاریخ لیگ برتر: استقلال بیشترین گل زده در تاریخ لیگ برتر را داراست.
- کمترین گل خورده و بهترین تفاضل در تاریخ لیگ برتر در میان ۴ تیم همیشه حاضر در لیگ: استقلال در میان ۴ تیم همیشه حاضر در لیگ برتر کمترین گل خورده و بیشترین تفاضل را دارد.
- کمترین گل خورده در یک فصل لیگ برتر: استقلال در فصل ۹۷–۱۳۹۶ لیگ برتر با ۱۳ گل خورده رکورددار کمترین گل خورده در یک فصل لیگ برتر است البته استقلال با ۱۰ گل خورده در فصل ۱۴۰۰–۱۴۰۱ رکورد خود را بهبود بخشید.
- بیشترین گل زده در یک فصل لیگ برتر: استقلال در فصل ۸۸–۱۳۸۷ با زدن ۷۰ گل رکورددار بیشترین گل زده در یک فصل تاریخ لیگ برتر شد.
- بیشترین بار روی سکوی لیگ رفتن: استقلال با ۱۷ بار روی سکوی لیگ رفتن رکورددار است.
- بیشترین حضور در فینال جام حذفی: استقلال با ۱۵ حضور در فینال جام حذفی ایران و ۷ حضور در فینال جام حذفی تهران و مجموعاً با ۲۲ حضور در فینال جام‌های حذفی رکورددار است.
- اولین دوگانه در تاریخ فوتبال ایران: استقلال اولین باشگاه فوتبال ایرانی است که موفق به کسب دوگانه شده است. (این تیم در مجموع شش بار موفق به کسب دوگانه شده است)
- لیگ فوتبال ایران و جام باشگاه‌های تهران
  - فصل ۳۷–۱۳۳۶
- جام باشگاه‌های تهران و جام حذفی تهران
  - فصل ۳۸–۱۳۳۷
  - فصل ۴۰–۱۳۳۹
- لیگ قهرمانان آسیا و لیگ فوتبال ایران
  - سال ۱۳۴۹
- لیگ فوتبال ایران (لیگ قدس) و لیگ قهرمانان آسیا
  - فصل ۱۳۶۹ __ ۱۳۷۰
- لیگ برتر فوتبال ایران و سوپر جام فوتبال ایران
  - فصل ۰۱–۱۴۰۰
- تاج در سال ۱۳۴۹ قهرمان سه جام معتبر شد
- لیگ قهرمانان آسیا، لیگ فوتبال ایران و جام باشگاه‌های تهران
  - فصل ۱۳۴۹

## رکوردهای شهرآورد تهران
- بیشتر بودن تعداد برد استقلال در شهرآورد تهران: سه شهرآورد نخست تهران مساوی شدند و از شهرآورد چهارم تهران که با پیروزی ۳–۱ استقلال برابر پرسپولیس همراه بود و تا شهرآورد شماره ۱۰۰، تعداد بردهای تیم استقلال همواره بیشتر از باخت‌هایش بود و استقلال هیچگاه بیشتر از بردهایش نباخته بود. فاصله بین دو تیم به گونه‌ای شده بود که بعد از برد استقلال در شهرآورد چهلم در مرداد ۱۳۷۴، استقلال ۱۶ برد و ۸ باخت داشته و در مقابل هر باخت ۲ برد کسب کرده بود. در شهرآورد شماره ۱۰۰ پرسپولیس برای نخستین‌بار در تعداد پیروزی به استقلال رسید و در شهرآورد شماره ۱۰۱ برای نخستین‌بار از استقلال پیشی گرفت. درحال حاضر نیز استقلال در مقابل ۲۶ برد در شهرآورد، ۲۹ بار نیز باخته است.
- طولانی‌ترین دوره شکست‌ناپذیری در شهرآورد تهران: تیم فوتبال استقلال از آذر ماه سال ۱۳۶۸ تا مهر ماه سال ۱۳۷۵ (۶ سال و ۱۰ ماه) و در ۱۰ بازی پیاپی در شهرآورد تهران شکست‌ناپذیر بوده (شهرآوردهای ۳۲ تا ۴۱) و در این بین ۵ برد را رقم زده است (شهرآوردهای ۳۲، ۳۵، ۳۶، ۳۸، ۴۰) و از این حیث رکورددار است.
- سید مهدی رحمتی با ۹ کلین شیت در دربی رکورددار کلین شیت است.
- علی سامره با گلزنی در ثانیه ۴۸ در دربی سال ۸۱ سریع‌ترین گل تاریخ دربی را به‌ثمر رسانده‌اند.
  - اللهیار صیادمنش جوانترین فردی است که در شهرآورد بازی کرده است.
- حسن روشن جوان‌ترین گلزن تاریخ دربی تهران (در ۱۷ سالگی) است.
- غلامحسین مظلومی، کارو حق‌وردیان، بیوک وطنخواه و علی جباری با ۷ پیروزی در دربی رکورددار برد در دربی هستند.
- فرهاد مجیدی با ۴ گل گلزن‌ترین کاپیتان دربی است.
- فرهاد مجیدی تنها بازیکنی است که در ۳ دربی پشت سر هم گلزنی کرده است.
- علی جباری با دادن شش پاس گل، آقای پاس گل دربی است.
- بیشترین برد پیاپی رسمی: استقلال با ۴ برد پیاپی در بازی‌های رسمی دربی در بازی‌های شماره ۷۰٬۷۱٬۷۲ و ۷۴ رکورددار است
- بیشترین برد پیاپی : استقلال با ۴ برد پیاپی در بازی‌های کلی دربی و در دربی‌های ۳٬۴٬۵ و ۶ رکورددار است
- طولانی‌ترین دوره شکست ناپذیری به بازی : استقلال از سال ۶۹ تا ۷۴ ده دربی پیاپی را نباخت
- بیشترین بار بیش از یک گل زدن : استقلال در ۱۹ بازی دربی موفق به زدن بیش از یک گل و ۱۰ بار موفق به زدن بیش از دو گل شده است
- بیشترین گل در یک سال : استقلال در سال ۱۳۹۰ در دربی‌ها ۱۰ گل زد
- طولانی‌ترین دوره شکست ناپذیری مربی : امیر قلعه نویی مربی سابق استقلال در دوازده بازی پیاپی دربی هیچ باختی را متحمل نشد
- کمترین فاصله بین دو گل : استقلال در دربی ۸۴ در دو دقیقه توانست دروازه رقیب را باز کند
- کمترین فاصله بین سه گل : استقلال در دربی ۷۴ توانست در ده دقیقه سه گل وارد دروازه حریف کند
- سریعترین دبل : مجتبی جباری از استقلال در دربی ۷۴ در سه دقیقه توانست دبل کند
- بهترین برد بعد از انقلاب : استقلال دو بار بعد از انقلاب توانست حریف را با نتیجه سه بر صفر ببرد
- بهترین گلزن برای یک تیم بعد انقلاب : مجتبی جباری، فرهاد مجیدی و امیرارسلان مطهری هر سه از استقلال و با زدن ۴ گل برای استقلال در دربی‌ها رکورددار گلزنی برای یک تیم خاص بعد انقلاب هستند
- گلزن‌ترین هافبک : علی جباری از استقلال با زدن ۵ گل در دربی رکورددار گلزنی به عنوان یک هافبک در این رویداد است
- گلزن‌ترین مدافع : محمود فکری دفاع چپ سابق استقلال با زدن دو گل در دربی رکورددار گلزنی در دربی به عنوان یک مدافع است
- دبل در اولین بازی دربی : ارسلان مطهری از استقلال تنها بازیکن تاریخ دربی است که در اولین دربی‌اش دبل می‌کند
- بیشترین تأثیر گذاری در گل در دربی : مجتبی جباری با تأثیر گذاری روی ۸ گل دربی رکورددار تأثیر گذاری روی گل در دربی است

## ترین‌های باشگاه استقلال
- قدیمی‌ترین تیم در میان تیم‌های سطح اول ایران: در بین باشگاه‌های حاضر در سطح اول فوتبال ایران (لیگ برتر)، استقلال قدیمی‌ترین تیم محسوب می‌شود. شایان ذکر است که تیم‌هایی که قبل از استقلال به وجود آمده‌اند همچون شاهین، راه‌آهن، عقاب و تدین همگی یا منحل شده‌اند یا در سطوح پایین‌تر فوتبال ایران بازی می‌کنند.
- پر افتخارترین تیم تاریخ فوتبال ایران:استقلال با کسب ۳۹ عنوان قهرمانی اولین تیم پر افتخار تاریخ فوتبال ایران است.
- بیشترین امتیاز در تاریخ لیگ‌های سراسری ایران: استقلال با بیش از ۲۰۰۰ امتیاز در رتبه اول جدول کلی تاریخ لیگ‌های سراسری ایران قرار دارد.
- بیشترین امتیاز در تاریخ لیگ برتر خلیج فارس: استقلال در سیستم کنونی لیگ ایران که لیگ برتر خلیج فارس نام دارد و از سال ۱۳۸۰ آغاز شده است، با بیش از ۱۳۰۰ امتیاز بیشترین امتیاز را کسب کرده است و در صدر جدول کلی تاریخ این لیگ هم قرار دارد.
- پرافتخارترین تیم ایرانی در مسابقات آسیایی: استقلال با ۲ قهرمانی (رکورد ایران)، ۲ نایب‌قهرمانی و ۳ مقام سومی در لیگ قهرمانان آسیا، موفق‌ترین تیم ایرانی در تاریخ مسابقات آسیا است.
- پرافتخارترین تیم جام حذفی ایران: استقلال با بیشترین قهرمانی (۸) و بیشترین نایب‌قهرمانی (۷) در جام حذفی ایران، پرافتخارترین تیم تاریخ این تورنمنت محسوب می‌شود.
- بیشترین گل زده در یک فصل: استقلال در فصل ۱۳۸۷–۸۸ لیگ برتر که قهرمان شد، ۷۰ گل به ثمر رساند که بیشترین گل به ثمر رسیده توسط یک تیم در یک فصل در تاریخ فوتبال ایران است.[۵۱]
- کمترین گل خورده در یک فصل: استقلال در فصل ۰۱–۱۴۰۰ با ۱۰ گل خورده رکورد کمترین گل خورده در یک فصل فوتبال ایران را بنام خود ثبت کرد.
- پرتماشاگرترین بازی تاریخ آسیا: بازی بزرگ فینال جام باشگاه‌های آسیا در سال ۷۸ که با نتیجه دو بر یک به سود جوبیلو ایواتا ژاپن مقابل استقلال شکل گرفت، با حضور بیش از صد و بیست هزار تماشاگر، پرتماشاگرترین بازی تاریخ آسیا تاکنون است.
- پرطرفدارترین تیم آسیا: استقلال در هفت فصل از لیگ قهرمانان آسیا عنوان پرتماشاگرترین تیم لیگ قهرمانان آسیا را به خود اختصاص داده است. استقلال در فصلهای ۲۰۱۰، ۲۰۱۱، ۲۰۱۳، ۲۰۱۷، ۲۰۱۸ و ۲۰۱۹ و ۲۰۲۴ از بازیهای لیگ قهرمانان میانگین بیشترین تماشاگر بازی‌ها را به خود اختصاص داده است.[۵۲]
- نبازترین تیم تاریخ ایران:استقلال در فصل ۰۱–۱۴۰۰ موفق شد که لیگ را بدون متحمل شدن حتی یک شکست به اتمام برساند و تحت هدایت فرهاد مجیدی به عنوان قهرمانی لیگ برتر برسد و جز ۸ تیم تاریخ فوتبال جهان شد که به این رکورد می‌رسند.
- بیشترین کلین شیت در یک فصل:

تیم استقلال رکورددار کلین شیت در یک فصل لیگ برتر ایران می‌باشد آنها در بیست و یکمین دوره لیگ برتر توانستند آمار ۲۱ کلین شیت در ۳۰ بازی رو ثبت کنند.
- بیشترین گل زده تاریخ لیگ:

استقلال بیشترین گل زده تاریخ لیگ برتر را دارد و اولین تیم لیگ برتری است که به رکورد هزار گل رسید.

## آمار بازیکنان

### برترین گلزنان
| #  | نام                | جمع گلها | بازی | داخلی | آسیا * | پنالتی |
| -- | ------------------ | -------- | ---- | ----- | ------ | ------ |
| ۱  | آرش برهانی         | ۱۰۷      | ۲۹۲  | ۹۴    | ۱۴     | ۸      |
| ۲  | فرهاد مجیدی        | ۹۴       | ۲۵۶  | ۷۱    | ۲۳     | ۳      |
| ۳  | علی جباری          | ۹۲       | ۱۸۵  | ۹۱    | ۱      | ۱      |
| ۴  | غلامحسین مظلومی    | ۸۱       | ۱۴۰  | ۷۳    | ۸      | ۲      |
| ۵  | عبدالصمد مرفاوی    | ۷۹       | ۱۶۹  | ۷۱    | ۸      | ۱۰     |
| ۶  | پرویز مظلومی       | ۶۸       | ۱۴۴  | ۶۵    | ۰      | ۳      |
| ۷  | غلامرضا عنایتی     | ۶۴       | ۱۱۴  | ۶۴    | ۰      | ۶      |
| ۸  | عبدالعلی چنگیز     | ۴۷       | ۱۲۹  | ۴۵    | ۲      | ۱      |
| ۹  | سیاوش اکبرپور      | ۴۶       | ۲۱۲  | ۴۵    | ۱      | ۲      |
| ۱۰ | علی سامره          | ۴۲       | ۱۰۵  | ۳۷    | ۵      | ۰      |
| ۱۱ | عباس سرخاب         | ۴۱       | ۱۴۱  | ۳۶    | ۵      | ۱      |
| ۱۲ | مهدی قایدی         | ۳۹       | ۱۴۶  | ۳۳    | ۶      | ۱      |
| ۱۳ | مسعود مژدهی        | ۳۷       | ۱۳۶  | ۳۵    | ۲      | ۰      |
| ۱۴ | مجتبی جباری        | ۳۳       | ۱۷۷  | ۳۲    | ۱      | ۶      |
| ۱۵ | علیرضا واحدی‌نیکبخت | ۳۳       | ۱۹۹  | ۲۶    | ۷      | ۰      |
| ۱۶ | علیرضا اکبرپور     | ۳۳       | ۲۱۹  | ۲۶    | ۷      | ۰      |
| ۱۷ | حسن روشن           | ۳۲       | ۱۳۰  | ۳۲    | ۰      | ۲      |
| ۱۸ | هادی نراقی         | ۳۱       | ۱۱۰  | ۳۱    | ۰      | ۳      |
| ۱۹ | جعفر مختاری‌فر      | ۳۱       | ۱۲۵  | ۳۱    | ۰      | ۱      |
| ۲۰ | امید ابراهیمی      | ۳۰       | ۱۳۴  | ۲۹    | ۱      | ۱۴     |
| ۲۱ | بیوک جدیکار        | ۳۰       | -    | ۳۰    | ۰      | ۰      |
| ۲۲ | ادموند اختر        | ۲۹       | ۹۱   | ۲۹    | ۰      | ۳      |
| ۲۳ | محسن گروسی         | ۲۹       | ۹۵   | ۲۹    | ۰      | ۰      |
| ۲۴ | امیرارسلان مطهری   | ۲۹       | ۱۲۳  | ۲۴    | ۵      | ۲      |
| ۲۵ | محمد نوازی         | ۲۹       | ۱۹۱  | ۲۴    | ۴      | ۲۲     |
| ۲۶ | شیخ دیاباته        | ۲۷       | ۴۷   | ۱۸    | ۹      | ۷      |
| ۲۷ | علی اکبریان        | ۲۶       | ۷۸   | ۲۶    | ۰      | ۰      |
| ۲۸ | شاهرخ بیانی        | ۲۶       | ۱۴۱  | ۲۳    | ۳      | ۱      |
| ۲۹ | وریا غفوری         | ۲۶       | ۱۸۵  | ۲۳    | ۳      | ۱۰     |
| ۳۰ | امیر قلعه نویی     | ۲۵       | ۱۵۶  | ۲۵    | ۰      | ۴      |
| ۳۱ | فراز فاطمی         | ۲۴       | ۸۱   | ۱۹    | ۵      | ۰      |
| ۳۲ | سجاد شهباززاده     | ۲۴       | ۸۵   | ۲۴    | ۰      | ۰      |
| ۳۳ | سیروس دین‌محمدی     | ۲۴       | ۱۳۲  | ۱۹    | ۵      | ۵      |
| ۳۴ | علیرضا منصوریان    | ۲۴       | ۲۲۶  | ۲۳    | ۱      | ۰      |
| ۳۵ | کوین یامگا         | ۲۳       | ۷۳   | ۲۳    | ۰      | ۱۶     |
| ۳۶ | جواد قراب          | ۲۳       | ۱۴۴  | ۲۲    | ۱      | ۰      |
| ۳۷ | حنیف عمران‌زاده     | ۲۳       | ۲۲۰  | ۱۹    | ۳      | ۰      |
| ۳۸ | فرزاد مجیدی        | ۲۲       | ۱۷۳  | ۲۱    | ۱      | ۰      |
| ۳۹ | فرشید اسماعیلی     | ۲۲       | ۱۸۱  | ۱۸    | ۴      | ۱      |
| ۴۰ | محمود فکری         | ۲۲       | ۳۴۵  | ۱۹    | ۳      | ۰      |
| ۴۱ | علی موسوی          | ۲۱       | ۵۶   | ۱۸    | ۳      | ۱      |
| ۴۲ | جابر انصاری        | ۲۱       | ۹۵   | ۲۰    | ۱      | ۰      |
| ۴۳ | غلامحسین فرزامی    | ۲۱       | -    | ۲۱    | ۰      | ۰      |
| ۴۴ | فرد ملکیان         | ۲۰       | ۷۱   | ۲۰    | ۰      | ۰      |
| ۴۵ | مهدی سیدصالحی      | ۱۹       | ۵۰   | ۱۶    | ۳      | ۰      |
| ۴۶ | بهتاش فریبا        | ۱۹       | ۹۷   | ۱۹    | ۰      | ۳      |
| ۴۷ | امیر هاشمی‌مقدم     | ۱۸       | ۸۰   | ۱۶    | ۲      | ۰      |
| ۴۸ | یدالله اکبری       | ۱۸       | ۱۲۵  | ۱۵    | ۳      | ۵      |
| ۴۹ | حسین کاظمی         | ۱۸       | ۱۴۶  | ۱۶    | ۲      | ۰      |
| ۵۰ | میلاد میداوودی     | ۱۷       | ۵۸   | ۱۷    | ۰      | ۰      |
| ۵۱ | علی قربانی         | ۱۷       | ۸۰   | ۱۵    | ۲      | ۰      |
| ۵۲ | رضا حسن‌زاده        | ۱۷       | ۲۱۴  | ۱۶    | ۱      | ۰      |
| ۵۳ | پژمان منتظری       | ۱۷       | ۳۱۸  | ۱۴    | ۳      | ۰      |
| ۵۴ | محمد قاضی          | ۱۶       | ۵۵   | ۱۲    | ۴      | ۰      |
| ۵۵ | احمد مومن‌زاده      | ۱۶       | ۱۰۲  | ۱۴    | ۲      | ۰      |
| ۵۶ | صادق ورمزیار       | ۱۶       | ۲۷۱  | ۱۴    | ۲      | ۱۲     |
| ۵۷ | امیرحسین صادقی     | ۱۶       | ۳۱۶  | ۱۵    | ۱      | ۰      |
| ۵۸ | پرویز کوزه‌کنانی    | ۱۶       | -    | ۱۶    | ۰      | ۰      |
| ۵۹ | مهدی هاشمی نسب     | ۱۵       | ۸۵   | ۱۲    | ۳      | ۳      |
| ۶۰ | مجید نامجومطلق     | ۱۵       | ۱۰۰  | ۱۵    | ۰      | ۳      |
| ۶۱ | علی لطیفی          | ۱۴       | ۲۹   | ۹     | ۵      | ۱      |
| ۶۲ | ایمان عالمی        | ۱۴       | ۱۱۱  | ۱۴    | ۰      | ۱      |
| ۶۳ | کاوه رضایی         | ۱۳       | ۴۰   | ۷     | ۶      | ۱      |
| ۶۴ | رامین رضاییان      | ۱۳       | ۴۴   | ۱۲    | ۱      | ۸      |
| ۶۵ | محسن کریمی         | ۱۳       | ۶۸   | ۱۲    | ۱      | ۰      |
| ۶۷ | پیروز قربانی       | ۱۳       | ۱۹۵  | ۱۳    | ۰      | ۰      |
| ۶۷ | مامه تیام          | ۱۲       | ۱۳   | ۵     | ۷      | ۲      |
| ۶۸ | مرتضی یکه          | ۱۲       | ۲۹   | ۱۲    | ۰      | ۰      |
| ۶۹ | محمدرضا عادلخانی   | ۱۲       | ۵۷   | ۱۲    | ۰      | ۰      |
| ۷۰ | جواد نکونام        | ۱۲       | ۶۰   | ۹     | ۳      | ۹      |
| ۷۱ | رضا احدی           | ۱۲       | ۱۰۴  | ۱۲    | ۰      | ۱      |
| ۷۳ | محمدرضا مهرانپور   | ۱۲       | ۱۱۰  | ۱۱    | ۰      | ۰      |
| ۷۳ | محمد دانشگر        | ۱۲       | ۱۱۶  | ۱۱    | ۱      | ۰      |
| ۷۴ | مهدی پاشازاده      | ۱۲       | ۱۸۲  | ۱۰    | ۲      | ۱      |
| ۷۵ | علیرضا حاج‌قاسم     | ۱۱       | ۴۱   | ۸     | ۳      | ۰      |
| ۷۶ | محرم عاشری         | ۱۱       | ۶۹   | ۱۱    | ۰      | ۰      |
| ۷۷ | مهدی حاج‌محمد       | ۱۱       | ۵۷   | ۱۱    | ۰      | ۱      |
| ۷۸ | علی کریمی          | ۱۱       | ۷۰   | ۸     | ۳      | ۰      |
| ۸۷ | روزبه چشمی         | ۱۱       | ۲۴۱  | ۱۰    | ۱      | ۰      |
| ۷۹ | فرزاد حاتمی        | ۱۰       | ۲۶   | ۱۰    | ۰      | ۰      |
| ۸۰ | داریوش مصطفوی      | ۱۰       | ۲۷   | ۱۰    | ۰      | ۰      |
| ۸۱ | جمشید امیرخانلو    | ۱۰       | ۳۱   | ۱۰    | ۰      | ۰      |
| ۸۲ | محمد محبی          | ۱۰       | ۳۴   | ۱۰    | ۰      | ۱      |
| ۸۳ | علی علیزاده        | ۱۰       | ۸۵   | ۸     | ۲      | ۱      |
| ۸۴ | جی‌لوید ساموئل      | ۱۰       | ۹۱   | ۶     | ۴      | ۰      |
| ۸۵ | آرمان رمضانی       | ۱۰       | ۱۰۰  | ۱۰    | ۰      | ۰      |
| ۸۶ | غلامرضا نعلچگر     | ۱۰       | ۱۰۸  | ۹     | ۱      | ۱      |

فهرست آقای گل‌های لیگ فوتبال ایران
فهرست برترین گلزنان تاریخ لیگ برتر فوتبال ایران
- آمار تا ۲۸ مرداد ۱۴۰۴

گردآوری‌شده از کتاب تاریخچه باشگاه از دوچرخه سواران و تاج و استقلال، آمار گلزنان برتر استقلال در لیگ برتر، و آمار بهترین گلزنان تاریخ استقلال
برای اطلاعات بیشتر به این بخشها رجوع کنید

بهترین گلزنان استقلال در لیگ باشگاهی ایران 

بهترین گلزنان استقلال در رقابتهای آسیایی
بهترین گلزنان استقلال در جام حذفی ایران
بیشترین پاس گل در تاریخ باشگاه استقلال
۱. خسرو حیدری: ۵۵ پاس گل
۲. مجتبی جباری: ۵۴ پاس گل
۳. فرشید اسماعیلی: ۳۲ پاس گل
۴. مهدی قایدی: ۳۱ پاس گل
۵. وریا غفوری: ۲۷ پاس گل
۶. فرهاد مجیدی: ۲۳ پاس گل
۷. آرش برهانی: ۲۱ پاس گل
۸. آرش رضاوند: ۱۹ پاس گل
۹. ابوالفضل جلالی: ۱۵ پاس گل
بیشترین کلین‌شیت در تاریخ باشگاه استقلال
۱. سید مهدی رحمتی: ۱۲۸ کلین‌شیت
۲. سید حسین حسینی: ۱۰۹ کلین‌شیت
۳. وحید طالب لو: ۵۷ کلین‌شیت
- آمار تا ۸ خرداد ۱۴۰۴

### رکوردداران تعداد بازی
در تاریخ باشگاه استقلال تهران محمود فکری با انجام ۳۴۵ بازی بین بازیکنان استقلال رکورددار می‌باشد. پژمان منتظری با ۳۱۸ و امیرحسین صادقی با ۳۱۶ در رتبه‌های بعدی قراردارند. 
در این لیست بازیکنانی را قرار گرفته‌اند که حداقل ۱۰۰ بار برای استقلال در بازی‌های رسمی به میدان رفته‌اند.
| #  | نام                | تعداد بازی |
| -- | ------------------ | ---------- |
| ۱  | محمود فکری         | ۳۴۵        |
| ۲  | پژمان منتظری       | ۳۱۸        |
| ۳  | امیرحسین صادقی     | ۳۱۶        |
| ۴  | جواد زرینچه        | ۳۰۵        |
| ۵  | خسرو حیدری         | ۳۰۴        |
| ۶  | آرش برهانی         | ۲۹۲        |
| ۷  | صادق ورمزیار       | ۲۷۱        |
| ۸  | سید مهدی رحمتی     | ۲۶۵        |
| ۹  | فرهاد مجیدی        | ۲۵۶        |
| ۱۰ | روزبه چشمی         | ۲۴۱        |
| ۱۱ | سید حسین حسینی     | ۲۴۰        |
| ۱۲ | علیرضا منصوریان    | ۲۲۶        |
| ۱۳ | حنیف عمران‌زاده     | ۲۲۰        |
| ۱۴ | علیرضا اکبرپور     | ۲۱۹        |
| ۱۵ | رضا حسن‌زاده        | ۲۱۴        |
| ۱۶ | سیاوش اکبرپور      | ۲۱۲        |
| ۱۷ | مهدی امیرآبادی     | ۲۰۲        |
| ۱۸ | علیرضا واحدی‌نیکبخت | ۱۹۹        |
| ۱۹ | پیروز قربانی       | ۱۹۵        |
| ۲۰ | وحید طالب‌لو        | ۱۹۱        |
| ۲۱ | محمد نوازی         | ۱۹۱        |
| ۲۲ | آرش رضاوند         | ۱۸۵        |
| ۲۳ | وریا غفوری         | ۱۸۵        |
| ۲۴ | علی جباری          | ۱۸۵        |
| ۲۵ | آندرانیک اسکندریان | ۱۸۴        |
| ۲۶ | مهدی پاشازاده      | ۱۸۲        |
| ۲۷ | فرشید اسماعیلی     | ۱۸۱        |
| ۲۸ | مجتبی جباری        | ۱۷۷        |
| ۲۹ | کارو حق‌وردیان      | ۱۷۷        |
| ۳۰ | شاهین بیانی        | ۱۷۵        |
| ۳۱ | فرزاد مجیدی        | ۱۷۳        |
| ۳۲ | صمد مرفاوی         | ۱۶۹        |
| ۳۳ | عزت جانملکی        | ۱۶۷        |
| ۳۴ | اکبر کارگر جم      | ۱۶۰        |
| ۳۵ | امیر قلعه‌نویی      | ۱۵۶        |
| ۳۶ | محمد خرمگاه        | ۱۵۵        |
| ۳۷ | سعید مراغه‌چیان     | ۱۵۲        |
| ۳۸ | ناصر حجازی         | ۱۵۲        |
| ۳۹ | فرشاد فلاحت‌زاده    | ۱۴۷        |
| ۴۰ | مهدی قایدی         | ۱۴۶        |
| ۴۱ | حسین کاظمی         | ۱۴۶        |
| ۴۲ | پرویز مظلومی       | ۱۴۴        |
| ۴۳ | جواد قراب          | ۱۴۴        |
| ۴۴ | شاهین بیانی        | ۱۴۱        |
| ۴۵ | عباس سرخاب         | ۱۴۱        |
| ۴۶ | منصور پورحیدری     | ۱۴۱        |
| ۴۷ | غلامحسین مظلومی    | ۱۴۰        |
| ۴۸ | مسعود مژدهی        | ۱۳۶        |
| ۴۹ | امید ابراهیمی      | ۱۳۴        |
| ۵۰ | اصغر حاجیلو        | ۱۳۴        |
| ۵۱ | سیروس دین‌محمدی     | ۱۳۲        |
| ۵۲ | حسن روشن           | ۱۳۰        |
| ۵۳ | عبدالعلی چنگیز     | ۱۲۹        |
| ۵۴ | هاشم بیگ‌زاده       | ۱۲۷        |
| ۵۵ | یدالله اکبری       | ۱۲۵        |
| ۵۶ | جعفر مختاری‌فر      | ۱۲۵        |
| ۵۸ | میلاد زکی‌پور       | ۱۲۴        |
| ۵۷ | امیرارسلان مطهری   | ۱۲۳        |
| ۵۹ | محمد تقوی          | ۱۲۱        |
| ۶۰ | محمد دانشگر        | ۱۱۶        |
| ۶۱ | سهراب بختیاری‌زاده  | ۱۱۶        |
| ۶۲ | غلام‌رضا عنایتی     | ۱۱۴        |
| ۶۳ | فرشید باقری        | ۱۱۲        |
| ۶۴ | مهدی مهدی‌پور       | ۱۱۲        |
| ۶۵ | ایمان عالمی        | ۱۱۱        |
| ۶۶ | محسن یوسفی         | ۱۱۰        |
| ۶۷ | محمدرضا مهرانپور   | ۱۱۰        |
| ۶۸ | هادی نراقی         | ۱۱۰        |
| ۶۹ | عباس نوین‌روزگار    | ۱۱۰        |
| ۷۰ | غلامرضا نعلچگر     | ۱۰۸        |
| ۷۱ | محمد نوری          | ۱۰۷        |
| ۷۲ | علی سامره          | ۱۰۵        |
| ۷۳ | حمید بابازاده      | ۱۰۵        |
| ۷۴ | رضا احدی           | ۱۰۴        |
| ۷۵ | احمد مؤمن زاده     | ۱۰۲        |
| ۷۶ | آرمان رمضانی       | ۱۰۰        |
| ۷۷ | مجید نامجومطلق     | ۱۰۰        |
| ۷۸ | ابوالفضل جلالی     | ۹۶         |
| ۷۹ | عارف غلامی         | ۹۶         |
| ۸۰ | صالح حردانی        | ۹۰         |
| ۸۱ | آرمین سهرابیان     | ۷۶         |

- آمار تا ۲۸ مرداد ۱۴۰۴
 برای اطلاعات بیشتر به این بخشها رجوع کنید

بیشترین بازی بازیکنان استقلال در لیگ باشگاهی ایران
بیشترین بازی بازیکنان استقلال در جام حذفی ایران
بیشترین بازی بازیکنان استقلال در رقابتهای آسیایی

### بیشترین بازی در لیگ برتر
در این لیست بازیکنانی را قرار گرفته‌اند که حداقل ۱۰۰ بار برای استقلال در بازی‌های لیگ برتر خلیج فارس به میدان رفته‌اند.
| #  | نام                | سال‌ها                         | بازی | فصل‌ها  |
| -- | ------------------ | ----------------------------- | ---- | ------ |
| ۱  | امیرحسین صادقی     | ۱۳۸۷–۱۳۸۰ ۱۳۹۰–۱۳۸۸ ۱۳۹۴–۱۳۹۱ | ۲۵۸  | ۱۱ فصل |
| ۲  | پژمان منتظری       | ۱۳۹۳–۱۳۸۶ ۱۳۹۸–۱۳۹۶           | ۲۳۹  | ۱۰ فصل |
| ۳  | آرش برهانی         | ۱۳۹۵–۱۳۸۶                     | ۲۲۹  | ۹ فصل  |
| ۴  | خسرو حیدری         | ۱۳۸۹–۱۳۸۷ ۱۳۹۸–۱۳۹۰           | ۲۲۷  | ۹ فصل  |
| ۵  | سید مهدی رحمتی     | ۱۳۸۶–۱۳۸۴ ۱۳۹۳–۱۳۹۰ ۱۳۹۸–۱۳۹۴ | ۱۹۶  | ۸ فصل  |
| ۶  | سید حسین حسینی     | ۱۳۹۱–۱۳۹۳ ۱۳۹۵–۱۴۰۴           | ۱۸۹  | ۱۱ فصل |
| ۷  | روزبه چشمی         | ۱۳۹۴–۱۳۹۹ ۱۴۰۰–               | ۱۸۴  | ۹ فصل  |
| ۸  | سیاوش اکبرپور      | ۱۳۸۶–۱۳۸۳ ۱۳۸۹–۱۳۸۷ ۱۳۹۳–۱۳۹۱ | ۱۸۰  | ۷ فصل  |
| ۹  | وحید طالب‌لو        | ۱۳۹۰–۱۳۸۲ ۱۳۹۵–۱۳۹۳           | ۱۷۲  | ۱۰ فصل |
| ۱۰ | مهدی امیرآبادی     | ۱۳۹۱–۱۳۸۳                     | ۱۶۹  | ۸ فصل  |
| ۱۱ | پیروز قربانی       | ۱۳۸۸–۱۳۸۰                     | ۱۶۵  | ۸ فصل  |
| ۱۲ | حنیف عمران‌زاده     | ۱۳۹۵–۱۳۸۸                     | ۱۶۴  | ۷ فصل  |
| ۱۳ | آرش رضاوند         | ۱۳۹۸–۱۴۰۰ ۱۴۰۱–۱۴۰۴           | ۱۴۳  | ۶ فصل  |
| ۱۴ | محمود فکری         | ۱۳۸۶–۱۳۸۰                     | ۱۴۰  | ۶ فصل  |
| ۱۵ | مجتبی جباری        | ۱۳۹۲–۱۳۸۴ ۱۳۹۶                | ۱۳۹  | ۹ فصل  |
| ۱۶ | فرهاد مجیدی        | ۱۳۹۰–۱۳۸۶ ۱۳۹۲–۱۳۹۱           | ۱۳۹  | ۷ فصل  |
| ۱۷ | وریا غفوری         | ۱۳۹۵–۱۴۰۱                     | ۱۳۵  | ۷ فصل  |
| ۱۸ | علیرضا منصوریان    | ۱۳۸۷–۱۳۸۱                     | ۱۳۲  | ۶ فصل  |
| ۱۹ | فرشید اسماعیلی     | ۱۳۹۴–۱۴۰۰                     | ۱۳۰  | ۶ فصل  |
| ۲۰ | حسین کاظمی         | ۱۳۸۶–۱۳۸۳ ۱۳۸۹–۱۳۸۷           | ۱۲۹  | ۵ فصل  |
| ۲۱ | فرزاد مجیدی        | ۱۳۸۰–۱۳۸۶                     | ۱۱۹  | ۶ فصل  |
| ۲۲ | غلام‌رضا عنایتی     | ۱۳۸۵–۱۳۸۲ ۱۳۸۸ ۱۳۹۳–۱۳۹۴      | ۱۱۲  | ۵ فصل  |
| ۲۳ | مهدی قایدی         | ۱۳۹۶–۱۴۰۰ ۱۴۰۱–۱۴۰۲           | ۱۱۰  | ۵ فصل  |
| ۲۴ | امید ابراهیمی      | ۱۳۹۷–۱۳۹۳                     | ۱۰۸  | ۴ فصل  |
| ۲۵ | علیرضا واحدی‌نیکبخت | ۱۳۸۵–۱۳۸۰ ۱۳۹۲–۱۳۹۳           | ۱۰۸  | ۶ فصل  |

- آمار تا ۲۸ مرداد ۱۴۰۴

### باسابقه‌ترین بازیکنان تاریخ استقلال در مسابقات آسیایی
تا تاریخ ۲۰ اسفند ۱۴۰۳
| #  | نام            | ملیت  | پست       | تعداد بازی آسیایی |
| -- | -------------- | ----- | --------- | ----------------- |
| ۱  | خسرو حیدری     | ایران | مدافع     | ۵۶                |
| ۲  | پژمان منتظری   | ایران | مدافع     | ۵۳                |
| ۳  | سیدمهدی رحمتی  | ایران | دروازه‌بان | ۴۳                |
| ۴  | فرهاد مجیدی    | ایران | مهاجم     | ۳۹                |
| ۵  | آرش برهانی     | ایران | مهاجم     | ۳۹                |
| ۶  | وریا غفوری     | ایران | مدافع     | ۳۴                |
| ۷  | حنیف عمران‌زاده | ایران | مدافع     | ۳۴                |
| ۸  | محمود فکری     | ایران | مدافع     | ۳۱                |
| ۹  | امیرحسین صادقی | ایران | مدافع     | ۲۹                |
| ۱۰ | علیرضا اکبرپور | ایران | هافبک     | ۲۹                |

### بهترین گلزنان تاریخ استقلال در مسابقات آسیایی
تا تاریخ ۲۰ اسفند ۱۴۰۳
| #  | نام                 | تعداد گل آسیایی | تعداد بازی آسیایی |
| -- | ------------------- | --------------- | ----------------- |
| ۱  | فرهاد مجیدی         | ۲۳              | ۳۹                |
| ۲  | آرش برهانی          | ۱۳              | ۳۹                |
| ۳  | غلامحسین مظلومی     | ۸               | ۱۰                |
| ۴  | صمد مرفاوی          | ۸               | ۱۷                |
| ۵  | مامه بابا تیام      | ۷               | ۶                 |
| ۶  | علیرضا نیکبخت واحدی | ۷               | ۲۴                |
| ۷  | علیرضا اکبرپور      | ۷               | ۲۹                |
| ۸  | کاوه رضایی          | ۶               | ۹                 |
| ۹  | شیخ دیاباته         | ۶               | ۹                 |
| ۱۰ | مهدی قائدی          | ۶               | ۱۲                |

### بیشترین بازی بین بازیکنان خارجی استقلال
| #  | بازیکن              | تعداد بازی | فصل‌ها  |
| -- | ------------------- | ---------- | ------ |
| ۱  | جی‌لوید ساموئل       | ۹۱         | ۳ فصل  |
| ۲  | رافائل سیلوا        | ۹۱         | ۴ فصل  |
| ۳  | فابیو جانواریو      | ۷۸         | ۳ فصل  |
| ۴  | هرایر مکویان        | ۷۶         | ۳ فصل  |
| ۵  | کوین یامگا          | ۷۳         | ۳ فصل  |
| ۶  | جلال‌الدین ماشاریپوف | ۴۹         | ۲ فصل  |
| ۷  | هروویه میلیچ        | ۴۹         | ۲ فصل  |
| ۸  | شیخ دیاباته         | ۴۷         | ۲ فصل  |
| ۹  | رأفت قلی‌اف          | ۴۵         | ۲ فصل  |
| ۱۰ | دیدیه اندونگ        | ۴۴         | ۱ فصل  |
| ۱۱ | آگوستی گیلائوری     | ۴۴         | ۳ فصل  |
| ۱۲ | گوستاوو بلانکو      | ۴۲         | ۲ فصل  |
| ۱۳ | لئاندرو پادووانی    | ۴۱         | ۲ فصل  |
| ۱۴ | سرور جپاروف         | ۴۰         | ۱ فصل  |
| ۱۵ | کرار جاسم           | ۳۸         | ۲ فصل  |
| ۱۶ | رابسون جانواریو     | ۳۶         | ۱ فصل  |
| ۱۷ | رودی ژستد           | ۲۵         | ۱ فصل  |
| ۱۸ | جورج توپالوویچ      | ۲۱         | ۱ فصل  |
| ۱۹ | فلیپ آلوز دسوزا     | ۲۰         | ۱ فصل  |
| ۲۰ | رینالدو کروزادو     | ۲۰         | ۲ فصل  |
| ۲۱ | اسماعیل گنسالوس     | ۱۹         | ۱ فصل  |
| ۲۲ | آیاندا پاتوسی       | ۱۹         | ۱ فصل  |
| ۲۳ | آندره لوئیز         | ۱۹         | ۱ فصل  |
| ۲۴ | گائل کاکوتا         | ۱۸         | ۱ فصل  |
| ۲۵ | همام طارق           | ۱۸         | ۱ فصل  |
| ۲۶ | گادوین منشأ         | ۱۸         | ۱ فصل  |
| ۲۷ | هوار ملا محمد       | ۱۷         | ۱ فصل  |
| ۲۸ | مسعود جمعه          | ۱۷         | ۱ فصل  |
| ۲۹ | جوئل کوجو           | ۱۷         | ۱ فصل  |
| ۳۰ | پرو پییچ            | ۱۴         | ۱ فصل  |
| ۳۱ | راجر فابریتسیو      | ۱۴         | ۱ فصل  |
| ۳۲ | عزیزبک امانوف       | ۱۳         | ۲ فصل  |
| ۳۳ | مامه بابا تیام      | ۱۳         | ۱ فصل  |
| ۳۴ | آنتونیو کاروالیو    | ۱۲         | ۱ فصل  |
| ۳۵ | جوئلسون داسیلوا     | ۱۲         | ۱ فصل  |
| ۳۶ | ویسنته آرزه         | ۱۱         | ۱ فصل  |
| ۳۷ | مارکوس نیومایر      | ۱۰         | ۱ فصل  |
| ۳۸ | الحاجی گرو          | ۱۰         | ۱ فصل  |
| ۳۹ | آنتونیو آدان        | ۲          | ۱ فصل  |
| ۴۰ | داکنز نازون         | ۱          | ۱ فصل  |
| -  | پیر کارلو           | ؟ *        | ۱۱ فصل |

*پیر کارلو دروازه‌بان دورگه ایرانی-لهستانی، اولین بازیکن خارجی تاریخ باشگاه استقلال است که از سال ۱۳۲۴ تا سال ۱۳۳۵ در استقلال بازی کرد اما آمار دقیقی از تعداد بازی‌های او در دسترس نیست.
- آمار تا ۲۸ مرداد ۱۴۰۴

### رکوردداران پنالتی‌های گل شده برای استقلال
۱. محمد نوازی: ۲۲ پنالتی گل شده
۲. کوین یامگا: ۱۶ پنالتی گل شده
۳. امید ابراهیمی: ۱۴ پنالتی گل شده
۴. صادق ورمزیار: ۱۲ پنالتی گل شده
۵. صمد مرفاوی/ وریا غفوری: ۱۰ پنالتی گل شده
۷. جواد نکونام: ۹ پنالتی گل شده
۸. رامین رضاییان: ۸ پنالتی گل شده
۹. شیخ دیاباته/ آرش برهانی/ آتیلا حجازی: ۷ پنالتی گل شده
۱۲. غلام‌رضا عنایتی/ مجتبی جباری: ۶ پنالتی گل شده
۱۴. یدالله اکبری/ سیروس دین‌محمدی: ۵ پنالتی گل شده
*در این آمار ضربات پنالتی پایان مسابقات حذفی محاسبه نشده است.
- آمار تا ۱۲ اردیبهشت ۱۴۰۴

### رکوردداران تعداد گل در یک مسابقه برای استقلال
- در تمامی مسابقات:
  - علی جباری: ۵ گل در یک مسابقه (۳ بار)
  - آرش برهانی: ۵ گل در یک مسابقه
  - علی جباری: ۴ گل در یک مسابقه (۲ بار)
  - غلامحسین فرزامی: ۴ گل در یک مسابقه (۲ بار)
  - علیرضا اکبرپور: ۴ گل در یک مسابقه (۲ بار)
  - داریوش مصطفوی: ۴ گل در یک مسابقه
  - غلامحسین مظلومی: ۴ گل در یک مسابقه
  - جعفر مختاری‌فر: ۴ گل در یک مسابقه
  - عبدالصمد مرفاوی: ۴ گل در یک مسابقه
  - عادل حردانی: ۴ گل در یک مسابقه
  - فرهاد مجیدی: ۴ گل در یک مسابقه
  - داریوش یزدانی: ۴ گل در یک مسابقه
  - مهدی سیدصالحی: ۴ گل در یک مسابقه
- در مسابقات لیگ سراسری و جام قهرمانی ایران:
  - عبدالصمد مرفاوی: ۴ گل در یک مسابقه
  - علیرضا اکبرپور: ۴ گل در یک مسابقه
  - غلام‌رضا عنایتی: ۳ گل در یک مسابقه (۳ بار)
  - پرویز کوزه‌کنانی: ۳ گل در یک مسابقه (۲ بار)
  - علی اکبریان: ۳ گل در یک مسابقه (۲ بار)
  - علی سامره: ۳ گل در یک مسابقه (۲ بار)
  - نادر افشار علوی‌نژاد: ۳ گل در یک مسابقه
  - علی جباری: ۳ گل در یک مسابقه
  - محمدرضا عادلخانی: ۳ گل در یک مسابقه
  - مرتضی یکه: ۳ گل در یک مسابقه
  - ادموند اختر: ۳ گل در یک مسابقه
  - فرهاد مجیدی: ۳ گل در یک مسابقه
  - آرش برهانی: ۳ گل در یک مسابقه
  - سیاوش اکبرپور: ۳ گل در یک مسابقه
  - محسن کریمی: ۳ گل در یک مسابقه
  - شیخ دیاباته: ۳ گل در یک مسابقه
  - مهدی قایدی: ۳ گل در یک مسابقه
- در مسابقات جام حذفی:
  - آرش برهانی: ۵ گل در یک مسابقه
  - علیرضا اکبرپور: ۴ گل در یک مسابقه
  - عادل حردانی: ۴ گل در یک مسابقه
  - داریوش یزدانی: ۴ گل در یک مسابقه
  - مهدی سیدصالحی: ۴ گل در یک مسابقه
- در مسابقات آسیایی:
  - فرهاد مجیدی: ۴ گل در یک مسابقه
  - علی جباری: ۳ گل در یک مسابقه
  - فرهاد مجیدی: ۳ گل در یک مسابقه
  - علی لطیفی: ۳ گل در یک مسابقه
  - مامه تیام: ۳ گل در یک مسابقه
- آمار تا ۲۸ اردیبهشت ۱۴۰۲

### باسابقه‌ترین بازیکنان تاریخ استقلال در شهرآورد تهران
تا تاریخ ۹ اسفند ۱۴۰۳
| #  | نام                 | تعداد بازی | شماره دربی                                                                         | تعداد برد |
| -- | ------------------- | ---------- | ---------------------------------------------------------------------------------- | --------- |
| ۱  | محمود فکری          | ۱۸         | (۳۹)، (۴۱)، ۴۲، ۴۶، ۴۹، ۵۰، (۵۱)، ۵۲، ۵۳، ۵۴، ۵۵، (۵۶)، ۵۷، ۵۸، (۵۹)، (۶۰)، ۶۱، ۶۲ | ۶         |
| ۲  | امیرحسین صادقی      | ۱۸         | (۵۶)، ۵۷، ۵۸، (۶۰)، ۶۱، ۶۲، ۶۳، ۶۴، ۶۵، ۶۸، (۷۰)، (۷۱)، ۷۶، ۷۷، ۷۸، ۷۹، ۸۰، ۸۱     | ۴         |
| ۳  | علی جباری           | ۱۷         | ۱، ۲، (۴)، (۵)، (۷)، ۸، ۹، ۱۰، (۱۱)، (۱۲)، ۱۳، ۱۴، (۱۵)، ۱۶، (۱۷)، ۱۸، ۲۴          | ۷         |
| ۴  | کارو حق‌وردیان       | ۱۷         | ۳، (۴)، (۵)، (۶)، (۷)، ۸، ۹، ۱۰، (۱۱)، ۱۳، ۱۴، (۱۵)، ۱۶، (۱۷)، ۱۸، ۱۹، ۲۴          | ۷         |
| ۵  | اکبر کارگرجم        | ۱۶         | (۵)، (۶)، (۷)، ۸، ۹، ۱۰، (۱۱)، (۱۲)، ۱۳، ۱۴، (۱۵)، ۱۶، (۱۷)، ۱۸، ۱۹، ۲۴            | ۷         |
| ۶  | ناصر حجازی †        | ۱۶         | (۶)، ۸، ۹، ۱۰، (۱۲)، ۱۳، ۱۴، (۱۵)، ۱۶، (۱۷)، ۱۸، ۲۴، ۲۵، ۲۶، (۲۷)، ۲۸              | ۵         |
| ۷  | جواد زرینچه         | ۱۶         | ۳۰، ۳۱، ۳۲، (۳۳)، ۳۴، (۳۹)، ۴۰، (۴۱)، ۴۲، ۴۳، ۴۴، ۴۵، ۴۶، ۴۷، ۴۸، ۵۰، (۵۱)         | ۴         |
| ۸  | صادق ورمزیار        | ۱۵         | ۲۹، ۳۰، ۳۱، ۳۲، (۳۳)، ۳۴، ۳۵، (۳۶)، (۳۷)، ۳۸، (۳۹)، (۴۱)، ۴۲، ۴۳، ۴۴               | ۵         |
| ۹  | فرهاد مجیدی         | ۱۵         | ۴۴، ۴۵، ۴۶، ۴۷، ۴۸، ۶۴، ۶۵، ۶۷، ۶۸، ۶۹، (۷۰)، (۷۱)، (۷۲)، (۷۴)، ۷۸                 | ۴         |
| ۱۰ | سیدمهدی رحمتی       | ۱۵         | ۶۲، (۷۲)، (۷۴)، ۷۵، ۷۶، ۷۷، ۷۸، ۷۹، ۸۲، ۸۳، ۸۴، (۸۵)، (۸۷)، ۸۹، ۹۰                 | ۴         |
| ۱۱ | آرش برهانی          | ۱۵         | ۶۵، ۶۶، ۶۷، ۶۹، (۷۰)، (۷۱)، (۷۲)، ۷۳، (۷۴)، ۷۵، ۷۶، ۷۷، ۷۸، ۸۰، ۸۳                 | ۴         |
| ۱۲ | عزت جانملکی †       | ۱۴         | ۲، (۶)، (۷)، ۸، ۹، ۱۰، (۱۱)، (۱۲)، ۱۳، ۱۴، (۱۵)، (۱۷)، ۱۹، ۲۰                      | ۶         |
| ۱۳ | پژمان منتظری        | ۱۴         | ۶۴، ۶۵، ۶۶، ۶۷، ۶۸، ۶۹، (۷۰)، (۷۱)، (۷۲)، (۷۴)، ۷۵، ۷۶، ۷۷، ۷۸                     | ۴         |
| ۱۴ | خسرو حیدری          | ۱۴         | ۶۶، ۶۷، ۶۸، ۶۹، (۷۲)، ۷۷، ۷۹، ۸۰، ۸۱، ۸۲، ۸۳، ۸۴، (۸۵)، ۸۶                         | ۲         |
| ۱۵ | روزبه چشمی          | ۱۴         | ۸۲، ۸۶، (۸۷)، ۸۹، ۹۰، ۹۲، ۹۷، ۹۸، ۹۹، ۱۰۰، ۱۰۱، ۱۰۲، ۱۰۳، ۱۰۵                      | ۱         |
| ۱۶ | سید حسین حسینی      | ۱۴         | ۸۶، ۹۱، ۹۲، ۹۳، ۹۶، ۹۷، ۹۸، ۹۹، ۱۰۰، ۱۰۱، ۱۰۲، ۱۰۳، ۱۰۴، ۱۰۵                       | ۰         |
| ۱۷ | غلامحسین مظلومی †   | ۱۳         | (۵)، (۶)، (۷)، ۸، ۹، ۱۰، (۱۱)، (۱۲)، ۱۳، ۱۴، (۱۵)، ۱۶، (۱۷)                        | ۷         |
| ۱۸ | جواد قراب           | ۱۳         | (۶)، (۷)، ۸، ۹، ۱۰، (۱۱)، (۱۲)، ۱۳، ۱۴، (۱۵)، ۱۸، ۱۹، ۲۰                           | ۵         |
| ۱۹ | علیرضا نیکبخت واحدی | ۱۳         | ۴۸، ۴۹، ۵۰، (۵۱)، ۵۲، ۵۳، ۵۴، ۵۵، (۵۶)، ۵۷، ۵۸، (۶۰)، ۶۱                           | ۳         |
| ۲۰ | حنیف عمران‌زاده      | ۱۳         | ۶۹، (۷۱)، (۷۲)، ۷۳، (۷۴)، ۷۵، ۷۶، ۷۸، ۷۹، ۸۰، ۸۱، ۸۲، ۸۳                           | ۳         |
| ۲۱ | سیاوش اکبرپور       | ۱۳         | ۵۸، (۵۹)، (۶۰)، ۶۱، ۶۲، ۶۳، ۶۶، ۶۷، ۶۸، ۶۹، ۷۶، ۷۸، ۷۹                             | ۲         |
| ۲۲ | آرش رضاوند          | ۱۳         | ۹۱، ۹۲، ۹۳، ۹۴، ۹۶، ۹۷، ۹۹، ۱۰۰، ۱۰۱، ۱۰۲، ۱۰۳، ۱۰۴، ۱۰۵                           | ۰         |
| ۲۳ | منصور پورحیدری†     | ۱۲         | ۲، ۳، (۴)، (۵)، (۶)، ۸، ۹، (۱۱)، (۱۲)، ۱۴، (۱۵)، ۱۶                                | ۶         |
| ۲۴ | شاهین بیانی         | ۱۲         | (۲۳)، ۲۴، ۲۵، ۲۶، (۲۷)، ۲۸، (۳۳)، ۳۴، ۳۵، (۳۶)، (۳۷)، ۳۸                           | ۵         |
| ۲۵ | حسن روشن            | ۱۲         | (۱۱)، (۱۲)، ۱۳، ۱۴، (۱۵)، ۱۶، ۱۸، ۱۹، ۲۰، (۲۱)، ۲۲، ۲۶                             | ۴         |
| ۲۶ | رضا حسن‌زاده         | ۱۲         | ۳۱، ۳۲، (۳۳)، ۳۴، ۳۵، (۳۶)، (۳۷)، ۴۴، ۴۵، ۴۶، ۴۷، ۴۸                               | ۳         |
| ۲۷ | شاهرخ بیانی         | ۱۱         | (۲۳)، ۲۴، ۲۵، ۲۶، (۲۷)، ۳۲، (۳۳)، ۳۴، ۳۵، (۳۶)، (۳۷)                               | ۵         |
| ۲۸ | مهدی امیرآبادی      | ۱۱         | ۵۸، (۶۰)، ۶۱، ۶۲، ۶۵، ۶۷، ۶۹، (۷۰)، (۷۱)، ۷۳، (۷۴)                                 | ۴         |
| ۲۹ | پیروز قربانی        | ۱۱         | (۵۶)، ۵۷، ۵۸، (۵۹)، (۶۰)، ۶۱، ۶۲، ۶۳، ۶۴، ۶۶، ۶۷                                   | ۳         |
| ۳۰ | علیرضا منصوریان     | ۱۱         | ۴۱، ۴۳، ۴۵، ۵۵، (۵۶)، ۵۸، (۵۹)، (۶۰)، ۶۲، ۶۳، ۶۵                                   | ۳         |
| ۳۱ | علیرضا اکبرپور      | ۱۱         | ۴۴، ۴۵، ۴۸، ۴۹، (۵۱)، ۵۲، ۵۳، ۵۴، ۵۵، (۵۹)، (۶۰)                                   | ۳         |
| ۳۲ | وحید طالب‌لو         | ۱۱         | (۵۹)، (۶۰)، ۶۱، ۶۳، ۶۴، ۶۵، ۶۶، ۶۷، ۶۸، ۶۹، ۸۱                                     | ۲         |
| ۳۳ | محمد نوازی          | ۱۱         | ۴۵، ۴۶، ۴۸، ۴۹، ۵۰، ۵۲، ۵۳، (۵۶)، ۵۷، ۶۲، ۶۴                                       | ۱         |
| ۳۴ | وریا غفوری          | ۱۱         | ۸۴، ۸۶، (۸۷)، ۸۹، ۹۱، ۹۲، ۹۳، ۹۴، ۹۵، ۹۶، ۹۸                                       | ۱         |
| ۳۵ | مجتبی جباری         | ۱۰         | (۶۰)، ۶۱، ۶۴، ۶۵، ۶۶، ۶۷، ۶۸، (۷۰)، (۷۲)، (۷۴)                                     | ۴         |
| ۳۶ | فرزاد مجیدی         | ۱۰         | ۵۰، (۵۱)، ۵۴، ۵۵، (۵۶)، ۵۸، (۵۹)، (۶۰)، ۶۲، ۶۳                                     | ۴         |
| ۳۷ | مسعود مژدهی         | ۱۰         | ۹، ۱۰، (۱۱)، ۱۳، ۱۴، (۱۵)، (۱۷)، ۱۸، ۱۹، ۲۰                                        | ۳         |
| ۳۸ | فرشید اسماعیلی      | ۱۰         | ۸۴، (۸۵)، ۸۶، (۸۷)، ۸۹، ۹۰، ۹۳، ۹۴، ۹۵، ۹۶                                         | ۲         |
| ۳۹ | مهدی قایدی          | ۱۰         | ۸۹، ۹۱، ۹۲، ۹۳، ۹۴، ۹۵، ۹۶، ۹۹، ۱۰۰، ۱۰۱                                           | ۰         |
| ۴۰ | ارسلان مطهری        | ۱۰         | ۹۲، ۹۳، ۹۴، ۹۵، ۹۶، ۹۷، ۹۸، ۹۹، ۱۰۰، ۱۰۱                                           | ۰         |

- بازیکنانی که حداقل ۱۰ مرتبه در دربی پایتخت برای استقلال بازی کرده‌اند.
- در مجموع ۱۰۵ دربی ثبت شده در تاریخ، استقلال توانسته در دربی‌های شماره ۴، ۵، ۶، ۷، ۱۱، ۱۲، ۱۵، ۱۷، ۲۱، ۲۳، ۲۷، ۳۳، ۳۶، ۳۷، ۳۹، ۴۱، ۵۱، ۵۶، ۵۹، ۶۰، ۷۰، ۷۱، ۷۲، ۷۴، ۸۵ و ۸۷ در مجموع ۲۶ بازی، رقیب سنتی خود یعنی پرسپولیس را شکست دهد.
- () شماره دربی‌هایی که بازیکن موردنظر در آن موفق به کسب برد شده است.

### بهترین گلزنان تاریخ استقلال در شهرآورد تهران
تا تاریخ ۹ اسفند ۱۴۰۳
| # | نام               | تعداد گل دربی | تعداد بازی دربی |
| - | ----------------- | ------------- | --------------- |
| ۱ | غلامحسین مظلومی † | ۵             | ۱۳              |
| ۲ | علی جباری         | ۵             | ۱۷              |
| ۳ | مجتبی جباری       | ۴             | ۱۰              |
| ۴ | ارسلان مطهری      | ۴             | ۱۰              |
| ۵ | فرهاد مجیدی       | ۴             | ۱۵              |
| ۶ | صمد مرفاوی        | ۳             | ۹               |
| ۷ | حسن روشن          | ۳             | ۱۲              |
| ۸ | صادق ورمزیار      | ۳             | ۱۵              |
| ۹ | آرش برهانی        | ۳             | ۱۵              |

## گلزنان خارجی

### برترین گلزنان خارجی
| #  | بازیکن                  | جمع | لیگ برتر | لیگ قهرمانان | جام حذفی | فصل‌ها |
| -- | ----------------------- | --- | -------- | ------------ | -------- | ----- |
| ۱  | شیخ دیاباته             | ۲۷  | ۱۷       | ۹            | ۱        | ۲ فصل |
| ۲  | کوین یامگا              | ۲۳  | ۲۱       | ۰            | ۲        | ۳ فصل |
| ۳  | مامه تیام               | ۱۲  | ۴        | ۷            | ۱        | ۱ فصل |
| ۴  | جی لوید ساموئل          | ۱۰  | ۴        | ۴            | ۲        | ۳ فصل |
| ۵  | گوران یرکوویچ           | ۹   | ۶        | ۳            | ۰        | ۱ فصل |
| ۶  | فابیو جانواریو          | ۸   | ۷        | ۰            | ۱        | ۳ فصل |
| ۷  | گوستاوو بلانکو          | ۷   | ۶        | ۰            | ۱        | ۲ فصل |
| ۸  | سرور جباروف             | ۶   | ۴        | ۱            | ۱        | ۱ فصل |
| ۹  | کرار جاسم               | ۶   | ۳        | ۰            | ۳        | ۱ فصل |
| ۱۰ | پرو پچیچ                | ۵   | ۳        | ۰            | ۲        | ۱ فصل |
| ۱۱ | آیاندا پاتوسی           | ۴   | ۴        | ۰            | ۰        | ۱ فصل |
| ۱۲ | رافت قلی‌اف              | ۴   | ۴        | ۰            | ۰        | ۲ فصل |
| ۱۳ | هوار ملا محمد           | ۴   | ۲        | ۲            | ۰        | ۱ فصل |
| ۱۴ | جلال‌الدین ماشاریپوف     | ۳   | ۳        | ۰            | ۰        | ۲ فصل |
| ۱۵ | اسماعیل گنسالوس         | ۳   | ۳        | ۰            | ۰        | ۱ فصل |
| ۱۶ | هروویه میلیچ            | ۳   | ۳        | ۰            | ۰        | ۲ فصل |
| ۱۷ | رودی ژستد               | ۳   | ۳        | ۰            | ۰        | ۱ فصل |
| ۱۸ | جوئلسون رودریگز داسیلوا | ۳   | ۳        | ۰            | ۰        | ۱ فصل |
| ۱۹ | جوئل کوجو               | ۳   | ۲        | ۱            | ۰        | ۱ فصل |
| ۲۰ | رافائل سیلوا            | ۳   | ۲        | ۱            | ۰        | ۴ فصل |
| ۲۱ | مسعود جمعه              | ۳   | ۲        | ۰            | ۱        | ۱ فصل |
| ۲۲ | بوبکر دجیدی کبه         | ۳   | ۱        | ۲            | ۰        | ۱ فصل |
| ۲۳ | ویسنته آرزه             | ۳   | ۱        | ۲            | ۰        | ۱ فصل |
| ۲۴ | اوتی گیلائوری           | ۲   | ۲        | ۰            | ۰        | ۱ فصل |
| ۲۵ | لئاندرو پادووانی        | ۲   | ۱        | ۱            | ۰        | ۱ فصل |
| ۲۶ | کرزادو رینالدو          | ۲   | ۱        | ۰            | ۱        | ۱ فصل |
| ۲۷ | راجر فابریتسیو          | ۲   | ۱        | ۰            | ۱        | ۱ فصل |
| ۲۸ | گادوین منشأ             | ۱   | ۱        | ۰            | ۰        | ۱ فصل |
| ۲۹ | رودریگو توسی            | ۱   | ۱        | ۰            | ۰        | ۱ فصل |
| ۳۰ | طارق همام               | ۱   | ۱        | ۰            | ۰        | ۱ فصل |
| ۳۱ | سردان اورسویچ           | ۱   | ۱        | ۰            | ۰        | ۱ فصل |
| ۳۲ | ولید علی                | ۱   | ۱        | ۰            | ۰        | ۱ فصل |
| ۳۳ | الحاجی گرو              | ۱   | ۰        | ۰            | ۱        | ۱ فصل |

شیخ دیاباته با زدن ۲۷ گل بهترین گلزن خارجی استقلال است.
همچنین شیخ دیاباته با زدن ۱۵ گل در یک فصل بهترین گلزن خارجی استقلال در طول یک فصل از بازی‌های لیگ برتر می‌باشد و تنها آقای گل خارجی استقلال در لیگ‌های فوتبال ایران است.
همچنین دیاباته با زدن ۹ گل در لیگ قهرمانان آسیا بهترین گلزن خارجی استقلال در این رقابت‌ها می‌باشد.
کوین یامگا با زدن ۲۱ گل در لیگ برتر بهترین گلزن خارجی استقلال در لیگ‌های فوتبال ایران می‌باشد.
همچنین کوین یامگا بهترین پنالتی‌زن خارجی استقلال با ۱۶ پنالتی گل شده است.
کرار جاسم با زدن ۳ گل در جام حذفی بهترین گلزن خارجی استقلال در این رقابت‌ها می‌باشد.
رودی ژستد و کوین یامگا گلزنان خارجی استقلال در شهرآورد تهران هستند.
مامه بابا تیام، جی لوید ساموئل، شیخ دیاباته و سرور جباروف چهار بازیکن خارجی هستند که سابقه گلزنی برای استقلال در هر سه جام را دارند.
- آمار تا ۸ خرداد ۱۴۰۴

فهرست بازیکنان خارجی باشگاه فوتبال استقلال تهران

## پر گل ترین‌ها

### پر گل‌ترین بردها در مسابقات رسمی (با ۵ گل و بیشتر)
| #   | بازی                          | نتیجه | عنوان بازیها                | تاریخ                    | ورزشگاه                     |
| --- | ----------------------------- | ----- | --------------------------- | ------------------------ | --------------------------- |
| ۱   | تاج - داریوش تهران            | ۱۸–۰  | جام دوحذفی تهران            | ۶ دی ۱۳۳۶                | امجدیه تهران                |
| ۲   | استقلال - ذرت‌کاران پارس‌آباد   | ۱۳–۰  | جام حذفی ایران              | ۱۹ بهمن ۱۳۸۸             | آزادی تهران                 |
| ۳   | تاج - موتوری ارتش تهران       | ۱۳–۱  | جام باشگاه‌های تهران         | ۱ تیر ۱۳۳۵               | امجدیه تهران                |
| ۴   | تاج - دیهیم تهران             | ۱۱–۰  | جام باشگاه‌های تهران         | ۸ اردیبهشت ۱۳۴۵          | امجدیه تهران                |
| ۵   | تاج - بهرام تهران             | ۱۱–۰  | جام حذفی تهران              | ۱۵ دی ۱۳۲۹               | امجدیه تهران                |
| ۶   | تاج - سپه تهران               | ۱۱–۱  | جام حذفی تهران              | ۱ شهریور ۱۳۳۶            | امجدیه تهران                |
| ۷   | استقلال - شاه مردان تهران     | ۱۰–۰  | جام باشگاه‌های تهران         | ۲ خرداد ۱۳۵۹             | امجدیه تهران                |
| ۸   | تاج - کوروش تهران             | ۱۰–۰  | جام باشگاه‌های تهران         | ۸ دی ۱۳۳۹                | امجدیه تهران                |
| ۹   | تاج - شرکت واحد تهران         | ۱۰–۰  | جام حذفی تهران              | ۶ تیر ۱۳۴۷               | امجدیه تهران                |
| ۱۰  | تاج - موتوری ارتش تهران       | ۱۰–۰  | جام باشگاه‌های تهران         | ۳۰ بهمن ۱۳۳۲             | امجدیه تهران                |
| ۱۱  | استقلال - جنوب زابل           | ۱۰–۱  | جام حذفی ایران              | ۲۱ خرداد ۱۳۷۰            | شیرودی تهران                |
| ۱۲  | استقلال - فرمانداری مریوان    | ۹–۰   | جام حذفی ایران              | ۲۵ اردیبهشت ۱۳۸۳         | آزادی تهران                 |
| ۱۳  | تاج - دماوند تهران            | ۹–۰   | جام باشگاه‌های تهران         | ۲۹ آذر ۱۳۳۰              | امجدیه تهران                |
| ۱۴  | تاج - نماینده کرمانشاه        | ۹–۰   | جام قهرمانی ایران           | ۲۶ شهریور ۱۳۳۶ (احتمالی) | باغ همایون اصفهان           |
| ۱۵  | تاج - شعاع تهران              | ۹–۰*  | جام باشگاه‌های تهران         | ۹ مرداد ۱۳۳۵             | امجدیه تهران                |
| ۱۶  | تاج - نماینده اهواز           | ۹–۱   | جام قهرمانی ایران           | ۱۹ شهریور ۱۳۳۶           | باغ همایون اصفهان           |
| ۱۷  | استقلال - هومنتمن لبنان       | ۸–۰   | جام در جام آسیا             | ۲۵ شهریور ۱۳۷۸           | برج حمود بیروت              |
| ۱۸  | تاج - همایون تهران            | ۸–۰   | جام حذفی تهران              | ۱۳ تیر ۱۳۴۷              | امجدیه تهران                |
| ۱۹  | تاج - شجاعت تهران             | ۸–۰   | جام باشگاه‌های تهران         | ۲۹ دی ۱۳۳۹               | امجدیه تهران                |
| ۲۰  | استقلال - داماش گیلان         | ۸–۱   | جام حذفی ایران              | ۵ آذر ۱۳۸۷               | آزادی تهران                 |
| ۲۱  | استقلال - شهرداری اردبیل      | ۸–۱   | جام حذفی ایران              | ۲۳ آذر ۱۳۷۷              | آزادی تهران                 |
| ۲۲  | استقلال - دیهیم تهران         | ۸–۱   | جام باشگاه‌های تهران         | ۴ بهمن ۱۳۴۱              | امجدیه تهران                |
| ۲۳  | استقلال - هومنتمن لبنان       | ۷–۰   | جام در جام آسیا             | ۵ شهریور ۱۳۷۸            | آزادی تهران                 |
| ۲۴  | استقلال - آرش میناب           | ۷–۰   | جام حذفی ایران              | ۲۹ آذر ۱۳۶۷              | شهید شیرودی تهران           |
| ۲۵  | استقلال - دارایی              | ۷–۰   | جام باشگاه‌های تهران         | ۸ مهر ۱۳۶۲               | آزادی تهران                 |
| ۲۶  | تاج - دخانیات تهران           | ۷–۰   | جام باشگاه‌های تهران         | ۲۴ بهمن ۱۳۴۸             | امجدیه تهران                |
| ۲۷  | تاج - بانک ملی                | ۷–۰   | جام باشگاه‌های تهران         | ۱۲ تیر ۱۳۴۸              | امجدیه تهران                |
| ۲۸  | تاج - نماینده رضائیه          | ۷–۰   | جام قهرمانی ایران           | ۲۸ شهریور ۱۳۳۶ (احتمالی) | باغ همایون اصفهان           |
| ۲۹  | تاج - پولاد تهران             | ۷–۰   | جام باشگاه‌های تهران         | ۱۷ دی ۱۳۳۳               | امجدیه تهران                |
| ۳۰  | تاج - دارایی تهران            | ۷–۰   | جام باشگاه‌های تهران         | ۲۶ مهر ۱۳۳۰              | امجدیه تهران                |
| ۳۱  | استقلال - تراکتورسازی تبریز   | ۷–۱   | جام خلیج فارس               | ۲۸ اردیبهشت ۱۴۰۲         | آزادی تهران                 |
| ۳۲  | تاج - برق تهران               | ۷–۱   | جام تخت جمشید               | ۶ دی ۱۳۵۲                | امجدیه تهران                |
| ۳۳  | تاج - توانای تهران            | ۷–۱   | جام حذفی تهران              | ۳۱ شهریور ۱۳۳۰           | امجدیه تهران                |
| ۳۴  | استقلال - استقلال اهواز       | ۶–۰   | جام خلیج فارس               | ۲۸ شهریور ۱۳۸۷           | آزادی تهران                 |
| ۳۵  | استقلال - ایرسوتر بوشهر       | ۶–۰   | جام حذفی ایران              | ۶ خرداد ۱۳۷۹             | آزادی تهران                 |
| ۳۶  | استقلال - گسترش اراک          | ۶–۰   | جام قدس                     | ۲۲ اسفند ۱۳۶۸            | شهید حق‌شناس اراک            |
| ۳۷  | استقلال - خیبر خرم‌آباد        | ۶–۰   | جام قدس                     | ۱۵ اسفند ۱۳۶۸            | آزادی تهران                 |
| ۳۸  | استقلال- برق تهران            | ۶–۰   | جام باشگاه‌های تهران         | ۸ مرداد ۱۳۶۱             | آزادی تهران                 |
| ۳۹  | استقلال - ایزد مهرآباد        | ۶–۰   | مقدماتی جام باشگاه‌های تهران | ۸ خرداد ۱۳۵۹             | امجدیه تهران                |
| ۴۰  | تاج - افسر تهران              | ۶–۰   | جام باشگاه‌های تهران         | ۱۸ تیر ۱۳۵۰              | امجدیه تهران                |
| ۴۱  | تاج - برق تهران               | ۶–۰   | جام حذفی تهران              | ۹ مرداد ۱۳۴۹             | امجدیه تهران                |
| ۴۲  | تاج - پولاد تهران             | ۶–۰   | جام باشگاه‌های تهران         | ۳۰ خرداد ۱۳۳۵            | امجدیه تهران                |
| ۴۳  | تاج - پولاد تهران             | ۶–۰   | جام باشگاه‌های تهران         | ۳ دی ۱۳۳۲                | امجدیه تهران                |
| ۴۴  | تاج - شرق تهران               | ۶–۰   | جام باشگاه‌های تهران         | ۸ اسفند ۱۳۳۱             | امجدیه تهران                |
| ۴۵  | استقلال - هوادار تهران        | ۶–۱   | جام خلیج فارس               | ۲۶ فروردین ۱۴۰۲          | آزادی تهران                 |
| ۴۶  | استقلال - استقلال رشت         | ۶–۱   | جام آزادگان                 | ۲۸ مرداد ۱۳۷۹            | آزادی تهران                 |
| ۴۷  | استقلال - چوکای تالش          | ۶–۱   | جام آزادگان                 | ۳۱ اردیبهشت ۱۳۷۸         | آزادی تهران                 |
| ۴۸  | تاج - پیام تهران              | ۶–۱   | جام باشگاه‌های تهران         | ۲۴ اردیبهشت ۱۳۵۰         | امجدیه تهران                |
| ۴۹  | تاج - آریا مشهد               | ۶–۱   | جام منطقه‌ای                 | ۱۹ دی ۱۳۴۹               | امجدیه تهران                |
| ۵۰  | تاج - دیهیم تهران             | ۶–۱   | جام باشگاه‌های تهران         | اسفند ۱۳۴۰               | امجدیه تهران                |
| ۵۱  | استقلال - صنعت نفت آبادان     | ۶–۲   | جام خلیج فارس               | ۳ اردیبهشت ۱۳۹۰          | آزادی تهران                 |
| ۵۲  | استقلال - ایران‌جوان بوشهر     | ۶–۲   | لیگ دسته سوم                | ۲۱ آبان ۱۳۷۲             | آزادی تهران                 |
| ۵۳  | تاج - نادر تهران              | ۶–۳   | جام باشگاه‌های تهران         | ۲۳ دی ۱۳۳۲               | امجدیه تهران                |
| ۵۴  | استقلال - الریان قطر          | ۵–۰   | پلی‌آف لیگ قهرمانان آسیا     | ۸ بهمن ۱۳۹۸              | جاسم بن محمد دوحه           |
| ۵۵  | استقلال - صنعت نفت آبادان     | ۵–۰   | جام خلیج فارس               | ۱۴ آبان ۱۳۹۸             | آزادی تهران                 |
| ۵۶  | استقلال - سپیدرود رشت         | ۵–۰   | جام خلیج فارس               | ۱۵ آذر ۱۳۹۷              | ورزشگاه سردار جنگل رشت      |
| ۵۷  | استقلال - شهرداری سمنان       | ۵–۰   | جام حذفی ایران              | ۲۰ شهریور ۱۳۹۴           | تختی تهران                  |
| ۵۸  | استقلال - فجر سپاسی شیراز     | ۵–۰   | جام خلیج فارس               | ۲۷ بهمن ۱۳۹۱             | حافظیه شیراز                |
| ۵۹  | استقلال - ابومسلم خراسان      | ۵–۰   | جام حذفی ایران              | ۲۰ دی ۱۳۹۱               | آزادی تهران                 |
| ۶۰  | استقلال - ابومسلم مشهد        | ۵–۰   | جام خلیج فارس               | ۲ مهر ۱۳۸۸               | ثامن مشهد                   |
| ۶۱  | استقلال - پیام خراسان         | ۵–۰   | جام خلیج فارس               | ۱۳ آذر ۱۳۸۷              | آزادی تهران                 |
| ۶۲  | استقلال - مس کرمان            | ۵–۰   | جام حذفی ایران              | ۲۴ آذر ۱۳۷۸              | تختی تهران                  |
| ۶۳  | استقلال - نساجی مازندران      | ۵–۰   | جام حذفی ایران              | ۶ تیر ۱۳۷۸               | آزادی تهران                 |
| ۶۴  | استقلال - فولاد خوزستان       | ۵–۰   | جام آزادگان                 | ۱۲ مهر ۱۳۷۶              | آزادی تهران                 |
| ۶۵  | استقلال - آلومینیوم اراک      | ۵–۰   | لیگ دسته سوم                | ۱۷ مرداد ۱۳۷۲            | آزادی تهران                 |
| ۶۶  | استقلال - التلال یمن          | ۵–۰   | جام باشگاه‌های آسیا          | ۱ آذر ۱۳۷۰               | آزادی تهران                 |
| ۶۷  | استقلال - راه‌آهن تهران        | ۵–۰   | جام باشگاه‌های تهران         | ۲۳ شهریور ۱۳۶۳           | شهید شیرودی تهران           |
| ۶۸  | تاج - تاج مسجد سلیمان         | ۵–۰   | جام منطقه‌ای                 | ۲۱ آذر ۱۳۵۰              | نوبنیاد مسجد سلیمان         |
| ۶۹  | تاج - تاج نوشهر               | ۵–۰   | جام منطقه‌ای                 | ۱۵ مرداد ۱۳۵۰            | استادیوم رشت                |
| ۷۰  | تاج - اقبال تهران             | ۵–۰   | جام باشگاه‌های تهران         | ۲۵ دی ۱۳۴۸               | امجدیه تهران                |
| ۷۱  | تاج - آریا تهران              | ۵–۰   | جام باشگاه‌های تهران         | ۲۰ آذر ۱۳۴۷              | امجدیه تهران                |
| ۷۲  | تاج - دیهیم تهران             | ۵–۰   | جام باشگاه‌های تهران         | ۲ مرداد ۱۳۴۶             | امجدیه تهران                |
| ۷۳  | تاج - پولاد تهران             | ۵–۰   | جام باشگاه‌های تهران         | ۲۰ آبان ۱۳۴۴             | امجدیه تهران                |
| ۷۴  | تاج - کوروش تهران             | ۵–۰   | جام باشگاه‌های تهران         | ۱۵ بهمن ۱۳۴۱             | امجدیه تهران                |
| ۷۵  | تاج - سپه تهران               | ۵–۰   | جام باشگاه‌های تهران         | ۱۳ دی ۱۳۴۱               | امجدیه تهران                |
| ۷۶  | تاج - شرق تهران               | ۵–۰   | جام باشگاه‌های تهران         | ۸ بهمن ۱۳۳۳              | امجدیه تهران                |
| ۷۷  | تاج - تهران‌جوان جوان          | ۵–۰   | جام باشگاه‌های تهران         | ۲۴ آبان ۱۳۳۰             | امجدیه تهران                |
| ۷۸  | تاج - شرق‌جوان تهران           | ۵–۰   | جام باشگاه‌های تهران         | ۱۰ آبان ۱۳۳۰             | امجدیه تهران                |
| ۷۹  | استقلال - آلومینیوم اراک      | ۵–۱   | جام خلیج فارس               | ۱۲ اردیبهشت ۱۴۰۴         | آزادی تهران                 |
| ۸۰  | استقلال - شیرین فراز کرمانشاه | ۵–۱   | جام حذفی ایران              | ۴ آبان ۱۳۹۰              | آزادی تهران                 |
| ۸۱  | استقلال - راه‌آهن تهران        | ۵–۱   | جام خلیج فارس               | ۱۶ بهمن ۱۳۸۷             | آزادی تهران                 |
| ۸۲  | استقلال - تراکتورسازی تبریز   | ۵–۱   | جام آزادگان                 | ۲۷ بهمن ۱۳۷۹             | آزادی تهران                 |
| ۸۳  | استقلال - تراکتورسازی تبریز   | ۵–۱   | جام آزادگان                 | ۱۳ مرداد ۱۳۷۷            | آزادی تهران                 |
| ۸۴  | استقلال - پلی اکریل اصفهان    | ۵–۱   | جام آزادگان                 | ۱۷ دی ۱۳۷۴               | آزادی تهران                 |
| ۸۵  | استقلال - راه‌آهن شاهرود       | ۵–۱   | لیگ دسته سوم                | ۱۷ شهریور ۱۳۷۲           | آزادی تهران                 |
| ۸۶  | استقلال - استقلال انزلی       | ۵–۱   | جام قدس                     | ۲۰ شهریور ۱۳۶۸           | تختی انزلی                  |
| ۸۷  | تاج - ملوان انزلی             | ۵–۱   | جام تخت جمشید               | ۲۹ تیر ۱۳۵۲              | تحتی انزلی                  |
| ۸۸  | تاج - داریوش تهران            | ۵–۱   | جام باشگاه‌های تهران         | ۲۳ تیر ۱۳۴۰              | امجدیه تهران                |
| ۸۹  | تاج - البرز تهران             | ۵–۱   | جام باشگاه‌های تهران         | ۲۵ دی ۱۳۳۹               | امجدیه تهران                |
| ۹۰  | تاج - نیرو تهران              | ۵–۱   | جام باشگاه‌های تهران         | ۱۵ بهمن ۱۳۳۳             | امجدیه تهران                |
| ۹۱  | تاج - عقاب تهران              | ۵–۱   | جام باشگاه‌های تهران         | ۱ آذر ۱۳۳۰               | امجدیه تهران                |
| ۹۲  | دوچرخه‌سواران - عقاب تهران     | ۵–۱   | جام باشگاه‌های تهران         | ۲۳ دی ۱۳۲۸               | امجدیه تهران                |
| ۹۳  | استقلال - الاهلی عربستان      | ۵–۲   | لیگ قهرمانان آسیا           | ۲۷ فروردین ۱۴۰۰          | ورزشگاه ملک عبدالله دوم جده |
| ۹۴  | استقلال - مقاومت سپاسی شیراز  | ۵–۲   | جام خلیج فارس               | ۱۶ مهر ۱۳۸۷              | آزادی تهران                 |
| ۹۵  | استقلال - نسف قرشی ازبکستان   | ۵–۲   | جام باشگاه‌های آسیا          | ۱۶ فروردین ۱۳۸۱          | آزادی تهران                 |
| ۹۶  | استقلال - پاس همدان           | ۵–۲   | جام حذفی ایران              | ۳ آذر ۱۳۶۷               | شهید شیرودی تهران           |
| ۹۷  | تاج - نادر تهران              | ۵–۲   | جام باشگاه‌های تهران         | ۸ اردیبهشت ۱۳۴۰          | امجدیه تهران                |
| ۹۸  | تاج - دارایی تهران            | ۵–۲   | جام باشگاه‌های تهران         | ۱۱ شهریور ۱۳۳۶           | امجدیه تهران                |
| ۹۹  | استقلال - تربت یزد            | ۵–۳   | جام حذفی ایران              | ۲ آذر ۱۳۸۶               | آزادی تهران                 |
| ۱۰۰ | استقلال - الوحده امارات       | ۵–۳   | جام باشگاه‌های آسیا          | ۱۷ بهمن ۱۳۸۰             | آل نهیان ابوظبی             |

*(در برخی منابع نتیجه این بازی ۱–۰ به سود تاج ثبت شده است)

### پر گل‌ترین بردها درلیگ فوتبال ایرانوجام قهرمانی فوتبال ایران(با ۴ گل و بیشتر)
| #  | بازی                          | نتیجه | عنوان بازیها      | تاریخ                    | ورزشگاه                |
| -- | ----------------------------- | ----- | ----------------- | ------------------------ | ---------------------- |
| ۱  | تاج - نماینده کرمانشاه        | ۹–۰   | جام قهرمانی ایران | ۱۹ شهریور ۱۳۳۶           | باغ همایون اصفهان      |
| ۲  | تاج - نماینده اهواز           | ۹–۱   | جام قهرمانی ایران | ۲۶ شهریور ۱۳۳۶ (احتمالی) | باغ همایون اصفهان      |
| ۳  | تاج - نماینده رضائیه          | ۷–۰   | جام قهرمانی ایران | ۲۸ شهریور ۱۳۳۶ (احتمالی) | باغ همایون اصفهان      |
| ۴  | استقلال - تراکتورسازی تبریز   | ۷–۱   | جام خلیج فارس     | ۲۸ اردیبهشت ۱۴۰۲         | آزادی تهران            |
| ۵  | تاج - برق تهران               | ۷–۱   | جام تخت جمشید     | ۶ دی ۱۳۵۲                | امجدیه تهران           |
| ۶  | استقلال - استقلال اهواز       | ۶–۰   | جام خلیج فارس     | ۲۸ شهریور ۱۳۸۷           | آزادی تهران            |
| ۷  | استقلال - گسترش اراک          | ۶–۰   | جام قدس           | ۲۲ اسفند ۱۳۶۸            | شهید حق‌شناس اراک       |
| ۸  | استقلال - خیبر خرم‌آباد        | ۶–۰   | جام قدس           | ۱۵ اسفند ۱۳۶۸            | آزادی تهران            |
| ۹  | استقلال - هوادار تهران        | ۶–۱   | جام خلیج فارس     | ۲۶ فروردین ۱۴۰۲          | آزادی تهران            |
| ۱۰ | استقلال - استقلال رشت         | ۶–۱   | جام آزادگان       | ۲۸ مرداد ۱۳۷۹            | آزادی تهران            |
| ۱۱ | استقلال - چوکای تالش          | ۶–۱   | جام آزادگان       | ۳۱ اردیبهشت ۱۳۷۸         | آزادی تهران            |
| ۱۲ | تاج - آریای مشهد              | ۶–۱   | جام منطقه‌ای       | ۱۹ دی ۱۳۴۹               | امجدیه تهران           |
| ۱۳ | استقلال - صنعت نفت آبادان     | ۶–۲   | جام خلیج فارس     | ۳ اردیبهشت ۱۳۹۰          | آزادی تهران            |
| ۱۴ | استقلال - پیام خراسان         | ۵–۰   | جام خلیج فارس     | ۱۳ آذر ۱۳۸۷              | آزادی تهران            |
| ۱۵ | استقلال - سپیدرود رشت         | ۵–۰   | جام خلیج فارس     | ۱۵ آذر ۱۳۹۷              | ورزشگاه سردار جنگل رشت |
| ۱۶ | استقلال - صنعت نفت آبادان     | ۵–۰   | جام خلیج فارس     | ۱۴ آبان ۱۳۹۸             | آزادی تهران            |
| ۱۷ | استقلال - فجر سپاسی شیراز     | ۵–۰   | جام خلیج فارس     | ۲۷ بهمن ۱۳۹۱             | حافظیه شیراز           |
| ۱۸ | استقلال - ابومسلم مشهد        | ۵–۰   | جام خلیج فارس     | ۲ مهر ۱۳۸۸               | ثامن مشهد              |
| ۱۹ | تاج - تاج نوشهر               | ۵–۰   | جام منطقه‌ای       | ۱۵ مرداد ۱۳۵۰            | استادیوم رشت           |
| ۲۰ | تاج - تاج مسجد سلیمان         | ۵–۰   | جام منطقه‌ای       | ۲۱ آذر ۱۳۵۰              | نوبنیاد مسجد سلیمان    |
| ۲۱ | استقلال - فولاد خوزستان       | ۵–۰   | جام آزادگان       | ۱۲ مهر ۱۳۷۶              | آزادی تهران            |
| ۲۲ | استقلال - آلومینیوم اراک      | ۵–۱   | جام خلیج فارس     | ۱۲ اردیبهشت ۱۴۰۴         | آزادی تهران            |
| ۲۳ | تاج - ملوان انزلی             | ۵–۱   | جام تخت جمشید     | ۲۹ تیر ۱۳۵۲              | تحتی انزلی             |
| ۲۴ | استقلال - تراکتورسازی تبریز   | ۵–۱   | جام آزادگان       | ۲۷ بهمن ۱۳۷۹             | آزادی تهران            |
| ۲۵ | استقلال - استقلال انزلی       | ۵–۱   | جام قدس           | ۲۰ شهریور ۱۳۶۸           | تختی انزلی             |
| ۲۶ | استقلال - پلی اکریل اصفهان    | ۵–۱   | جام آزادگان       | ۱۷ دی ۱۳۷۴               | آزادی تهران            |
| ۲۷ | استقلال - تراکتورسازی تبریز   | ۵–۱   | جام آزادگان       | ۱۳ مرداد ۱۳۷۷            | آزادی تهران            |
| ۲۸ | استقلال - راه‌آهن              | ۵–۱   | جام خلیج فارس     | ۱۶ بهمن ۱۳۸۷             | آزادی تهران            |
| ۲۹ | استقلال - مقاومت سپاسی شیراز  | ۵–۲   | جام خلیج فارس     | ۱۶ مهر ۱۳۸۷              | آزادی تهران            |
| ۳۰ | استقلال - استقلال انزلی       | ۴–۰   | جام قدس           | ۲۵ اسفند ۱۳۶۸            | آزادی تهران            |
| ۳۱ | استقلال - ملوان انزلی         | ۴–۰   | جام قدس           | ۲۸ اردیبهشت ۱۳۶۹         | آزادی تهران            |
| ۳۲ | استقلال - ملوان انزلی         | ۴–۰   | جام آزادگان       | ۱۲ آذر ۱۳۷۴              | آزادی تهران            |
| ۳۳ | استقلال - سایپا تهران         | ۴–۰   | جام خلیج فارس     | ۲۹ مهر ۱۳۹۸              | شهدای شهرقدس           |
| ۳۴ | استقلال - پیکان تهران         | ۴–۰   | جام خلیج فارس     | ۱۸ بهمن ۱۳۹۷             | شهدای شهرقدس           |
| ۳۵ | استقلال - پارس جنوبی جم       | ۴–۰   | جام خلیج فارس     | ۵ بهمن ۱۳۹۶              | آزادی تهران            |
| ۳۶ | تاج - ذوب آهن اصفهان          | ۴–۰   | جام تخت جمشید     | ۱۳ دی ۱۳۵۲               | امجدیه تهران           |
| ۳۷ | تاج - تاج مسجد سلیمان         | ۴–۰   | جام منطقه‌ای       | ۹ اسفند ۱۳۵۰             | امجدیه تهران           |
| ۳۸ | تاج - سپاهان اصفهان           | ۴–۰   | جام منطقه‌ای       | ۸ بهمن ۱۳۵۰              | باغ همایون اصفهان      |
| ۳۹ | استقلال - ملوان انزلی         | ۴–۰   | جام خلیج فارس     | ۶ بهمن ۱۴۰۱              | آزادی تهران            |
| ۴۰ | استقلال - صنعت نفت آبادان     | ۴–۰   | جام خلیج فارس     | ۳ دی ۱۳۹۶                | آزادی تهران            |
| ۴۱ | استقلال - گسترش اراک          | ۴–۰   | جام قدس           | ۴ مهر ۱۳۶۸               | شیرودی تهران           |
| ۴۲ | استقلال - پیکان تهران         | ۴–۰   | جام آزادگان       | ۱۵ دی ۱۳۷۹               | آزادی تهران            |
| ۴۳ | استقلال - تراکتورسازی تبریز   | ۴–۰   | جام خلیج فارس     | ۲ آذر ۱۳۸۰               | آزادی تهران            |
| ۴۴ | استقلال - ملوان انزلی         | ۴–۰   | جام خلیج فارس     | ۴ اسفند ۱۳۸۰             | آزادی تهران            |
| ۴۵ | استقلال - نساجی مازندران      | ۴–۰   | جام خلیج فارس     | ۲۸ آذر ۱۴۰۲              | آزادی تهران            |
| ۴۶ | استقلال - فولاد خوزستان       | ۴–۱   | جام خلیج فارس     | ۳ شهریور ۱۳۹۰            | تختی اهواز             |
| ۴۷ | استقلال - برق شیراز           | ۴–۱   | جام خلیج فارس     | ۲۸ دی ۱۳۸۷               | حافظیه شیراز           |
| ۴۸ | استقلال - فولاد خوزستان       | ۴–۱   | جام خلیج فارس     | ۵ اسفند ۱۳۹۶             | غدیر اهواز             |
| ۴۹ | استقلال - شاهین شهرداری بوشهر | ۴–۱   | جام خلیج فارس     | ۲۳ آذر ۱۳۹۸              | آزادی تهران            |
| ۵۰ | استقلال - شاهین شهرداری بوشهر | ۴–۱   | جام خلیج فارس     | ۳۰ مرداد ۱۳۹۹            | شهید مهدوی بوشهر       |
| ۵۱ | تاج - صنعت نفت آبادان         | ۴–۱   | جام تخت جمشید     | ۲۲ شهریور ۱۳۵۲           | امجدیه تهران           |
| ۵۲ | استقلال - صنعت نفت آبادان     | ۴–۱   | جام قدس           | ۲۱ مهر ۱۳۶۸              | تختی اهواز             |
| ۵۳ | استقلال - تراکتورسازی تبریز   | ۴–۱   | جام آزادگان       | ۲۴ مهر ۱۳۷۷              | تختی تبریز             |
| ۵۴ | استقلال - پاس بوشهر           | ۴–۱   | جام قدس           | ۱۴ شهریور ۱۳۶۸           | شیرودی تهران           |
| ۵۵ | استقلال - مشکی‌پوشان خراسان    | ۴–۱   | جام خلیج فارس     | ۱۷ فروردین ۱۳۹۷          | آزادی تهران            |
| ۵۶ | استقلال - برق شیراز           | ۴–۱   | جام خلیج فارس     | ۱ اردیبهشت ۱۳۸۵          | آزادی تهران            |
| ۵۷ | استقلال - سپاهان اصفهان       | ۴–۱   | جام آزادگان       | ۲۲ مهر ۱۳۷۸              | ۲۲ بهمن اصفهان         |
| ۵۸ | استقلال - ذوب آهن اصفهان      | ۴–۱   | جام آزادگان       | ۹ اردیبهشت ۱۳۷۹          | فولادشهر اصفهان        |
| ۵۹ | استقلال - پیکان تهران         | ۴–۱   | جام آزادگان       | ۱۴ مرداد ۱۳۷۹            | آزادی تهران            |
| ۶۰ | استقلال - صبا باطری قم        | ۴–۱   | جام خلیج فارس     | ۱۱ شهریور ۱۳۸۴           | آزادی تهران            |
| ۶۱ | استقلال - فولاد خوزستان       | ۴–۱   | جام خلیج فارس     | ۱۷ فروردین ۱۳۸۵          | آزادی تهران            |
| ۶۲ | استقلال - برق شیراز           | ۴–۱   | جام خلیج فارس     | ۱ اردیبهشت ۱۳۸۵          | آزادی تهران            |
| ۶۳ | استقلال - داماش گیلان         | ۴–۲   | جام خلیج فارس     | ۲۲ آذر ۱۳۸۷              | آزادی تهران            |
| ۶۴ | استقلال - پاس همدان           | ۴–۲   | جام خلیج فارس     | ۳۰ مهر ۱۳۸۷              | شهدای قدس همدان        |
| ۶۵ | استقلال - برق شیراز           | ۴–۲   | جام خلیج فارس     | ۱۰ اسفند ۱۳۸۶            | آزادی تهران            |
| ۶۶ | استقلال - فجر سپاسی شیراز     | ۴–۲   | جام خلیج فارس     | ۱۵ مرداد ۱۳۹۲            | حافظیه شیراز           |
| ۶۷ | استقلال - استقلال خوزستان     | ۴–۲   | جام خلیج فارس     | ۱۱ اردیبهشت ۱۳۹۸         | آزادی تهران            |
| ۶۸ | استقلال - استقلال اهواز       | ۴–۲   | جام آزادگان       | ۱۹ مرداد ۱۳۷۵            | آزادی تهران            |
| ۶۹ | استقلال - پیام مقاومت خراسان  | ۴–۲   | جام آزادگان       | ۶ تیر ۱۳۷۶               | آزادی تهران            |
| ۷۰ | استقلال - تراکتورسازی تبریز   | ۴–۲   | جام خلیج فارس     | ۱۰ آبان ۱۳۹۸             | یادگار امام تبریز      |
| ۷۱ | استقلال - پلی اکریل اصفهان    | ۴–۲   | جام آزادگان       | ۲۲ دی ۱۳۷۷               | آزادی تهران            |
| ۷۲ | استقلال - برق شیراز           | ۴–۲   | جام آزادگان       | ۱۱ بهمن ۱۳۷۹             | آزادی تهران            |
| ۷۳ | تاج - پاس تهران               | ۴–۲   | جام تخت جمشید     | ۲۵ شهریور ۱۳۵۶           | امجدیه تهران           |
| ۷۴ | تاج - شهباز تهران             | ۴–۲   | جام تخت جمشید     | ۲۲ مرداد ۱۳۵۵            | آریامهر تهران          |
| ۷۵ | استقلال - سپاهان اصفهان       | ۴–۳   | جام خلیج فارس     | ۵ شهریور ۱۳۸۹            | آزادی تهران            |
| ۷۶ | استقلال - سایپا تهران         | ۴–۳   | جام خلیج فارس     | ۲۲ خرداد ۱۳۸۴            | آزادی تهران            |

### پر گل‌ترین بردها دررقابت‌های آسیایی(با ۳ گل و بیشتر)
| #  | بازی                        | نتیجه | عنوان بازیها            | تاریخ            | ورزشگاه                       |
| -- | --------------------------- | ----- | ----------------------- | ---------------- | ----------------------------- |
| ۱  | استقلال - هومنتمن لبنان     | ۸–۰   | جام در جام آسیا         | ۲۵ شهریور ۱۳۷۸   | برج حمود بیروت                |
| ۲  | استقلال - هومنتمن لبنان     | ۷–۰   | جام در جام آسیا         | ۵ شهریور ۱۳۷۸    | آزادی تهران                   |
| ۳  | استقلال - الریان قطر        | ۵–۰   | پلی‌آف لیگ قهرمانان آسیا | ۸ بهمن ۱۳۹۸      | جاسم بن محمد دوحه             |
| ۴  | استقلال - التلال یمن        | ۵–۰   | جام باشگاه‌های آسیا      | ۱ آذر ۱۳۷۰       | آزادی تهران                   |
| ۵  | استقلال - الاهلی عربستان    | ۵–۲   | لیگ قهرمانان آسیا       | ۲۷ فروردین ۱۴۰۰  | ورزشگاه ملک عبدالله دوم جده   |
| ۶  | استقلال - نسف قرشی ازبکستان | ۵–۲   | جام باشگاه‌های آسیا      | ۱۶ فروردین ۱۳۸۱  | آزادی تهران                   |
| ۷  | استقلال - الوحده امارات     | ۵–۳   | جام باشگاه‌های آسیا      | ۱۷ بهمن ۱۳۸۰     | آل نهیان ابوظبی               |
| ۸  | استقلال - الوحده امارات     | ۴–۰   | جام در جام آسیا         | ۱ مهر ۱۳۷۹       | آزادی تهران                   |
| ۹  | استقلال - الشباب امارات     | ۴–۲   | لیگ قهرمانان آسیا       | ۲۵ اردیبهشت ۱۳۹۲ | مکتوم بن راشد دُبی             |
| ۱۰ | استقلال - پاختاکور ازبکستان | ۴–۲   | لیگ قهرمانان آسیا       | ۱۷ فروردین ۱۳۹۰  | آزادی تهران                   |
| ۱۱ | استقلال - دالیان چین        | ۴–۳   | جام باشگاه‌های آسیا      | ۸ اردیبهشت ۱۳۷۸  | آزادی تهران                   |
| ۱۲ | استقلال - الغرافه قطر       | ۳–۰   | لیگ نخبگان آسیا         | ۲۶ شهریور ۱۴۰۳   | شهدای شهر قدس تهران           |
| ۱۳ | استقلال - الشرطه عراق       | ۳–۰   | لیگ قهرمانان آسیا       | ۲۹ فروردین ۱۴۰۰  | ورزشگاه ملک عبدالله دوم جده   |
| ۱۴ | استقلال - الاهلی عربستان    | ۳–۰   | لیگ قهرمانان آسیا       | ۳ مهر ۱۳۹۹       | الجنوب الوکره                 |
| ۱۵ | استقلال - الکویت کویت       | ۳–۰   | پلی‌آف لیگ قهرمانان آسیا | ۵ بهمن ۱۳۹۸      | مکتوم بن راشد دُبی             |
| ۱۶ | استقلال - التعاون عربستان   | ۳–۰   | لیگ قهرمانان آسیا       | ۹ اسفند ۱۳۹۵     | مجموعه ورزشی سلطان قابوس مسقط |
| ۱۷ | استقلال - الریان قطر        | ۳–۰   | لیگ قهرمانان آسیا       | ۳ اردیبهشت ۱۳۹۲  | آزادی تهران                   |
| ۱۸ | استقلال - الریان قطر        | ۳–۰   | لیگ قهرمانان آسیا       | ۱۳ اردیبهشت ۱۳۹۱ | آزادی تهران                   |
| ۱۹ | استقلال - الغرافه قطر       | ۳–۰   | لیگ قهرمانان آسیا       | ۳ فروردین ۱۳۸۹   | آزادی تهران                   |
| ۲۰ | استقلال - الکویت کویت       | ۳–۰   | جام باشگاه‌های آسیا      | ۲۱ بهمن ۱۳۸۰     | آل نهیان ابوظبی               |
| ۲۱ | استقلال - کایرت قزاقستان    | ۳–۰   | جام در جام آسیا         | ۲۶ اسفند ۱۳۷۹    | آزادی تهران                   |
| ۲۲ | استقلال - نوبهار نمنگان     | ۳–۰   | جام در جام آسیا         | ۱۶ شهریور ۱۳۷۵   | آزادی تهران                   |
| ۲۳ | تاج - پراک فا مالزی         | ۳–۰   | جام باشگاه‌های آسیا      | ۸ فروردین ۱۳۵۰   | ورزشگاه ملی تایلند            |
| ۲۴ | تاج - سلانگور مالزی         | ۳–۰   | جام باشگاه‌های آسیا      | ۱۶ فروردین ۱۳۴۹  | امجدیه تهران                  |
| ۲۵ | تاج - هومنتمن لبنان         | ۳–۰   | جام باشگاه‌های آسیا      | ۱۲ فروردین ۱۳۴۹  | امجدیه تهران                  |
| ۲۶ | استقلال - ذوب‌آهن اصفهان     | ۳–۱   | لیگ قهرمانان آسیا       | ۲۵ اردیبهشت ۱۳۹۷ | آزادی تهران                   |
| ۲۷ | استقلال - الریان قطر        | ۳–۱   | لیگ قهرمانان آسیا       | ۳ اردیبهشت ۱۳۹۳  | آزادی تهران                   |
| ۲۸ | استقلال - الاتفاق عربستان   | ۳–۱   | لیگ قهرمانان آسیا       | ۲۹ بهمن ۱۳۹۰     | آزادی تهران                   |
| ۲۹ | تاج - ارتش کره‌جنوبی         | ۳–۲   | جام باشگاه‌های آسیا      | ۱۳ فروردین ۱۳۵۰  | ورزشگاه ملی تایلند            |

### پر گل‌ترین بردهای خارج از خانه (با ۴ گل و بیشتر)
| #  | بازی                          | نتیجه | عنوان بازیها            | تاریخ                    | ورزشگاه                   |
| -- | ----------------------------- | ----- | ----------------------- | ------------------------ | ------------------------- |
| ۱  | تاج - نماینده کرمانشاه        | ۹–۰   | جام قهرمانی ایران       | ۱۶ شهریور ۱۳۳۶ (احتمالی) | باغ همایون اصفهان         |
| ۲  | تاج - نماینده اهواز           | ۹–۱   | جام قهرمانی ایران       | ۱۹ شهریور ۱۳۳۶           | باغ همایون اصفهان         |
| ۳  | استقلال - هومنتمن لبنان       | ۸–۰   | جام در جام آسیا         | ۲۵ شهریور ۱۳۷۸           | برج حمود بیروت            |
| ۴  | تاج - نماینده رضائیه          | ۷–۰   | جام قهرمانی ایران       | ۲۸ شهریور ۱۳۳۶ (احتمالی) | باغ همایون اصفهان         |
| ۵  | استقلال - گسترش اراک          | ۶–۰   | جام قدس                 | ۲۲ اسفند ۱۳۶۸            | شهید حق‌شناس اراک          |
| ۶  | استقلال - الریان قطر          | ۵–۰   | پلی‌آف لیگ قهرمانان آسیا | ۸ بهمن ۱۳۹۸              | جاسم بن حمد               |
| ۷  | استقلال - سپیدرود رشت         | ۵–۰   | جام خلیج فارس           | ۱۶ آذر ۱۳۹۷              | سردار جنگل رشت            |
| ۸  | استقلال - فجرسپاسی شیراز      | ۵–۰   | جام خلیج فارس           | ۲۷ بهمن ۱۳۹۱             | حافظیه شیراز              |
| ۹  | استقلال - ابومسلم مشهد        | ۵–۰   | جام خلیج فارس           | ۲ مهر ۱۳۸۸               | ثامن‌الائمه مشهد           |
| ۱۰ | تاج - تاج مسجدسلیمان          | ۵–۰   | جام منطقه‌ای             | ۲۱ آذر ۱۳۵۰              | نوبنیاد مسجد سلیمان       |
| ۱۱ | تاج - تاج نوشهر               | ۵–۰   | جام منطقه‌ای             | ۱۵ مرداد ۱۳۵۰            | استادیوم رشت              |
| ۱۲ | استقلال - استقلال انزلی       | ۵–۱   | جام قدس                 | ۲۰ شهریور ۱۳۶۸           | تختی انزلی                |
| ۱۳ | تاج - ملوان انزلی             | ۵–۱   | جام تخت جمشید           | ۲۹ تیر ۱۳۵۲              | تختی انزلی                |
| ۱۴ | استقلال - الاهلی عربستان      | ۵–۲   | لیگ قهرمانان آسیا       | ۲۷ فروردین ۱۴۰۰          | شهر ورزشی ملک عبدالله جده |
| ۱۵ | استقلال - الوحده امارات       | ۵–۳   | جام باشگاه‌های آسیا      | ۱۷ بهمن ۱۳۸۰             | آل نهیان ابوظبی           |
| ۱۶ | استقلال - سایپا تهران         | ۴–۰   | جام خلیج فارس           | ۲۹ مهر ۱۳۹۸              | شهدای شهرقدس              |
| ۱۷ | استقلال - پیکان تهران         | ۴–۰   | جام خلیج فارس           | ۱۸ بهمن ۱۳۹۷             | شهدای شهرقدس              |
| ۱۸ | استقلال - راه‌آهن شاهرود       | ۴–۰   | لیگ دسته سوم            | ۷ تیر ۱۳۷۲               | تختی شاهرود               |
| ۱۹ | تاج - سپاهان اصفهان           | ۴–۰   | جام منطقه‌ای             | ۸ بهمن ۱۳۵۰              | باغ همایون اصفهان         |
| ۲۰ | استقلال - شاهین شهرداری بوشهر | ۴–۱   | جام خلیج فارس           | ۳۰ مرداد ۱۳۹۹            | شهید مهدوی بوشهر          |
| ۲۱ | استقلال - فولاد خوزستان       | ۴–۱   | جام خلیج فارس           | ۵ اسفند ۱۳۹۶             | غدیر اهواز                |
| ۲۲ | استقلال - فولاد خوزستان       | ۴–۱   | جام خلیج فارس           | ۳ شهریور ۱۳۹۰            | تختی اهواز                |
| ۲۳ | استقلال - پاس همدان           | ۴–۱   | جام حذفی ایران          | ۲۷ مهر ۱۳۸۹              | شهید مفتح همدان           |
| ۲۴ | استقلال - برق شیراز           | ۴–۱   | جام خلیج فارس           | ۲۸ دی ۱۳۸۷               | حافظیه شیراز              |
| ۲۵ | استقلال - لشکر ۳۰ گرگان       | ۴–۱   | جام حذفی ایران          | ۱۱ آذر ۱۳۸۰              | آزادی گرگان               |
| ۲۶ | استقلال - ذوب‌آهن اصفهان       | ۴–۱   | جام آزادگان             | ۹ اردیبهشت ۱۳۷۹          | فولادشهر اصفهان           |
| ۲۸ | استقلال - سپاهان اصفهان       | ۴–۱   | جام آزادگان             | ۲۲ مهر ۱۳۷۸              | ۲۲ بهمن اصفهان            |
| ۲۸ | استقلال - تراکتورسازی تبریز   | ۴–۱   | جام آزادگان             | ۲۴ مهر ۱۳۷۷              | تختی تبریز                |
| ۲۹ | استقلال - صنعت نفت آبادان     | ۴–۱   | جام قدس                 | ۲۱ مهر ۱۳۶۸              | تختی اهواز                |
| ۳۰ | استقلال - تراکتورسازی تبریز   | ۴–۲   | جام خلیج فارس           | ۱۰ آبان ۱۳۹۸             | یادگار امام تبریز         |
| ۳۱ | استقلال - شباب الاهلی امارات  | ۴–۲   | لیگ قهرمانان آسیا       | ۲۵ اردیبهشت ۱۳۹۲         | آل مکتوم دُبی              |
| ۳۲ | استقلال - پاس همدان           | ۴–۲   | جام خلیج فارس           | ۳۰ مهر ۱۳۸۷              | شهدای قدس همدان           |

### پر گل‌ترین تساوی‌ها (با ۳ گل و بیشتر)
| #  | بازی                      | نتیجه | عنوان بازیها        | تاریخ           | ورزشگاه           |
| -- | ------------------------- | ----- | ------------------- | --------------- | ----------------- |
| ۱  | استقلال - استقلال خوزستان | ۴–۴   | جام خلیج فارس       | ۲۰ آذر ۱۳۹۳     | غدیر اهواز        |
| ۲  | استقلال - راه‌آهن تهران    | ۳–۳   | جام خلیج فارس       | ۳ مهر ۱۳۹۴      | آزادی تهران       |
| ۳  | استقلال - الریان قطر      | ۳–۳   | لیگ قهرمانان آسیا   | ۹ اسفند ۱۳۹۱    | احمد بن علی       |
| ۴  | استقلال - ملوان انزلی     | ۳–۳   | جام خلیج فارس       | ۱۱ بهمن ۱۳۸۴    | آزادی تهران       |
| ۵  | استقلال - ابومسلم مشهد    | ۳–۳   | جام خلیج فارس       | ۱ آبان ۱۳۸۲     | آزادی تهران       |
| ۶  | استقلال - پلی‌اکریل اصفهان | ۳–۳   | جام آزادگان         | ۲۱ شهریور ۱۳۷۶  | نقش جهان اصفهان   |
| ۷  | استقلال - ماشین‌سازی تبریز | ۳–۳   | جام آزادگان         | ۲۴ آذر ۱۳۷۴     | تختی تبریز        |
| ۸  | استقلال - دارایی تهران    | ۳–۳   | جام باشگاه‌های تهران | ۲۹ بهمن ۱۳۶۱    | شیرودی تهران      |
| ۹  | تاج - سپاهان اصفهان       | ۳–۳   | جام تخت جمشید       | ۴ شهریور ۱۳۵۶   | باغ همایون اصفهان |
| ۱۰ | تاج - هما تهران           | ۳–۳   | جام تخت جمشید       | ۲۹ فروردین ۱۳۵۴ | آزادی تهران       |
| ۱۱ | تاج - نادر تهران          | ۳–۳   | جام باشگاه‌های تهران | ۱۶ آبان ۱۳۴۴    | شماره ۳ شهباز     |
| ۱۲ | تاج - نماینده آبادان      | ۳–۳   | جام قهرمانی ایران   | ۲۴ شهریور ۱۳۳۶  | باغ همایون اصفهان |
| ۱۳ | تاج - شاهین تهران         | ۳–۳   | جام باشگاه‌های تهران | ۲۸ مرداد ۱۳۳۵   | امجدیه تهران      |
| ۱۴ | تاج - تهران‌جوان           | ۳–۳   | جام باشگاه‌های تهران | ۲۴ دی ۱۳۳۳      | امجدیه تهران      |

- آمار تا ۱۲ اردیبهشت ۱۴۰۴

## تعداد بردهای متوالی
در تاریخ باشگاه
تیم استقلال در سال ۱۳۴۹ در ۱۴ بازی متوالی برنده شده است. این بازیها شامل ۴ بازی در جام باشگاه‌های آسیا، ۶ بازی در جام حذفی تهران و سه بازی در مرحله مقدماتی اولین دوره لیگ منطقه‌ای و یک بازی در مرحله نهایی اولین دوره لیگ منطقه‌ای می‌باشد. این بازیها حدفاصل ۱۲ فروردین تا ۱۹ دی بوده است. دیگر رکوردهای استقلال در این زمینه عبارت است از:
برد در ۱۱ بازی متوالی در سال ۱۳۶۹
برد در ۱۰ بازی متوالی در جام باشگاه‌های تهران در فصل ۴۰–۱۳۳۹
برد در ۹ بازی متوالی در سال ۱۳۲۹
برد در ۸ بازی متوالی در سال ۱۳۹۸ و سال ۱۳۴۷
در بازی‌های لیگ فوتبال ایران
بیشترین برد متوالی برای تیم استقلال در بازیهای لیگ فوتبال ایران مربوط به دومین دوره جام تخت جمشید می‌شود. تیم تاج در این سال در هفت بازی متوالی از سری مسابقات لیگ باشگاه‌های ایران موفق به کسب برد شد. (از بازی هفته ۷ تا بازی هفته ۱۲)
دیگر رکوردهای استقلال در این زمینه عبارت است از:
کسب شش برد متوالی در نوزدهمین دوره جام خلیج فارس
کسب شش برد متوالی در اولین دوره جام خلیج فارس
کسب شش برد متوالی در هفتمین دوره جام آزادگان
کسب شش برد متوالی در بیست و یکمین دوره جام خلیج فارس

## تعداد بازی متوالی بدون برد
در تاریخ باشگاه
بدترین رکورد استقلال در این زمینه عدم کسب برد در ۹ بازی متوالی می‌باشد که در سال‌های ۱۳۹۵ و ۱۳۷۱ رخ داده است
در سال ۱۳۹۵ استقلال در دو بازی از پانزدهمین دوره لیگ برتر - یک بازی در فینال جام حذفی - ۶ بازی از شانزدهمین دوره لیگ برتر موفق به کسب برد نشد (شش تساوی و سه شکست)
در سال ۱۳۷۱ استقلال در یک بازی از جام آزادگان و هفت بازی از سوپر جام فوتبال تهران و یک بازی از جام حذفی ایران موفق به کسب برد نشد (هفت تساوی و دو شکست)
در بازی‌های لیگ فوتبال ایران
بدترین رکورد استقلال در این زمینه در مسابقات لیگ فوتبال ایران عدم کسب برد در ۸ بازی متوالی می‌باشد که در دومین دوره جام آزادگان رخ داده است. رکورد منفی بعدی در این زمینه عدم کسب برد در ۶ بازی متوالی می‌باشد.

## تعداد بازی متوالی بدون شکست
استقلال تهران بی‌شکست در یک فصل کامل فوتبال ایران؛ استقلال تهران در لیگ برتر خلیج فارس ۰۱_۱۴۰۰ با انجام ۳۳ بازی در جهان صاحب بالاترین رکورد شد. در این فصل تنها دو تیم استقلال تهران و السد قطر در جهان بدون شکست بودند با این تفاوت که السد ۱۰ مسابقه کمتر از آبی پوشان داشت. همچنین این قهرمانی استقلال اولین قهرمانی بدون شکست یک تیم در لیگ ایران و آسیا بود.
در تاریخ باشگاه
تیم استقلال یکبار تجربه ۶۳ بازی متوالی بدون شکست را داشته است. تیم استقلال از ۲۲ اسفند ۱۳۶۸ تا ۲۵ آذر ۱۳۷۰ در ۶۳ بازی متوالی شکست نخورد. این ۶۳ بازی متشکل بود از ۹ بازی در باشگاه‌های آسیا، ۱۱ بازی در جام آزادگان، ۲۸ بازی در باشگاه‌های تهران، ۱۴ بازی در جام حذفی ایران و یک بازی در جام حذفی تهران. استقلال در این بازی‌ها ۴۶ برد و ۱۷ مساوی کسب کرده است. دیگر رکوردهای استقلال در این زمینه عبارت‌اند از:
تیم استقلال در ۳۳ بازی از سال ۰۱–۱۴۰۰ هم بی شکست بوده است.
بدون شکست در ۳۱ بازی متوالی: از ۱۷ شهریور ۱۳۵۲ تا دوم آبان ۱۳۵۳—هر ۳۱ بازی از سری مسابقات لیگ فوتبال ایران جام تخت جمشید بوده است.
بدون شکست در ۲۵ بازی متوالی در حدفاصل سال‌های ۱۳۴۷ تا سال ۱۳۴۸
بدون شکست در ۲۳ بازی متوالی در حد فاصل سال‌های ۱۳۷۴ تا سال ۱۳۷۵
در بازی‌های لیگ فوتبال ایران
همان‌طور که در بالا هم اشاره شد استقلال از ۱۷ شهریور ۱۳۵۲ تا دوم آبان ۱۳۵۳ در ۳۱ بازی متوالی لیگ فوتبال ایران شکست نخورده و این بهترین رکورد باشگاه در بازی‌های لیگ فوتبال ایران است.
بعد از این هم همان‌طور که در بالا اشاره شد، بهترین رکورد شکست ناپذیری استقلال تهران در لیگ برتر مربوط به فصل ۰۱_۱۴۰۰ بود که استقلال موفق شد یک فصل کامل را با انجام ۳۰ بازی بدون شکست پشت سر بگذارد.
بدون شکست در ۲۴ بازی متوالی—۷ بازی آخر از نهمین دوره جام آزادگان و ۱۷ بازی از دهمین دوره جام آزادگان
بدون شکست در ۲۳ بازی متوالی—۲۳ بازی اول هفتمین دوره لیگ جام آزادگان
بدون شکست در ۱۹ بازی متوالی—۱۲ بازی ار پنجمین دوره جام خلیج فارس و ۷ بازی از ششمین دوره جام خلیج فارس
بدون شکست در ۱۹ بازی متوالی—۵ بازی ار جام قدس و ۱۴ بازی از اولین دوره جام آزادگان

## تعداد شکست متوالی
در بخش عملکرد ضعیف استقلال در طول دوران عمر این باشگاه باید نوشت که استقلال در سال ۱۴۰۳ در ۵ بازی متوالی طعم شکست را چشیده است و پس از آن بدترین رکورد استقلال در شکست متوالی تجربه کردن ۳ شکست متوالی بوده که این اتفاق در ۹ وهله متفاوت رخ داده است.
سال ۱۴۰۳ شکست در پنج بازی متوالی (۳ بازی لیگ برتر و ۲ بازی لیگ نخبگان)
سال ۱۳۹۳ شکست در سه بازی متوالی از لیگ برتر ایران
سال ۱۳۹۲ شکست در سه بازی متوالی (۲ بازی لیگ قهرمانان و یک بازی از لیگ برتر)
سال ۱۳۸۸ شکست در سه بازی متوالی از لیگ برتر ایران
سال ۱۳۸۲ شکست در سه بازی متوالی از لیگ برتر ایران (در دو وهله مختلف)
قطعاً یکی از بدترین دوران استقلال مربوط به سال ۱۳۸۲ می‌باشد که در ده بازی متوالی هشت شکست را تجربه کرده است.
همچنین در سال ۱۴۰۳ استقلال در هشت بازی متوالی از لیگ برتر و لیگ نخبگان هفت شکست را تجربه کرد.

## تعداد تساوی متوالی
در تاریخ باشگاه
در سال ۱۳۷۱ نتیجه پنج بازی متوالی تیم استقلال مساوی شده است. این پنج بازی شامل یک بازی در جام آزادگان و چهار بازی در سوپرجام فوتبال تهران بوده است.
همچنین در شش وهله دیگر نتیجه بازی استقلال در چهار بازی متوالی مساوی شده است. این اتفاق در سال‌های ۱۳۷۸، ۱۳۸۱، ۱۳۸۲، ۱۳۸۸، ۱۳۸۹ و ۱۳۹۱ رخ داده است.
در بازی‌های لیگ فوتبال ایران
نتیجه بازی استقلال در مسابقات لیگ فوتبال ایران در سه وهله در چهار بازی متوالی با تساوی به پایان رسیده است. (اولین دوره - سومین دوره - نهمین دوره)

## تعداد بازی متوالی بدون مساوی
تیم استقلال در حدفاصل سال‌های ۱۳۲۶ تا ۱۳۳۰ در ۴۰ بازی متوالی نتیجه تساوی را تجربه نکرد. رکورد بعدی باشگاه در این زمینه عدم ثبت نتیجه تساوی در ۱۸ بازی متوالی می‌باشد که در سال ۱۳۹۳ رخ داده است.

## رکوردهای کلین‌شیت
در تاریخ باشگاه
در بازی‌های لیگ فوتبال ایران
- تیم استقلال رکورددار کلین‌شیت در یک فصل از لیگ فوتبال ایران، با ۲۱ کلین‌شیت در ۳۰ بازی از لیگ برتر بیست‌ویکم است. (۱۸ کلین‌شیت از سید حسین حسینی، ۳ کلین‌شیت از علیرضا رضایی و ۱ کلین‌شیت از رشید مظاهری)*
- همچنین سید مهدی رحمتی رکورددار بیشترین کلین‌شیت در یک فصل از لیگ فوتبال ایران توسط یک دروازه‌بان با ۲۱ کلین شیت در لیگ برتر دوازدهم است.
- همچنین سید حسین حسینی با ثبت ۱۸ کلین‌شیت از ۲۶ مسابقه حضور و آمار ۶۹٪ کلین‌شیت در لیگ برتر بیست‌ویکم، رکورددار بیشترین درصد کلین‌شیت در یک فصل از لیگ برتر است.
- استقلال در تاریخ لیگ برتر هم تا پایان لیگ بیست‌وسوم رکوردار کلین‌شیت با ۲۹۴ کلین‌شیت در ۷۰۲ بازی است.
- در بین دروازه‌بان‌های استقلال سید حسین حسینی رکورددار بیشترین دقایق کلین‌شیت متوالی در بازی‌های لیگ فوتبال ایران در تاریخ باشگاه استقلال می‌باشد. حسینی در سال ۱۳۹۶ با گل نخوردن در ۸۷۳ دقیقه این رکورد را به نام خود ثبت کرد و در آن زمان علاوه بر شکستن رکورد باشگاه استقلال رکورد فوتبال ایران را نیز جابه‌جا نمود و حدود ۲۲ ماه رکورددار فوتبال ایران بود. پیام نیازمند (دروازه‌بان وقت تیم سپاهان) این رکورد را در آبان سال ۱۳۹۸ به ۹۴۰ دقیقه ارتقا داد. دیگر رکوردهای استقلال در این زمینه عبارت است از:
  - ناصر حجازی با ۸۴۰ دقیقه گل نخوردن در سال ۱۳۵۴
  - وحید طالب‌لو با ۶۶۰ دقیقه گل نخوردن در سال ۱۳۸۴ (دروازه استقلال در این بازه زمانی ۷۱۷ دقیقه بسته ماند که ۵۷ دقیقه اول را رحمتی درون دروازه بود و ۶۶۰ دقیقه بعدی را وحید طالب‌لو)
  - سید مهدی رحمتی با ۵۶۲ دقیقه گل نخوردن در سال ۱۳۹۱
  - محمدعلی یحیوی با ۵۴۲ دقیقه گل نخوردن در سال ۱۳۷۶ (دروازه استقلال در این بازه زمانی ۶۹۶ دقیقه بسته ماند که ابتدا یحیوی ۵۴۲ دقیقه در دروازه گل نخورد، سپس ۹۰ دقیقه حمیدرضا بابایی گلر استقلال بود و ۶۴ دقیقه آخر نیز یحیوی درون دروازه ایستاد)
  - وحید طالب‌لو با ۵۲۹ دقیقه گل نخوردن در سال ۱۳۸۸

*در یک کلین‌شیت استقلال، سید حسین حسینی و رشید مظاهری هر دو در مسابقه حضور داشتند و کلین‌شیت به‌نام هر دوی آن‌ها ثبت می‌شود.

## رکورددار تعداد بازی و تعداد گل در سطح آسیا
تیم استقلال با ۲۳ بار حضور در مسابقات آسیایی رکورددار تعداد حضور در این بازی‌ها در بین تیم‌های ایرانی می‌باشد؛ که شامل ۲۰ فصل در مسابقات لیگ نخبگان آسیا و ۳ فصل در مسابقات جام در جام آسیا می‌شود.
تیم استقلال با تجربه ۱۳۸ بازی در لیگ نخبگان آسیا (تا ۱۷ اسفند ۱۴۰۳) رکورددار تعداد بازی در بین تیم‌های ایرانی در این مسابقات می‌باشد. استقلال با کسب ۶۳ برد، بیشترین برد را در بین تیم‌های ایرانی کسب کرده است و همچنین با ۲۲۰ گل زده بیشترین گل را در بین تیم‌های ایرانی زده است. همچنین با در نظر گرفتن بازی‌های مرحله پلی‌آف و بازی‌های جام در جام آسیا تیم استقلال ۲۵۷ گل در سطح آسیا به ثمر رسانده است که هیچ تیم ایرانی این میزان گل در سطح آسیا به‌ثمر نرسانده است.

## استقلال و حریفان
استقلال را در زمینه تعداد بازی با حریفان می‌توان به دو بخش حریفان داخلی و حریفان آسیایی تقسیم کرد

### حریفان ایرانی
تیم استقلال با انجام ۱۰۵ بازی در برابر تیم پرسپولیس تهران بیش از هر تیمی در برابر این تیم ایرانی قرار گرفته است؛ و با ۳۱ برد در برابر تیم‌های ذوب‌آهن و سپاهان و فولاد بیش از هر تیمی مقابل این سه تیم موفق به کسب برد شده است. با زدن ۱۰۳ گل به تیم سپاهان بیشترین گل را به این تیم ایرانی زده است و با خوردن ۱۰۴ گل از پرسپولیس بیش از هر تیمی مقابل این تیم گل خورده است.
| تیم      | تعداد بازی | تیم      | تعداد برد | تیم      | مساوی    | تیم      | گل زده | تیم         | گل خورده |
| -------- | ---------- | -------- | --------- | -------- | -------- | -------- | ------ | ----------- | -------- |
| پرسپولیس | ۱۰۵ بازی   | ذوب‌آهن   | ۳۱ برد    | پرسپولیس | ۵۰ مساوی | سپاهان   | ۱۰۳ گل | پرسپولیس    | ۱۰۴ گل   |
| سپاهان   | ۸۵ بازی    | سپاهان   | ۳۱ برد    | ملوان    | ۲۶ مساوی | پرسپولیس | ۹۵ گل  | سپاهان      | ۹۵ گل    |
| ذوب‌آهن   | ۷۳ بازی    | فولاد    | ۳۱ برد    | پاس      | ۲۵ مساوی | تراکتور  | ۹۲ گل  | پاس         | ۶۷ گل    |
| پاس      | ۷۰ بازی    | راه‌آهن   | ۲۹ برد    | ذوب‌آهن   | ۲۳ مساوی | ذوب‌آهن   | ۸۹ گل  | ذوب‌آهن      | ۶۶ گل    |
| ملوان    | ۶۲ بازی    | تراکتور  | ۲۷ برد    | سپاهان   | ۲۳ مساوی | ملوان    | ۸۷ گل  | تراکتور     | ۶۲ گل    |
| تراکتور  | ۵۸ بازی    | پرسپولیس | ۲۶ برد    | سایپا    | ۱۸ مساوی | پاس      | ۸۳ گل  | سایپا       | ۵۴ گل    |
| فولاد    | ۵۸ بازی    | سایپا    | ۲۶ برد    | فولاد    | ۱۶ مساوی | فولاد    | ۸۱ گل  | شاهین تهران | ۵۰ گل    |
| سایپا    | ۵۵ بازی    | پاس      | ۲۴ برد    | تراکتور  | ۱۵ مساوی | راه‌آهن   | ۸۰ گل  | فولاد       | ۴۴ گل    |

### حریفان آسیایی
| تیم    | تعداد بازی | تیم    | تعداد برد | تیم     | مساوی   | تیم      | گل زده | تیم     | گل خورده |
| ------ | ---------- | ------ | --------- | ------- | ------- | -------- | ------ | ------- | -------- |
| الهلال | ۱۲ بازی    | الریان | ۸ برد     | الجزیره | ۵ مساوی | الریان   | ۲۶ گل  | العین   | ۱۴ گل    |
| السد   | ۱۱ بازی    | العین  | ۵ برد     | السد    | ۵ مساوی | هامنت من | ۱۸ گل  | الهلال  | ۱۳ گل    |
| العین  | ۱۰ بازی    | الهلال | ۵ برد     | العین   | ۳ مساوی | العین    | ۱۳ گل  | السد    | ۱۲ گل    |
| الریان | ۱۰ بازی    | السد   | ۴ برد     | الاتحاد | ۲ مساوی | السد     | ۱۳ گل  | الجزیره | ۱۰ گل    |

منبع:
- در این دو جدول بیشترین بازی و برد و… استقلال در برابر حریفان داخلی و آسیایی آورده شده است

## آمار مربیان

### اسامی مربیان
- اولین مربی: علی دانایی‌فرد نخستین مربی باشگاه استقلال در سال ۱۳۲۳ و از بدو تأسیس بود. رسول مددنوعی، محمود بیاتی، محمد رنجبر، حشمت مهاجرانی، پرویز ابوطالب، مجتبی کردنوری، عباس کردنوری، کمایی، جاهد، مصطفی شرکاء، مرتضی شرکاء، حسن حبیبی، حسن عضدی، عباس رضوی، اصغر شرفی، کامبیز جمالی، محمد صلاحی، منصور پورحیدری، غلامحسین مظلومی، بیژن ذوالفقارنسب، ناصر حجازی، رضا نعلچگر، نصرالله عبداللهی، بهتاش فریبا، اصغر حاجیلو، پرویز مظلومی، حمید ملک‌احمدی، منصور رشیدی، فیروز کریمی، جواد زرینچه، امیر قلعه‌نویی، عبدالصمد مرفاوی، علیرضا منصوریان، میک مک‌درموت، وینفرد شفر، فرهاد مجیدی، آندره آ استراماچونی، مجید نامجو مطلق، محمود فکری، ریکاردو ساپینتو، جواد نکونام، سهراب بختیاری‌زاده، پیتسو موسیمانه، محمد نوازی، میودراگ بوژوویچ و مجتبی جباری (سرمربی فعلی) مربیانی بودند که از ابتدا تا کنون سرمربی‌گری تیم را بر عهده داشته‌اند.
- باسابقه‌ترین مربی: منصور پورحیدری با ۳۲۶ بازی که به عنوان مربی روی نیمکت استقلال نشست و قهرمانی در سال ۱۳۷۰ در آسیا به عنوان پرسابقه‌ترین و پرافتخارترین مربی استقلال است.
- اولین مربی خارجی: اولین مربی خارجی استقلال، زدراکو رایکوف از یوگسلاوی بود.

### بازی‌ها
در بین مربیان استقلال منصور پورحیدری با مربیگری در ۳۲۶ بازی رسمی رکورددار می‌باشد، امیر قلعه‌نویی با ۲۶۸ بازی در مکان دوم و زدراکو رایکوف با ۱۷۵ بازی در مکان سوم قرار دارد.
ولی در بازی‌های لیگ باشگاهی ایران امیر قلعه‌نویی با مربیگری در ۲۱۲ بیش از بقیه مربیان هدایت استقلال را در این بازی‌ها بر عهده داشته است و منصور پورحیدری با مربیگری در ۱۳۹ بازی از لیگ باشگاهی ایران در مکان دوم قرار دارد.
در رقابت‌های قاره‌ای منصور پورحیدری در ۳۲ بازی سرمربی استقلال بوده و در این بخش رکورددار است. امیر قلعه‌نویی نیز در ۲۵ بازی آسیایی سرمربی استقلال بوده است.
منصور پورحیدری با مربیگری در ۴۵ بازی از جام حذفی فوتبال ایران برای استقلال رکورددار مربیگری برای تیم استقلال در این بازی‌ها نیز می‌باشد. امیر قلعه‌نویی در ۳۰ بازی از رقابت‌های جام حذفی ایران سرمربی آبی‌پوشان بوده است.
در بازی‌های جام باشگاه‌های تهران نیز رکورددار مربیگری برای استقلال منصور پورحیدری می‌باشد. در این بازی‌ها پورحیدری ۱۰۰ بار بر روی نیمکت استقلال نشسته است. زدراکو رایکوف نیز ۳۶ بار مربی استقلال در بازی‌های جام باشگاه‌های تهران بوده است.

### گل زده
استقلال در دوران مربیگری زدراکو رایکوف ۲۹۲ گل در ۱۷۵ بازی به ثمر رسانده است - میانگین ۱٫۶۶ گل در هر بازی
استقلال در دوران مربیگری پرویز مظلومی ۲۱۰ گل در ۱۲۷ بازی به ثمر رسانده است - میانگین ۱٫۶۵ گل در هر بازی
استقلال در دوران مربیگری منصور پورحیدری ۵۲۶ گل در ۳۲۶ بازی به ثمر رسانده است - میانگین ۱٫۶۱ گل در هر بازی
استقلال در دوران مربیگری امیر قلعه‌نویی ۴۳۱ گل در ۲۶۸ بازی به ثمر رسانده است - میانگین ۱٫۶ گل در هر بازی
استقلال در دوران مربیگری ناصر حجازی ۱۶۳ گل در ۱۰۵ بازی به ثمر رسانده است - میانگین گل در ۱٫۵۵ گل هر بازی

### گل خورده
استقلال در دوران مربیگری زدراکو رایکوف ۱۱۶ گل در ۱۷۵ بازی خورده است - میانگین ۰٫۶۶ گل خورده در هر بازی
استقلال در دوران مربیگری منصور پورحیدری ۲۳۰ گل در ۳۲۶ بازی خورده است - میانگین ۰٫۷۱ گل خورده در هر بازی
استقلال در دوران مربیگری امیر قلعه‌نویی ۲۵۱ گل در ۲۶۸ بازی خورده است - میانگین ۰٫۹۴ گل خورده در هر بازی (۰٫۹۳۶)
استقلال در دوران مربیگری پرویز مظلومی ۱۲۰ گل در ۱۲۷ بازی خورده است - میانگین ۰٫۹۴ گل خورده در هر بازی (۰٫۹۴۴)
استقلال در دوران مربیگری ناصر حجازی ۱۰۴ گل در ۱۰۵ بازی خورده است - میانگین ۰٫۹۹ گل خورده در هر بازی
این اطلاعات برای مربیانی محاسبه شده است که حداقل ۱۰۰ بار در بازیهای رسمی بر روی نیمکت استقلال نشسته باشند

## استقلال و ورزشگاه‌ها

### داخل ایران
تیم استقلال در تاریخ خود بیش از ۷۰۰ بار در ورزشگاه آزادی تهران به میدان رفته و در این ورزشگاه بیش از هر ورزشگاه دیگری بازی کرده است.
همچنین استقلال ۴۷۹ بازی هم در ورزشگاه شهید شیرودی برگزار کرده است. (۳۷۹ بار وقتی اسمش امجدیه بوده است)
استقلال سابقه ۴۷ بازی در ورزشگاه تختی تهران را نیز دارد.
در ورزشگاه‌های خارج از تهران استقلال بیش از هر ورزشگاهی در تختی اهواز بازی کرده است. استقلال جمعاً در ۴۰ دیدار رسمی در این ورزشگاه به میدان رفته است. دیگر ورزشگاه‌های خارج از تهران که استقلال در آنها بازیهای زیادی را برگزار کرده است:
۳۵ بازی در ورزشگاه فولادشهر
۳۲ بازی در ورزشگاه تختی انزلی
۲۸ بازی در ورزشگاه حافظیه شیراز
۲۲ بازی در تختی تبریز
۲۱ بازی در ورزشگاه تختی اصفهان

### خارج ایران
استقلال در وزرشگاه‌های خارج از ایران بیشترین بازی را با هفت مسابقه در ورزشگاه طحنون بن محمد شهر العین امارات برگزار کرده است. دیگر ورزشگاه‌های خارج از ایران که در آن ورزشگاه‌ها بیش از بقیه جاها به میدان رفته است:
۶ بازی در ورزشگاه امیر عبداله فیصل - جده عربستان
۶ بازی در ورزشگاه ملی بانکوک - بانکوک تایلند
۵ بازی در ورزشگاه محمد بن زاید - ابوظبی امارات
۵ بازی در ورزشگاه ملک فهد - ریاض عربستان
۵ بازی در ورزشگاه ملی بنگلادش - داکا بنگلادش

## استقلال و شهرها

### داخل ایران
استقلال بیش از ۱۲۵۰ بازی رسمی خود را در شهر تهران انجام داده است اما اگر از بحث این شهر خارج شویم استقلال بیشترین بازی را در شهر اهواز انجام داده است. آبی‌پوشان ۶۰ بار در بازی‌های رسمی در این شهر به میدان رفته‌اند. دیگر شهرهایی که استقلال بیشترین بازی را در آنجا انجام داده است به این شرح می‌باشد:
۵۵ بازی در شهر اصفهان
۵۴ بازی در شهر تبریز
۳۹ بازی در شهر شیراز
۳۹ بازی در فولادشهر
۳۳ بازی در شهر بندری انزلی
۳۸ بازی در شهر مشهد
بدون در نظر گرفتن بازی در برابر نمایندگان شهر تهران، استقلال بیشترین بازی رسمی را با نمایندگان شهر اصفهان انجام داده است. آبی پوشان ۱۷۰ بار در برابر نمایندگان این شهر به میدان رفته‌اند.
۱۲۱ بازی در برابر نمایندگان شهر اهواز
۸۸ بازی در برابر نمایندگان شهر تبریز
۶۸ بازی در برابر نمایندگان شهر مشهد
۶۴ بازی در برابر نمایندگان شهر انزلی
۵۶ بازی در برابر نمایندگان شهر آبادان

### خارج از ایران
بازیهای خارج از ایران به دو بخش کشور و شهر تقسیم می‌شود. در بخش کشور تیم استقلال با انجام ۲۱ بازی در کشور امارات بیشترین بازیهایش در سطح قاره آسیا را در این کشور انجام داده است.
- کشور قطر ۱۷ بازی
- کشور عربستان ۱۲ بازی
- کشور تایلند ۷ بازی
- کشور ازبکستان ۵ بازی
- کشور بنگلادش ۵ بازی

در بحث شهرها تیم استقلال با انجام ۱۴ بازی در شهر دوحه قطر بیشترین بازی را در این شهر غیر ایرانی انجام داده است.
- العین امارات ۱۰ بازی
- ابوظبی امارات ۹ بازی
- ریاض عربستان ۶ بازی
- جده عربستان ۶ بازی
- بانکوک تایلند ۶ بازی
- داکا بنگلادش ۵ بازی

## کاپیتانی در استقلال
در تاریخ باشگاه
سید مهدی رحمتی رکورددار بستن بازوبند کاپیتانی در تیم استقلال می‌باشد. این بازیکن در ۱۷۲ بازی کاپیتان استقلال بوده است که در ۱۶۶ مسابقه بازی را به‌عنوان کاپیتان شروع کرده و فقط در ۶ بازی پس از تعویض کاپیتان اول بازوبند را بر بازو بسته است.
فرهاد مجیدی ۱۵۵ بار کاپیتانی (۱۱۴ بار کاپیتان استقلال در شروع بازی بوده است)
محمود فکری ۱۴۹ بار کاپیتانی (۱۴۱ بار کاپیتان استقلال در شروع بازی بوده است)
جواد زرینچه ۱۳۸ بار کاپیتانی (۱۳۶ بار کاپیتان استقلال در شروع بازی بوده است)
سید حسین حسینی ۱۳۷ بار کاپیتانی (۱۳۱ بار کاپیتان استقلال در شروع بازی بوده است)
علی جباری ۱۰۸ بازی (۱۰۸ بار کاپیتان استقلال در شروع بازی بوده است)
وریا غفوری ۹۵ بازی (۸۱ بار کاپیتان استقلال در شروع بازی بوده است)
امیر قلعه‌نویی ۸۸ بار کاپیتانی (۸۷ بار کاپیتان استقلال در شروع بازی بوده است)
در بازی‌های لیگ فوتبال ایران
در تاریخ بازی‌های استقلال در لیگ فوتبال ایران مهدی رحمتی ۱۲۸ بار بازوبند استقلال را به بازو بسته است و در این زمینه نیز رکورددار باشگاه استقلال تهران است. از تعداد این ۱۲۸ کاپیتانی رحمتی ۱۲۳ بار بازی را به عنوان کاپیتان شروع کرده است و ۵ بار نیز بعد از تعویض کاپیتان اول بازوبند را به بازو بسته است.
محمود فکری ۱۲۵ بار کاپیتانی (۱۲۳ بار کاپیتان استقلال در شروع بازی بوده است)
فرهاد مجیدی ۱۲۱ بار کاپیتانی (۸۸ بار کاپیتان استقلال در شروع بازی بوده است)
جواد زرینچه ۱۰۳ بار کاپیتانی (۱۰۱ بار کاپیتان استقلال در شروع بازی بوده است)
سید حسین حسینی ۱۰۰ بار کاپیتانی (۹۵ بار کاپیتان استقلال در شروع بازی بوده است)
علی جباری ۸۲ بار کاپیتانی (۸۲ بار کاپیتان استقلال در شروع بازی بوده است)
وریا غفوری ۷۲ بازی (۶۱ بار کاپیتان استقلال در شروع بازی بوده است)
امیر قلعه‌نویی ۵۷ بار کاپیتانی
- آمار تا ۸ خرداد ۱۴۰۴

## نخستین‌ها
- غلامحسین مظلومی با زدن ۱۵ گل در نخستین دوره جام تخت جمشید به مقام آقای گلی دست یافت. غلام‌حسین مظلومی در سه دوره از لیگ تخت جمشید (۱۳۵۲، ۱۳۵۳ و ۱۳۵۵) به عنوان آقای گلی دست یافته است و از نظر تعداد عنوان آقای گلی در لیگ‌های ایران، به همراه غلام‌رضا عنایتی رکورددار است. رضا عنایتی نیز از سه عنوان آقای گلی، دو عنوان را با پیراهن استقلال به دست آورده است.[۵۹]

## برون‌مرزی (ملی و بین‌المللی)

ناصر حجازی اسطوره فوتبال آسیا و استقلال

- فدراسیون بین‌المللی تاریخ و آمار فوتبال ناصر حجازی را به عنوان دومین دروازه‌بان برتر سدهٔ بیستم میلادی در فوتبال آسیا معرفی کرده است.[۶۰]
- فدراسیون بین‌المللی تاریخ و آمار فوتبال فرهاد مجیدی را به عنوان محبوب‌ترین بازیکن جهان در سال ۲۰۱۰ معرفی کرده است.[۶۱]
- منصور پورحیدری هم در دوران بازیکنی و هم در دوران سرمربیگری، با استقلال جام قهرمانی باشگاه‌های آسیا را فتح کرده است.[۱۰]
- نخستین گل‌های ایران در تاریخ جام‌های جهانی را بازیکنانی به ثمر رسانده‌اند که از باشگاه استقلال (تاج) به تیم ملی دعوت شده بودند. تیم ملی ایران در بازی دوم خود در جام جهانی ۱۹۸۷ آرژانتین با اسکاتلند به تساوی ۱–۱ رسید که گل ایران را ایرج دانایی‌فرد به ثمر رساند. در بازی سوم نیز ایران در برابر پرو ۱–۴ شکست خورد که تک‌گل ایران را حسن روشن وارد دروازه حریف کرد.
- ایرج دانایی‌فرد، آندرانیک اسکندریان و مهدی پاشازاده بازیکنان استقلال در تیم منتخب جهان بوده‌اند. آندرانیک اسکندریان و ایرج دانایی‌فرد برای شرکت در بازی خداحافظی پله به تیم منتخب جهان دعوت شدند تا در برابر تیم کاسموس نیویورک که تیم آن روزهای پله بود، به میدان بروند. پس از این بازی، آندرانیک اسکندریان به تیم کاسموس نیویورک پیوست. مهدی پاشازاده نیز پس از جام جهانی ۱۹۹۸ دو بار به تیم منتخب جهان دعوت شد.
- گل آندرانیک تیموریان به بوریرام تایلند به عنوان برترین گل تاریخ لیگ قهرمانان آسیا انتخاب شد
- بیشترین بازیکن کاندید شده در جایزه بهترین فوتبالیست سال آسیا در بین تیم‌ها ایرانی
- اولین لژیونر فوتبال ایران (بیوک جدیکار)
- سه قهرمانی تیم ملی ایران در جام ملت‌های آسیا با مربیگری، محمد رنجبر، محمود بیاتی و حشمت مهاجرانی سه مربی استقلالی بوده است.

## فهرست گلزنان لیگ خلیج فارس
| #     | نام                     | ملیت              | تعداد گل |
| ----- | ----------------------- | ----------------- | -------- |
| ۱     | فراز فاطمی              | ایران             | ۱۱       |
| ۲     | سیروس دین‌محمدی          | ایران             | ۷        |
| ۳     | محمد نوازی              | ایران             | ۱۳       |
| ۴     | احمد مؤمن زاده          | ایران             | ۵        |
| ۵     | علی موسوی               | ایران             | ۳        |
| ۶     | علیرضا واحدی نیکبخت     | ایران             | ۱۴       |
| ۷     | یدالله اکبری            | ایران             | ۱۰       |
| ۸     | فرزاد مجیدی             | ایران             | ۱۵       |
| ۹     | علیرضا اکبرپور          | ایران             | ۴        |
| ۱۰    | سهراب بختیاری زاده      | ایران             | ۱        |
| ۱۱    | داوود سیدعباسی          | ایران             | ۳        |
| ۱۲    | مجاهد خذیراوی           | ایران             | ۱        |
| ۱۳    | رأفت قلی اف             | جمهوری آذربایجان  | ۱        |
| ۱۴    | علی سامره               | ایران             | ۱۹       |
| ۱۵    | مهدی هاشمی‌نسب           | ایران             | ۵        |
| ۱۶    | غلام‌رضا عنایتی          | ایران             | ۵۹       |
| ۱۷    | علیرضا منصوریان         | ایران             | ۸        |
| ۱۸    | راجر فابریتسیو          | برزیل             | ۲        |
| ۱۹    | محمود فکری              | ایران             | ۲        |
| ۲۰    | امیرحسین صادقی          | ایران             | ۱۳       |
| ۲۱    | ستار همدانی             | ایران             | ۱        |
| ۲۲    | سیاوش اکبرپور           | ایران             | ۴۲       |
| ۲۳    | پیروز قربانی            | ایران             | ۱۲       |
| ۲۴    | حسین کاظمی              | ایران             | ۱۶       |
| ۲۵    | آوسنتی گیلائوری         | گرجستان           | ۲        |
| ۲۶    | میثم بائو               | ایران             | ۸        |
| ۲۷    | شاهین خیری              | ایران             | ۱        |
| ۲۸    | مجتبی جباری             | ایران             | ۲۶       |
| ۲۹    | علی انصاریان            | ایران             | ۴        |
| ۳۰    | علی علیزاده             | ایران             | ۶        |
| ۳۱    | جوئلسون رودریگز داسیلوا | برزیل             | ۳        |
| ۳۲    | محسن یوسفی              | ایران             | ۵        |
| ۳۳    | اصغر طالب نسب           | ایران             | ۲        |
| ۳۴    | مرتضی هاشمی زاده        | ایران             | ۱        |
| ۳۵    | آرش برهانی              | ایران             | ۸۰       |
| ۳۶    | فرهاد مجیدی             | ایران             | ۴۷       |
| ۳۷    | امیدرضا روانخواه        | ایران             | ۷        |
| ۳۸    | میثم منیعی              | ایران             | ۴        |
| ۳۹    | پژمان منتظری            | ایران             | ۱۰       |
| ۴۰    | مهدی امیرآبادی          | ایران             | ۳        |
| ۴۱    | مهرداد پولادی           | ایران             | ۱        |
| ۴۲    | حمید شفیعی              | ایران             | ۱        |
| ۴۳    | احمد خذیراوی            | ایران             | ۱        |
| ۴۴    | سعید بیات‌مطلق           | ایران             | ۱        |
| ۴۵    | سردان اورسویچ           | صربستان           | ۱        |
| ۴۶    | علیرضا عباسفرد          | ایران             | ۴        |
| ۴۷    | فابیو جانواریو          | برزیل             | ۷        |
| ۴۸    | هاشم بیک زاده           | ایران             | ۳        |
| ۴۹    | خسرو حیدری              | ایران             | ۳        |
| ۵۰    | مهدی سیدصالحی           | ایران             | ۱۲       |
| ۵۱    | حنیف عمران‌زاده          | ایران             | ۱۲       |
| ۵۲    | هادی شکوری              | ایران             | ۳        |
| ۵۳    | رینالدو کروزادو         | پرو               | ۱        |
| ۵۴    | کیانوش رحمتی            | ایران             | ۱        |
| ۵۵    | میلاد میداوودی          | ایران             | ۱۵       |
| ۵۶    | فرزاد آشوبی             | ایران             | ۴        |
| ۵۷    | هوار ملا محمد           | عراق              | ۲        |
| ۵۸    | اسماعیل شریفات          | ایران             | ۳        |
| ۵۹    | گوران یرکوویچ           | فرانسه            | ۶        |
| ۶۰    | فریدون زندی             | ایران             | ۴        |
| ۶۱    | سید میثم حسینی          | ایران             | ۲        |
| ۶۲    | آندرانیک تیموریان       | ایران             | ۲        |
| ۶۳    | جی لوید ساموئل          | ترینیداد و توباگو | ۴        |
| ۶۴    | علی حمودی               | ایران             | ۱        |
| ۶۵    | جواد شیرزاد             | ایران             | ۱        |
| ۶۶    | ولید علی                | کویت              | ۱        |
| ۶۷    | فرزاد حاتمی             | ایران             | ۶        |
| ۶۸    | جواد نکونام             | ایران             | ۸        |
| ۶۹    | ویسنته آرزه             | بولیوی            | ۲        |
| ۷۰    | ایمان موسوی             | ایران             | ۱        |
| ۷۱    | امین منوچهری            | ایران             | ۱        |
| ۷۲    | حسن اشجاری              | ایران             | ۱        |
| ۷۳    | رودریگو توسی            | برزیل             | ۱        |
| ۷۴    | محمد قاضی               | ایران             | ۱۱       |
| ۷۵    | بوبکر کبه               | بورکینافاسو       | ۱        |
| ۷۶    | محمدمهدی نظری           | ایران             | ۱        |
| ۷۷    | سجاد شهباززاده          | ایران             | ۱۹       |
| ۷۸    | امید ابراهیمی           | ایران             | ۲۸       |
| ۷۹    | کرار جاسم               | عراق              | ۳        |
| ۸۰    | یعقوب کریمی             | ایران             | ۱        |
| ۸۱    | مهدی کریمیان            | ایران             | ۱        |
| ۸۲    | میلاد فخرالدینی         | ایران             | ۲        |
| ۸۳    | جابر انصاری             | ایران             | ۱۸       |
| ۸۴    | محسن کریمی              | ایران             | ۱۱       |
| ۸۵    | پرو پییچ                | کرواسی            | ۳        |
| ۸۶    | میثم مجیدی              | ایران             | ۲        |
| ۸۷    | بهنام برزای             | ایران             | ۷        |
| ۸۸    | محمدرضا خرسندنیا        | ایران             | ۱        |
| ۸۹    | محمدامین حاج محمدی      | ایران             | ۱        |
| ۹۰    | فرشید اسماعیلی          | ایران             | ۱۳       |
| ۹۱    | کاوه رضایی              | ایران             | ۷        |
| ۹۲    | علی قربانی              | ایران             | ۱۲       |
| ۹۳    | امید نورافکن            | ایران             | ۴        |
| ۹۴    | فرشید باقری             | ایران             | ۵        |
| ۹۵    | مجتبی حق دوست           | ایران             | ۲        |
| ۹۶    | لئاندرو پادوانی         | برزیل             | ۱        |
| ۹۷    | مجید حسینی              | ایران             | ۱        |
| ۹۸    | مامه بابا تیام          | سنگال             | ۴        |
| ۹۹    | سرور جباروف             | ازبکستان          | ۴        |
| ۱۰۰   | وریا غفوری              | ایران             | ۱۹       |
| ۱۰۱   | داریوش شجاعیان          | ایران             | ۵        |
| ۱۰۲   | روزبه چشمی              | ایران             | ۸        |
| ۱۰۳   | مرتضی تبریزی            | ایران             | ۵        |
| ۱۰۴   | آیاندا پاتوسی           | آفریقای جنوبی     | ۴        |
| ۱۰۵   | اسماعیل گنسالوس         | گینه بیسائو       | ۳        |
| ۱۰۶   | علی کریمی               | ایران             | ۷        |
| ۱۰۷   | روح‌الله باقری           | ایران             | ۱        |
| ۱۰۸   | مهدی قایدی              | ایران             | ۳۱       |
| ۱۰۹   | محمد دانشگر             | ایران             | ۹        |
| ۱۱۰   | اللهیار صیادمنش         | ایران             | ۲        |
| ۱۱۱   | رضا کریمی               | ایران             | ۱        |
| ۱۱۲   | گادوین منشأ             | نیجریه            | ۱        |
| ۱۱۳   | میلاد زکی‌پور            | ایران             | ۱        |
| ۱۱۴   | طارق همام               | عراق              | ۱        |
| ۱۱۵   | رضا آذری                | ایران             | ۱        |
| ۱۱۶   | شیخ دیاباته             | مالی              | ۱۷       |
| ۱۱۷   | امیرارسلان مطهری        | ایران             | ۲۰       |
| ۱۱۸   | سجاد آقایی              | ایران             | ۱        |
| ۱۱۹   | هروویه میلیچ            | کرواسی            | ۳        |
| ۱۲۰   | عارف غلامی              | ایران             | ۲        |
| ۱۲۱   | آرش رضاوند              | ایران             | ۵        |
| ۱۲۲   | مسعود ریگی              | ایران             | ۱        |
| ۱۲۳   | محمد نادری              | ایران             | ۱        |
| ۱۲۴   | آرمان رمضانی            | ایران             | ۸        |
| ۱۲۵   | مهدی مهدی‌پور            | ایران             | ۵        |
| ۱۲۶   | سبحان خاقانی            | ایران             | ۲        |
| ۱۲۷   | محمدحسین مرادمند        | ایران             | ۵        |
| ۱۲۸   | احمد موسوی              | ایران             | ۱        |
| ۱۲۹   | متین کریم زاده          | ایران             | ۱        |
| ۱۳۰   | کوین یامگا              | فرانسه            | ۲۱       |
| ۱۳۱   | امیرحسین حسین‌زاده       | ایران             | ۸        |
| ۱۳۲   | جعفر سلمانی             | ایران             | ۶        |
| ۱۳۳   | رودی ژستد               | بنین              | ۳        |
| ۱۳۴   | سیاوش یزدانی            | ایران             | ۱        |
| ۱۳۵   | امین قاسمی‌نژاد          | ایران             | ۱        |
| ۱۳۶   | صالح حردانی             | ایران             | ۳        |
| ۱۳۷   | محمد محبی               | ایران             | ۸        |
| ۱۳۸   | پیمان بابایی            | ایران             | ۳        |
| ۱۳۹   | سعید مهری               | ایران             | ۱        |
| ۱۴۰   | رضا میرزایی             | ایران             | ۱        |
| ۱۴۱   | سید حسین حسینی          | ایران             | ۱        |
| ۱۴۲   | ابوالفضل جلالی          | ایران             | ۳        |
| ۱۴۳   | مهرداد محمدی            | ایران             | ۹        |
| ۱۴۴   | ایمان سلیمی             | ایران             | ۲        |
| ۱۴۵   | گوستاوو بلانکو          | آرژانتین          | ۶        |
| ۱۴۶   | آرمین سهرابیان          | ایران             | ۴        |
| ۱۴۷   | جلال‌الدین ماشاریپوف     | ازبکستان          | ۳        |
| ۱۴۸   | محمدحسین اسلامی         | ایران             | ۴        |
| ۱۴۹   | رامین رضاییان           | ایران             | ۱۰       |
| ۱۵۰   | رافائل سیلوا            | برزیل             | ۲        |
| ۱۵۱   | ابوالفضل زمانی          | ایران             | ۱        |
| ۱۵۲   | امیرعلی صادقی           | ایران             | ۱        |
| ۱۵۳   | مسعود جمعه              | کنیا              | ۲        |
| ۱۵۴   | علیرضا کوشکی            | ایران             | ۲        |
| ۱۵۵   | محمدرضا آزادی           | ایران             | ۱        |
| ۱۵۶   | جوئل کوجو               | قرقیزستان         | ۲        |
| ۱۵۷   | گل به خودی              | –                 | ۲۸       |
| ۱۵۸   | رأی کمیته انضباطی       | –                 | ۳        |
| مجموع | مجموع                   | مجموع             | ۱۰۶۶     |

- آمار تا ۲۸ مرداد ۱۴۰۴

## آمار رقابت‌ها

### لیگ سراسری و جام قهرمانی ایران
تا تاریخ ۲۵ اردیبهشت ۱۴۰۴
| رقابت             | بازی | برد | مساوی | باخت | گل زده | گل خورده | امتیاز |
| ----------------- | ---- | --- | ----- | ---- | ------ | -------- | ------ |
| جام قهرمانی ایران | ۷    | ۶   | ۱     | ۰    | ۳۵     | ۴        | ۱۳     |
| جام منطقه‌ای       | ۲۲   | ۱۵  | ۲     | ۵    | ۴۷     | ۱۷       | ۳۲     |
| جام تخت جمشید     | ۱۳۴  | ۶۶  | ۴۲    | ۲۶   | ۱۶۷    | ۹۱       | ۱۷۴    |
| جام قدس           | ۲۳   | ۱۷  | ۴     | ۲    | ۵۸     | ۱۱       | ۳۸     |
| لیگ آزادگان       | ۲۲۷  | ۱۰۹ | ۷۸    | ۴۰   | ۳۲۸    | ۱۹۹      | ۳۷۸    |
| لیگ خلیج‌فارس      | ۷۳۲  | ۳۶۴ | ۲۳۵   | ۱۳۳  | ۱۰۶۵   | ۶۳۵      | ۱۳۲۷   |
| مجموع لیگ         | ۱۱۴۵ | ۵۷۷ | ۳۶۲   | ۲۰۶  | ۱۷۰۰   | ۹۵۷      | ۱۹۶۲   |

### مسابقات آسیایی
| رقابت             | بازی | برد | مساوی | باخت | گل زده | گل خورده | امتیاز |
| ----------------- | ---- | --- | ----- | ---- | ------ | -------- | ------ |
| جام در جام        | ۱۸   | ۸   | ۴     | ۶    | ۳۷     | ۱۸       | ۲۰     |
| جام باشگاه‌ها      | ۳۷   | ۲۲  | ۸     | ۷    | ۷۰     | ۳۷       | ۶۰     |
| لیگ قهرمانان آسیا | ۹۲   | ۳۹  | ۲۸    | ۲۵   | ۱۴۰    | ۱۰۷      | ۱۴۵    |
| لیگ نخبگان        | ۱۰   | ۲   | ۴     | ۴    | ۸      | ۱۲       | ۱۰     |
| مجموع آسیا        | ۱۵۷  | ۷۱  | ۴۴    | ۴۲   | ۲۵۵    | ۱۷۴      | ۲۳۵    |

### مسابقات حذفی
| رقابت      | بازی | برد | مساوی | باخت | گل زده | گل خورده | امتیاز |
| ---------- | ---- | --- | ----- | ---- | ------ | -------- | ------ |
| جام حذفی   | ۱۷۲  | ۱۰۶ | ۴۴    | ۲۲   | ۳۴۸    | ۱۳۱      | ۳۶۲    |
| مجموع حذفی | ۱۷۲  | ۱۰۶ | ۴۴    | ۲۲   | ۳۴۸    | ۱۳۱      | ۳۶۲    |

- استقلال در این مسابقات ۱ بازی انصراف داد.
- استقلال در این مسابقات ۱ بازی هم حریفش انصراف داد.
- آمار این دو بازی در جدول لحاظ نشده است.

### سوپرجام
| رقابت         | بازی | برد | مساوی | باخت | گل زده | گل خورده | امتیاز |
| ------------- | ---- | --- | ----- | ---- | ------ | -------- | ------ |
| سوپرجام       | ۲    | ۱   | ۰     | ۱    | ۱      | ۳        | ۳      |
| مجموع سوپرجام | ۲    | ۱   | ۰     | ۱    | ۱      | ۳        | ۳      |

- استقلال در یک بازی از این مسابقات مقابل پرسپولیس حاضر به بازی نشد و بازنده اعلام شد.
- این بازی در جدول لحاظ شده است.